# Plovan
Plovan [plovɑ̃] est une commune du département du Finistère, dans la région Bretagne, en France.

## Géographie

### Situation

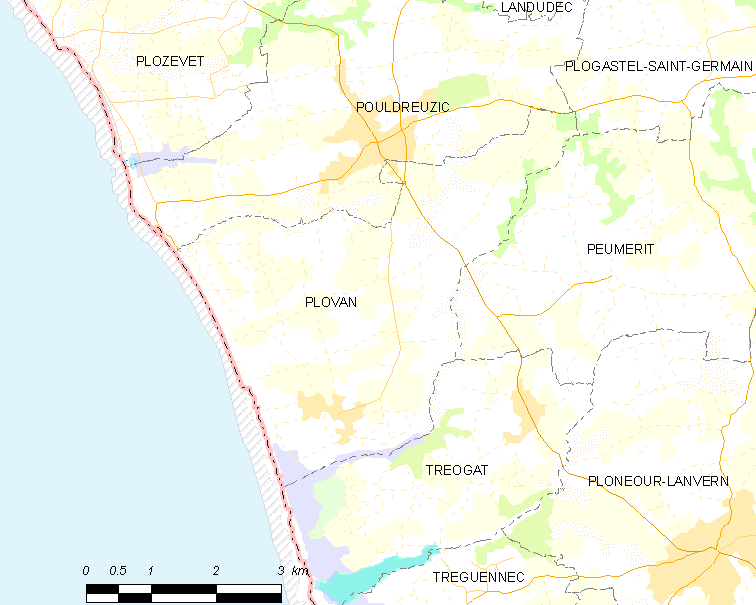
Carte de la commune de Plovan.

Située sur le littoral atlantique, au milieu de la baie d'Audierne, la commune de Plovan est séparée de l'océan par un cordon de galets et possède 4 km de plage. La commune fait partie du Pays Bigouden.
Le GR 34 traverse la partie littorale de Plovan.
| Baie d'Audierne | Pouldreuzic | Plogastel-Saint-Germain |
| Baie d'Audierne | Plovan      | Peumerit                |
| Baie d'Audierne | Tréogat     |                         |

### Relief et hydrographie
Pour un article plus général, voir Réseau hydrographique du Finistère.
La commune est située dans le bassin Loire-Bretagne. Elle est drainée par divers petits cours d'eau,.
Le finage communal, étendu puisqu'il s'étend jusqu'aux abords du bourg de Pouldreuzic d'une part, et que sa partie nord-est aux alentours de Goarem Vez, va jusqu'à être limitrophe de la commune de Plogastel-Saint-Germain, a des altitudes allant du niveau de la mer jusqu'à 84 mètres au nord de Goarem Vez. Le bourg, situé vers 22 mètres d'altitude, est nettement excentré dans la partie sud du territoire communal. Le cordon de galets limitant à l'ouest la commune et la séparant de la Baie d'Audierne est un obstacle à l'écoulement naturel des eaux des minuscules fleuves côtiers, en fait de simples ruisseaux, comme le Quido qui sépare Plovan de Peumerit et Tréogat, ce qui explique la présence d'étangs (qui sont d'anciennes lagunes) et de paluds (lorsque les étangs finissent par être comblés par les alluvions) comme, du sud au nord, l'étang de Kergalan, celui de Guelen (tout petit), l'étang de Nérizellec et le palud de Trébanec.
La commune est délimitée à l'est et au sud par le ruisseau qui alimente l'étang de Kergalan et la sépare de Peumerit et Tréogat, au nord par un autre ruisseau qui alimente le palud de Trébanec et sert de limite avec Pouldreuzic.

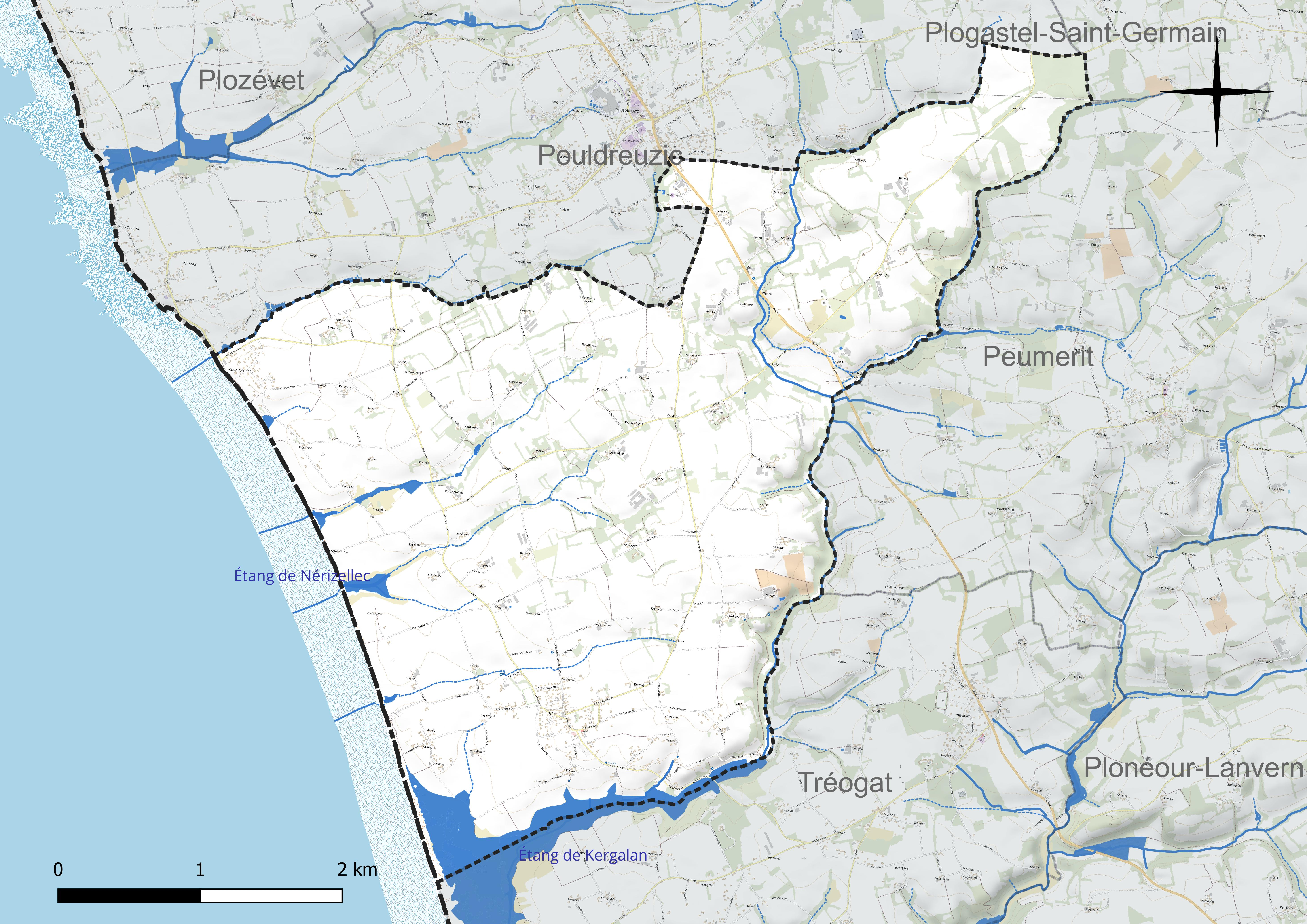
Réseau hydrographique de Plovan.

Deux plans d'eau complètent le réseau hydrographique : l'étang de Kergalan, d'une superficie totale de 77 ha (34,3 ha sur la commune) et l'étang de Nérizellec (3 ha),.

### Le cordon de galets
À hauteur de Plovan, les galets, gros, atteignant parfois 30 cm de longueur, constitués de granite, de micaschiste ou de quartz, proviennent en grande partie des rochers du voisinage, mais certains appartiennent à une variété de diorite porphyrique dont on ne trouve pas d'affleurements dans le voisinage immédiat. Ils se sont accumulés au fil des millénaires sous l'action des courants puissants de la Baie d'Audierne et témoignent aussi de l'existence d'anciennes plages soulevées. Le Guide Joanne le décrit ainsi : « Le mugissement des lames qui roulent avec fracas sur les galets du rivage, principalement sur la levée de cailloux de Plovan et le plateau de Penhors, les cris lugubres des goélands, des cormorans, des courlis et des mouettes, frappent seuls l'oreille du voyageur sur les bords désolés de la baie. On n'y voit ni maisons, ni cultures ; on n'y entend ni les chants du laboureur, ni le bêlement des troupeaux, enfin aucun de ces bruits qui, dans la campagne, indiquent ordinairement le voisinage de l'habitation de l'homme ».
Mais le cordon de galets a beaucoup souffert des prélèvements effectués, particulièrement par les Allemands pendant la Seconde Guerre mondiale, mais aussi de la circulation automobile, même si dès mars 1934, un arrêté préfectoral avait interdit toute extraction côtière sur le territoire de la commune de Plovan.

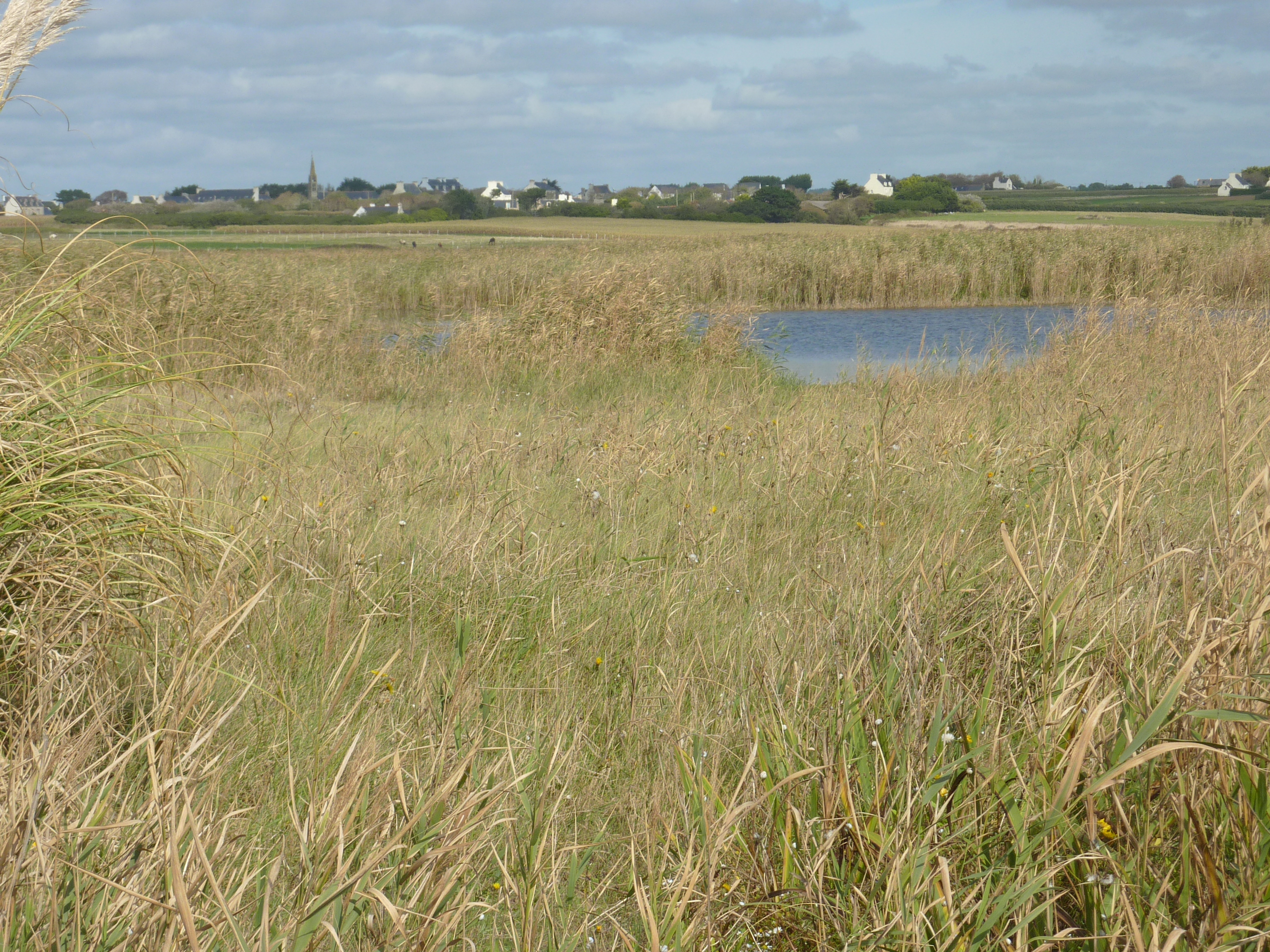
Plovan (baie d'Audierne) : les roselières entourant l'étang de Kergalan. Le bourg de Plovan est visible à l'arrière-plan.
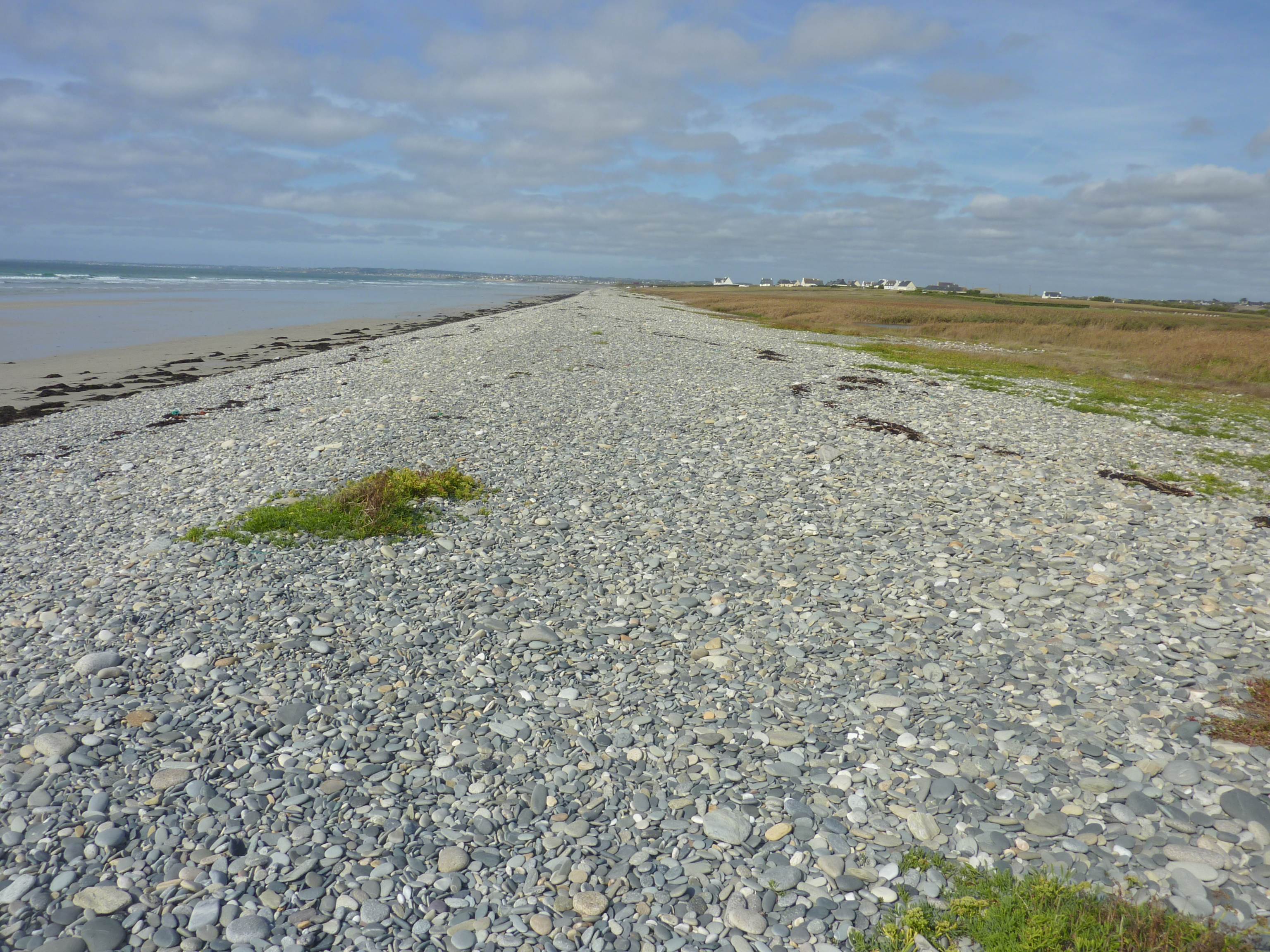
Plovan (baie d'Audierne) : cordon de galets entre Kervinigou et Ru Vein.
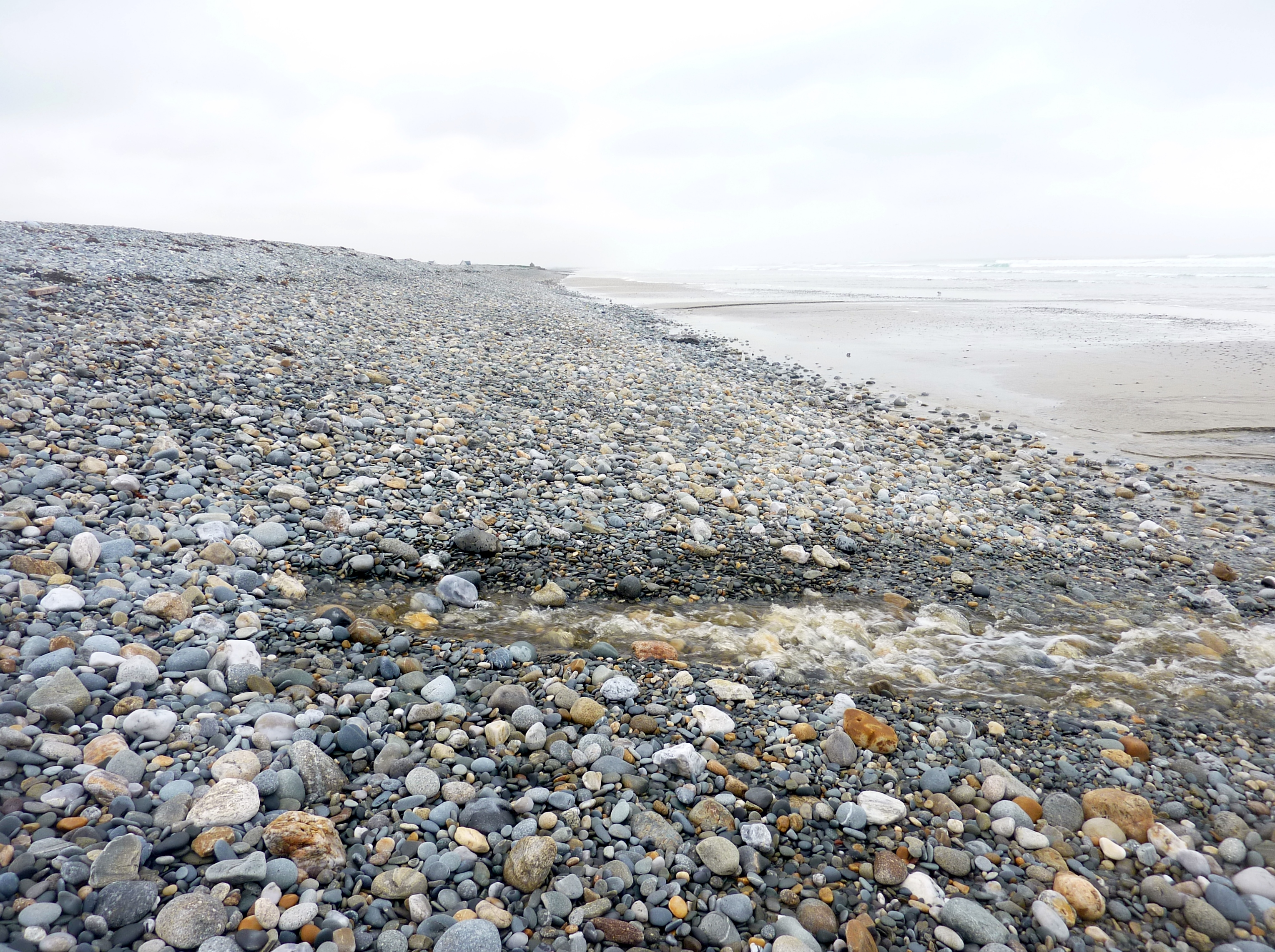
Le cordon de galets : l'eau douce provenant d'un étang littoral suinte à travers les galets pour rejoindre la mer.
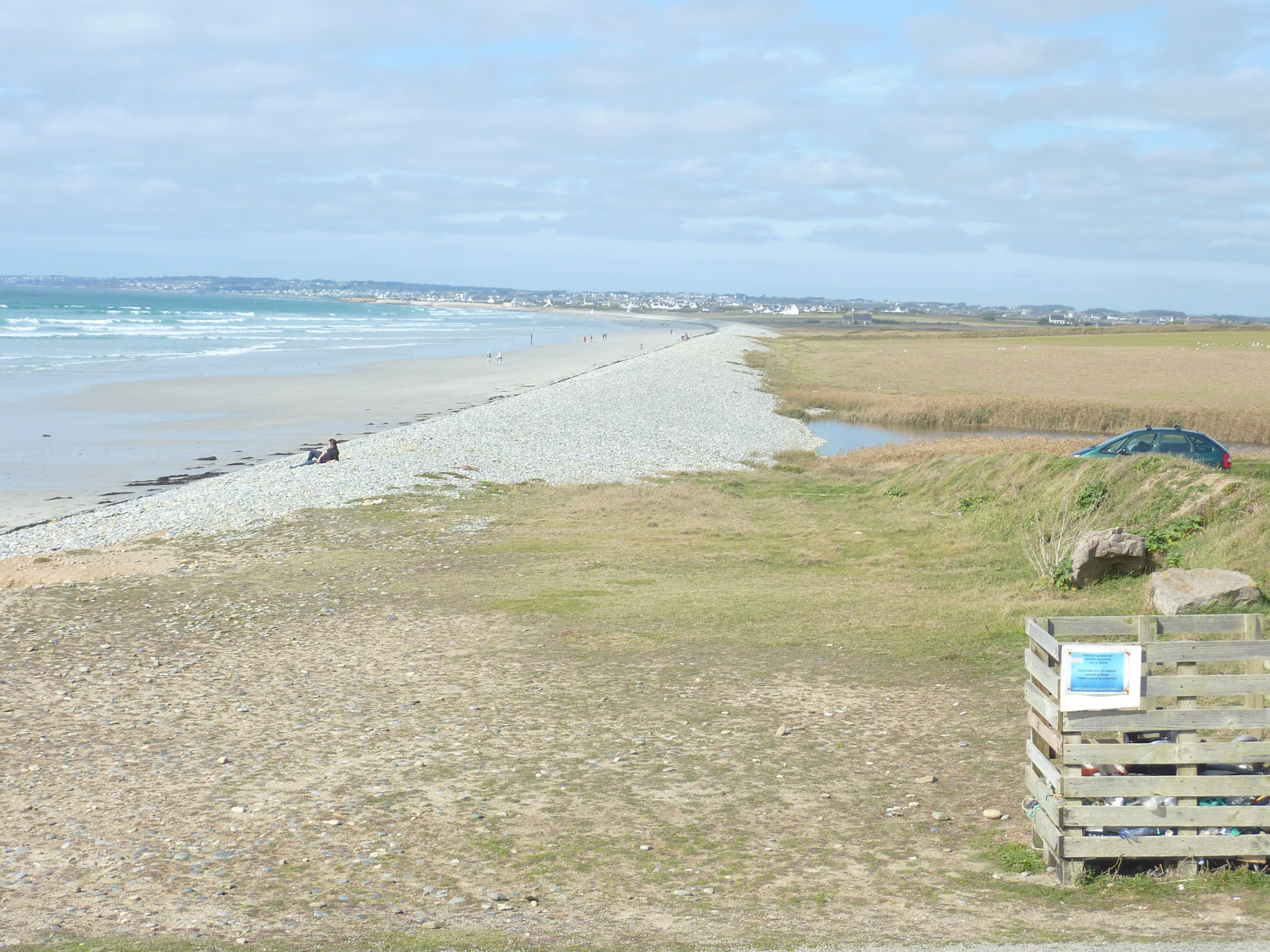
Plovan (baie d'Audierne) : cordon de galets de la partie nord de la baie d'Audierne vu de Ru Vein.
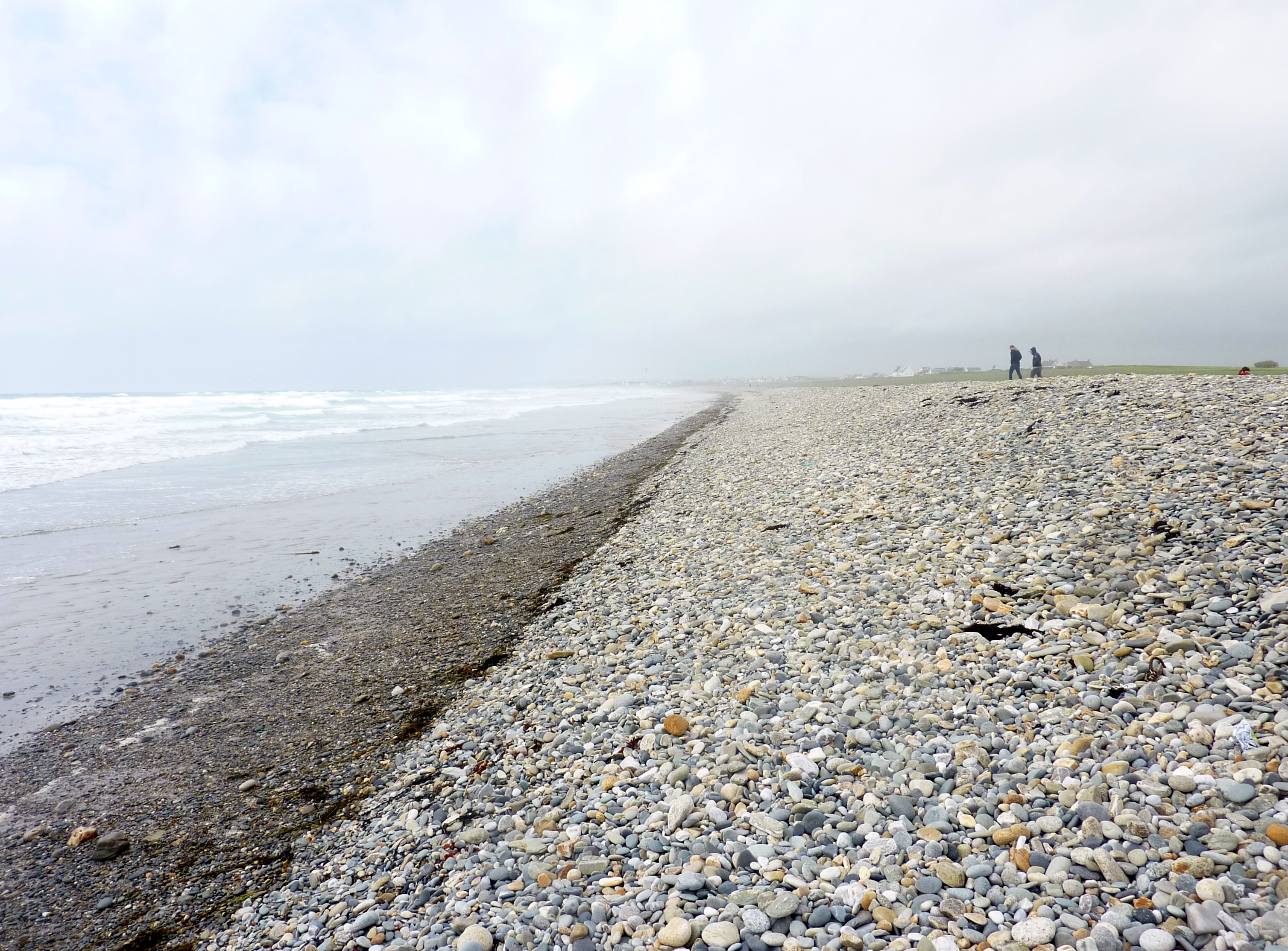
Le cordon de galets de la Baie d'Audierne entre l'étang de Nérizellec et le Palud Trébanec, au sud-est de Penhors
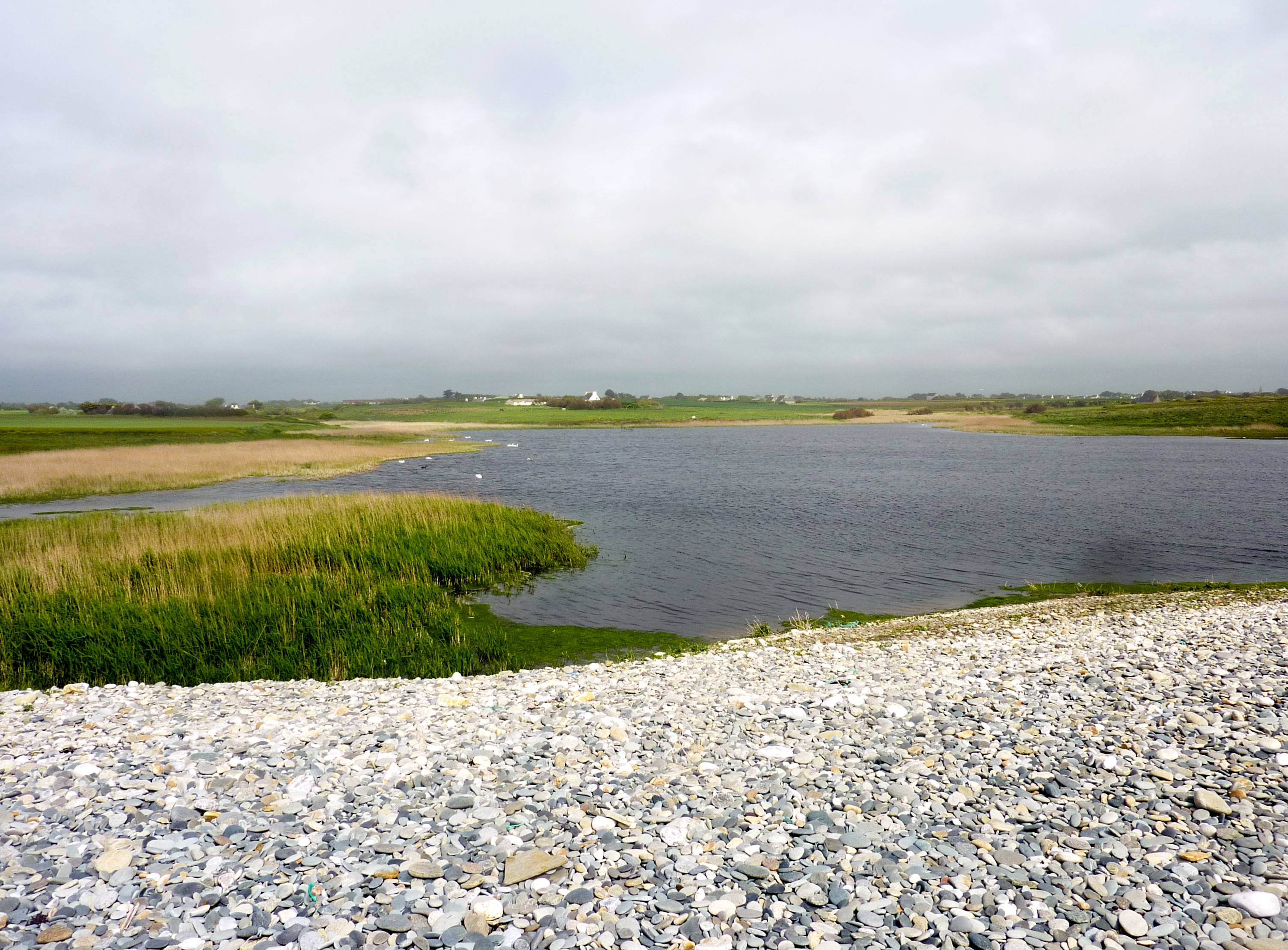
L'étang de Nérizellec vu du cordon de galets de la Baie d'Audierne
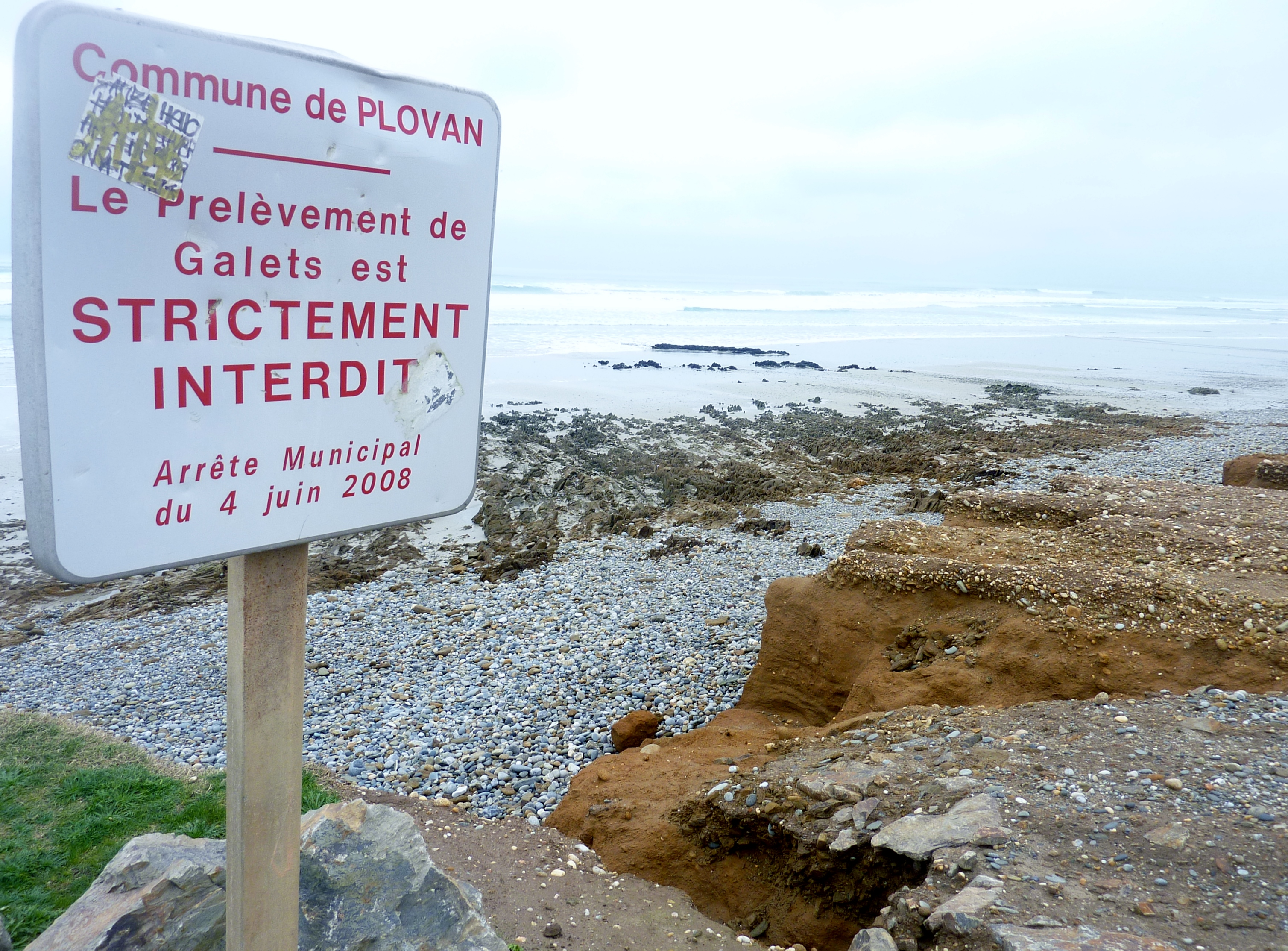
Panneau rappelant l'arrêté municipal interdisant le ramassage des galets

Le ramassage de galets est désormais strictement interdit par arrêté municipal afin de préserver le cordon littoral subsistant.

### Descriptions du paysage
Les voyageurs étaient frappés par le passé par la désolation du paysage. Adolphe Joanne par exemple écrit : « Le mugissement des lames qui roulent avec fracas sur les galets du rivage, principalement sur la levée de cailloux de Plovan et le plateau de Penhors, les cris lugubres des goélands, des cormorans, des courlis et des mouettes, frappent seuls l'oreille du voyageur sur les bords désolés de la baie. On n'y voit ni maisons, ni cultures ; on n'y entend ni les chants du laboureur, ni le bêlement des troupeaux, enfin aucun de ces bruits qui, dans la campagne, indiquent ordinairement le voisinage de l'habitation de l'homme ».
Per Jakez Helias décrit ainsi, dans le conte La rivière de Kido, de manière imagée, les conséquences de l'envasement et de l'ensablement progressif de la région : 

« Le pays de Penmarc'h, en ce temps-là, était un archipel d'îles basses entre lesquelles on circulait par des canaux. Tout au long de la baie d'Audierne, il y avait des ports ouverts. Et c'est par la route de mer que les pèlerins arrivaient de toute part au grand pardon de Languidou. Ils venaient même de pays étrangers tant était grande la réputation du seigneur saint Kido, qui protégeait les hommes et les biens sur l'eau salée. (...) Et puis il vint un temps où la mer attrapa mal au ventre, on ne sait pourquoi, ni comment. (...) À force de convulsions, elle dérouta ses courants, elle bannit ses poissons au large, elle encombra ses canaux de sa vase, elle finit par dégorger ; sur ses bords, les galets qui lui faisaient mal. (...) La baie de Kido se trouva polie d'un cordon de galets polis et se dessécha derrière ce mur. La rivière devint un étang et les cloches de Languidou sonnèrent le glas du grand pardon. Pendant plusieurs années encore, des navires d'outre-mer, chargés de pèlerins, se présentèrent devant la baie d'Audierne, cherchant l'entrée de la rivière de Kido. Mais ils avaient beau croiser de Pors-Karn à Pors-Poulhan, il n'y avait plus d'entrée. »

### Les étangs et leur évolution
Les étangs, longtemps considérés comme sans intérêt, ont souffert des aménagements réalisés au long du XXe siècle ; par exemple en 1951 Robert Corillion écrit :

« Derrière le grand cordon de galets de la Baie d'Audierne s'échelonnent toute une série d'étendues d'eau de divers importance. (...) Plusieurs des lagons situés entre Pouldreuzic et Plovan ont été comblés récemment. Le grand étang de Trunval [Trunvel], à la limite de Tréguennec et de Tréogat, a vu réduire considérablement sa superficie et sa profondeur. La phragmitaie l'a envahi presque entièrement. Il en est de même, dans une certaine mesure, du grand étang de Kergalan, à la limite de Tréogat et Plovan. Mais si l'évolution naturelle dans le sens du colmatage de ces étendues d'eau s'est accéléré dans un passé récent, certains projets de mise en valeur des palues de Tréguennec, Tréogat et Plovan [les] menacent (...). Déjà certains aménagements ont provoqué un assèchement partiel de la palue de Tréguennec. »

En 1891 Jean-Baptiste Cassard, originaire de Rezé, avait par exemple acheté l'étang de Kergalan et y avit entrepris de grands travaux d'assèchement pour y créer une exploitation agricole  afin d'y produire des légumes et y élever des vaches.

### Climat
Le climat qui caractérise la commune est qualifié, en 2010, de « climat océanique franc », selon la typologie des climats de la France qui compte alors huit grands types de climats en métropole. En 2020, la commune ressort du type « climat océanique » dans la classification établie par Météo-France, qui ne compte désormais, en première approche, que cinq grands types de climats en métropole. Ce type de climat se traduit par des températures douces et une pluviométrie relativement abondante (en liaison avec les perturbations venant de l'Atlantique), répartie tout au long de l'année avec un léger maximum d'octobre à février.
Les paramètres climatiques qui ont permis d'établir la typologie de 2010 comportent six variables pour les températures et huit pour les précipitations, dont les valeurs correspondent à la normale 1971-2000. Les sept principales variables caractérisant la commune sont présentées dans l'encadré ci-après.
| Paramètres climatiques communaux sur la période 1971-2000 - Moyenne annuelle de température : 11,9 °C - Nombre de jours avec une température inférieure à −5 °C : 0,3 j - Nombre de jours avec une température supérieure à 30 °C : 1 j - Amplitude thermique annuelle : 10,1 °C - Cumuls annuels de précipitation : 938 mm - Nombre de jours de précipitation en janvier : 15,5 j - Nombre de jours de précipitation en juillet : 7,5 j |

Avec le changement climatique, ces variables ont évolué. Une étude réalisée en 2014 par la Direction générale de l'Énergie et du Climat complétée par des études régionales prévoit en effet que la  température moyenne devrait croître et la pluviométrie moyenne baisser, avec toutefois de fortes variations régionales. Ces changements peuvent être constatés sur la station météorologique de Météo-France la plus proche, « Pont-L'abbe », sur la commune de Pont-l'Abbé, mise en service en 1994 et qui se trouve à 12 km à vol d'oiseau,, où la température moyenne annuelle est de 12,8 °C et la hauteur de précipitations de 993,3 mm pour la période 1981-2010.
Sur la station météorologique historique la plus proche, « Quimper », sur la commune de Pluguffan, mise en service en 1967 et à 16 km, la température moyenne annuelle évolue de 11,5 °C pour la période 1971-2000, à 11,8 °C pour 1981-2010, puis à 12 °C pour 1991-2020.
Plovan aurait été la localité la plus ensoleillée de France en mai 2023, avec 303 heures d'ensoleillement.

## Urbanisme

### Typologie
Au 1er janvier 2024, Plovan est catégorisée commune rurale à habitat dispersé, selon la nouvelle grille communale de densité à 7 niveaux définie par l'Insee en 2022.
Elle est située hors unité urbaine. Par ailleurs la commune fait partie de l'aire d'attraction de Quimper, dont elle est une commune de la couronne,. Cette aire, qui regroupe 58 communes, est catégorisée dans les aires de 200 000 à moins de 700 000 habitants,.
La commune, bordée par l'océan Atlantique, est également une commune littorale au sens de la loi du 3 janvier 1986, dite loi littoral. Des dispositions spécifiques d'urbanisme s'y appliquent dès lors afin de préserver les espaces naturels, les sites, les paysages et l'équilibre écologique du littoral, tel le principe d'inconstructibilité, en dehors des espaces urbanisés, sur la bande littorale des 100 mètres, ou plus si le plan local d'urbanisme le prévoit.

### Occupation des sols
L'occupation des sols de la commune, telle qu'elle ressort de la base de données européenne d'occupation biophysique des sols Corine Land Cover (CLC), est marquée par l'importance des territoires agricoles (91,6 % en 2018), une proportion identique à celle de 1990 (91,6 %). La répartition détaillée en 2018 est la suivante : 
zones agricoles hétérogènes (51,9 %), terres arables (35,9 %), prairies (3,7 %), zones urbanisées (2,5 %), forêts (2,4 %), zones humides intérieures (2,4 %), espaces ouverts, sans ou avec peu de végétation (1,1 %). L'évolution de l'occupation des sols de la commune et de ses infrastructures peut être observée sur les différentes représentations cartographiques du territoire : la carte de Cassini (XVIIIe siècle), la carte d'état-major (1820-1866) et les cartes ou photos aériennes de l'IGN pour la période actuelle (1950 à aujourd'hui).

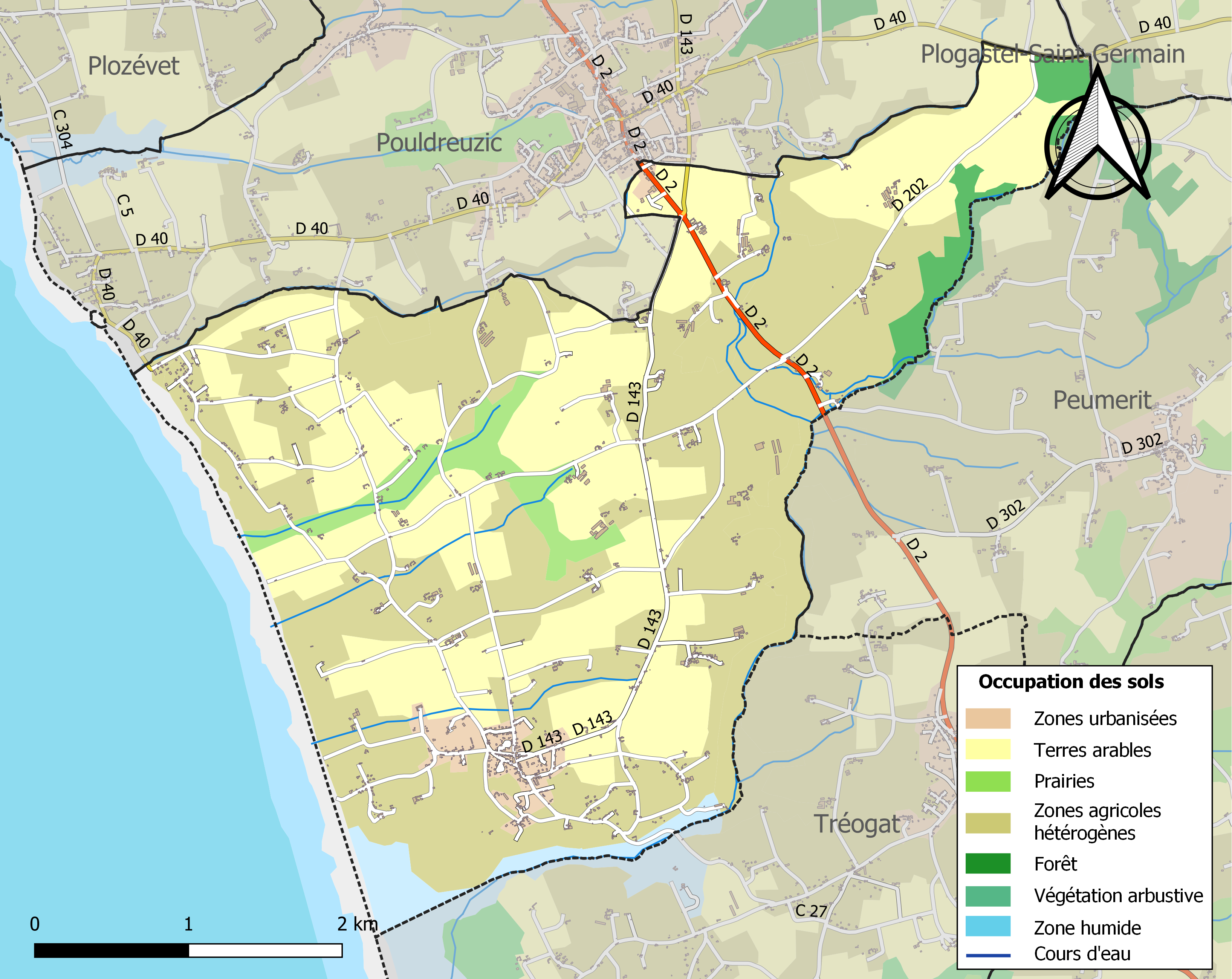
Carte des infrastructures et de l'occupation des sols de la commune en 2018 (CLC).

## Toponymie
Le nom de la localité est attesté sous les formes Ploezven en 1325, Ploeozvan en 1404, Ploezvan en 1574, Plozvan en 1655.
Plovan vient du breton ploe (paroisse) et de Ozvan, nom d'origine inconnue qui serait peut-être un moine breton, à moins qu'il ne s'agisse de sainte Ozvan, une sainte originaire d'Irlande qui serait venue en Bretagne pour éviter un mariage forcé.
Toutefois une autre hypothèse existe : Gorgon est un officier romain de l'entourage de Dioclétien qui fut martyrisé au début du IVe siècle pour avoir refusé de renier sa foi après s'être converti au christianisme. Si ce saint est quasi oublié de nos jours, il était jugé au XVIe siècle suffisamment important pour que Bossuet en prononce deux panégyriques en 1642 et 1649. Il est possible que le clergé catholique l'ait substitué au dieu celte Gargan comme saint patron ; à Plovan plusieurs sources guérisseuses sont dédiées à saint Gorgon.

## Histoire

### Préhistoire
De nombreux éclats de silex ont été trouvés à Ty Nancien principalement, mais aussi à Kervouyen, Ty Lan et Kergalan par une équipe dirigée par Pierre Gouletquer, chercheur au CNRS, suggérant la présence d'habitations permanentes au mésolithique.
Le ménage de saint Kodelig (en breton Stal-tiegez sant Kodelig) est un ensemble de pierres situé sur la commune de Plovan. Une légende locale est rattachée à ce site mégalithique, composé d'une stèle gauloise, d'un menhir du Néolithique et d'une pierre plate brute.

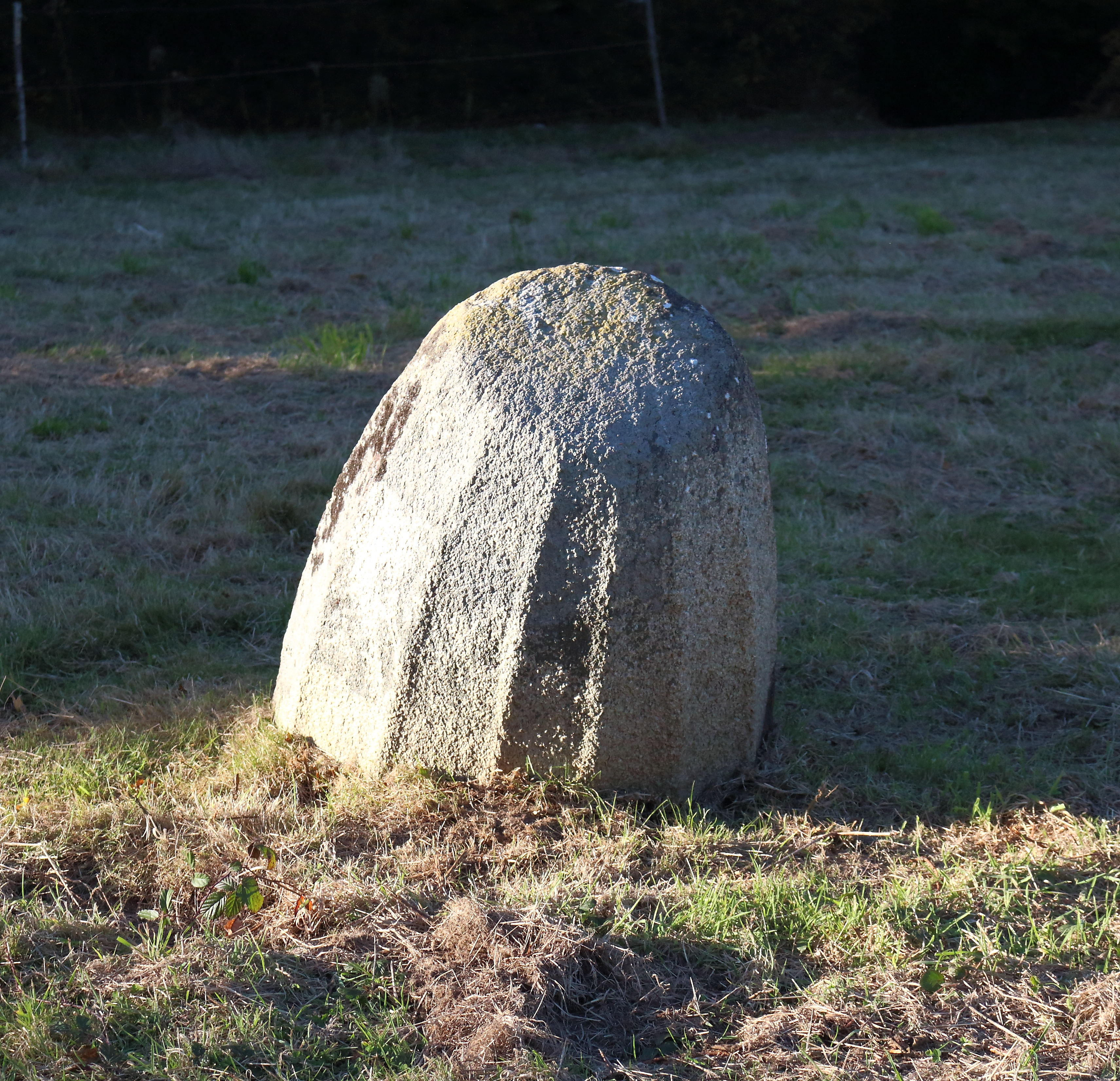
La stèle protohistorique de Saint-Kodelig en Plovan (dite « la motte de beurre ») 1
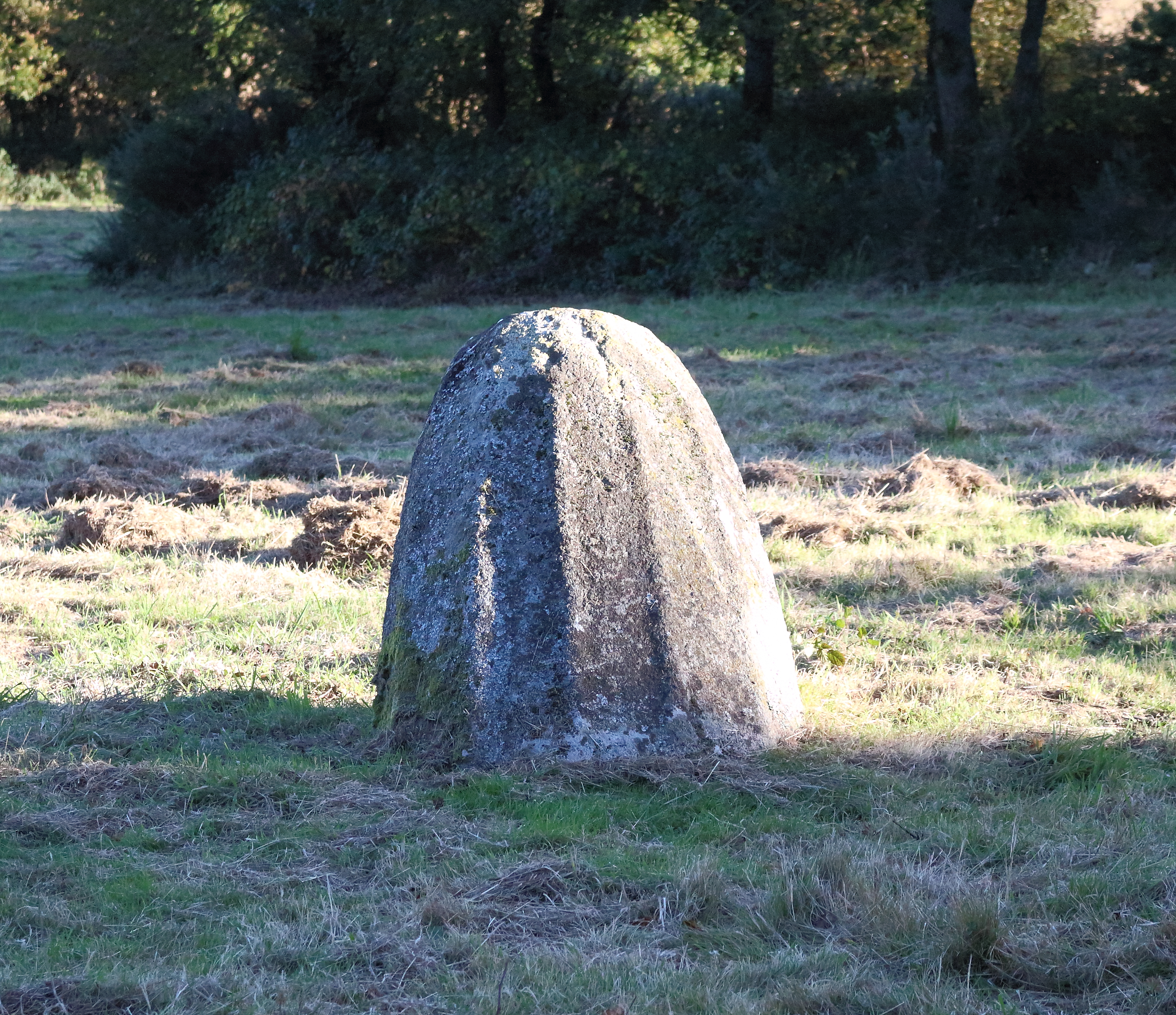
La stèle protohistorique de Saint-Kodelig en Plovan (dite « la motte de beurre ») 2
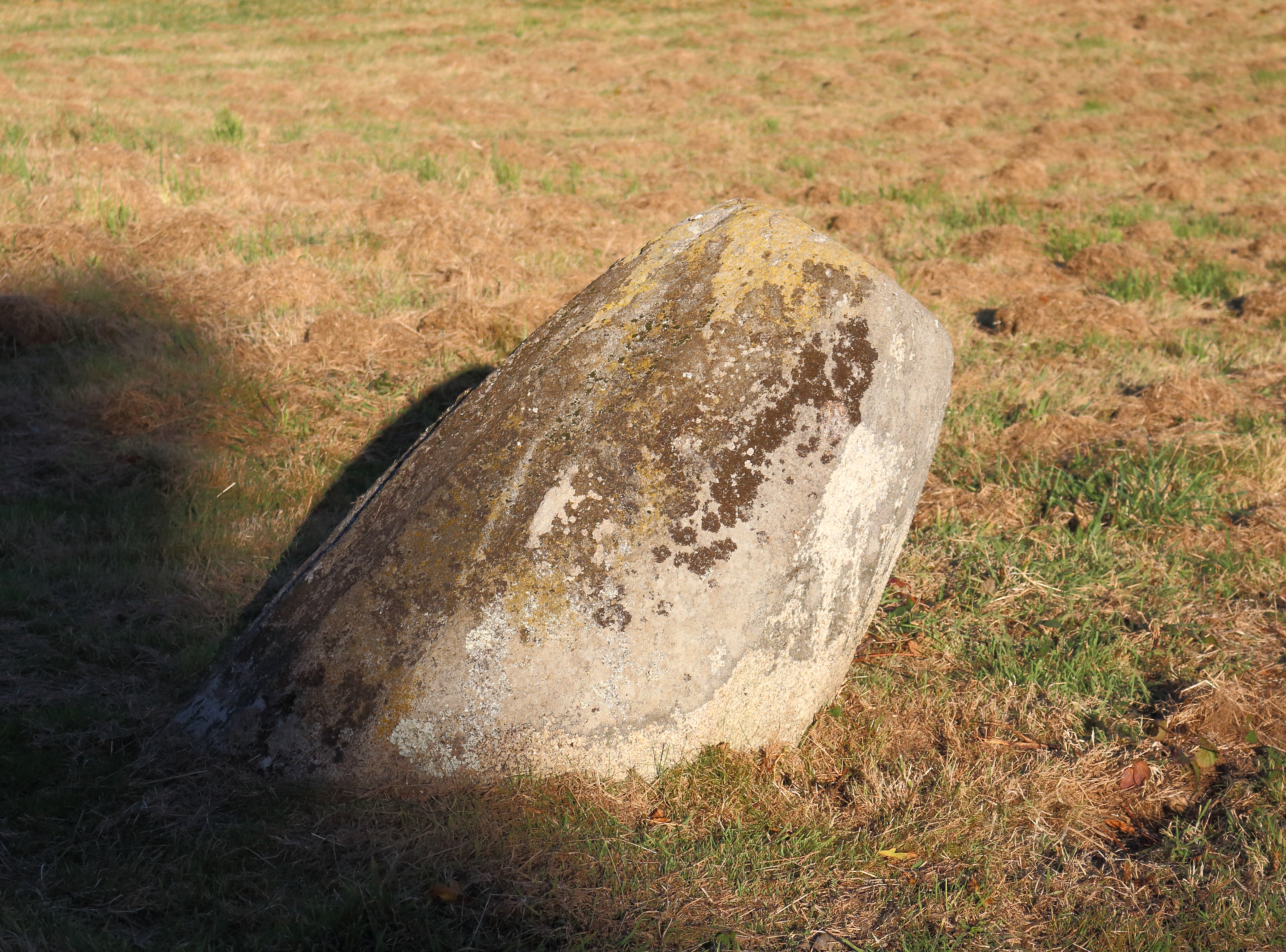
La stèle protohistorique de Saint-Kodelig en Plovan (dite « la motte de beurre ») 3
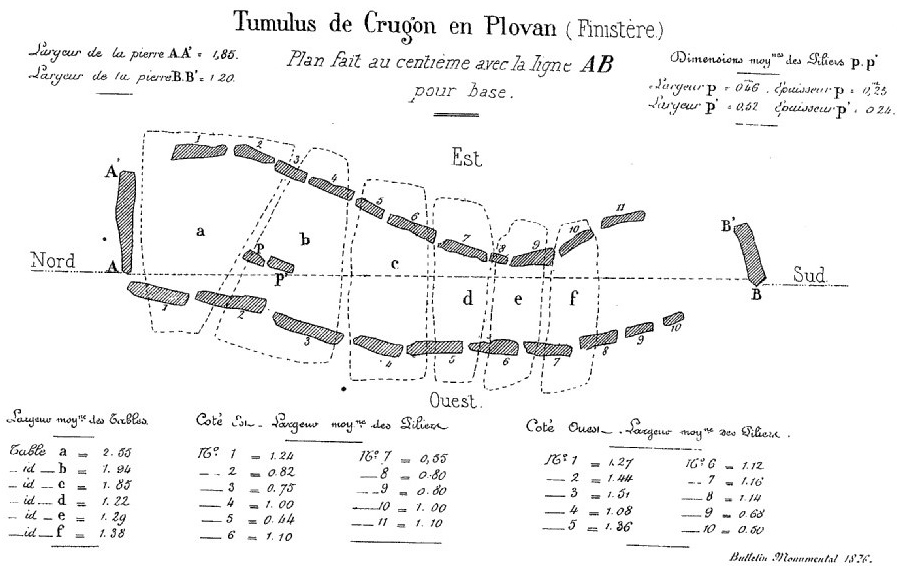
Plan des salles du tumulus de Crugou (dessin de Paul du Chatellier)
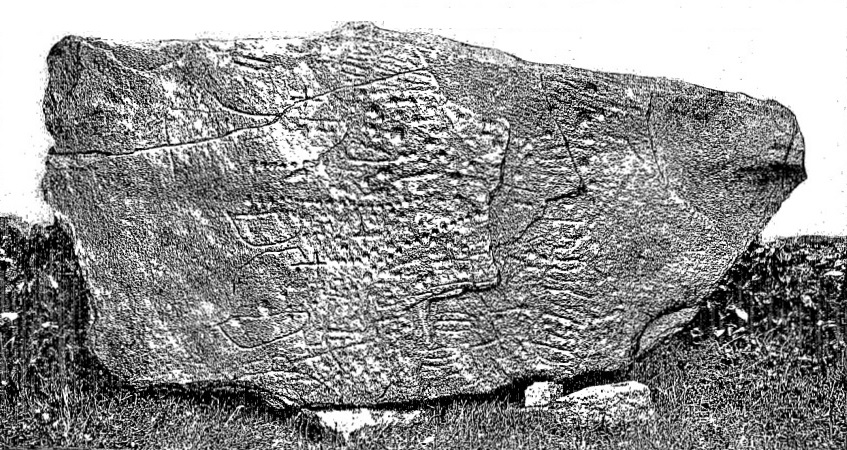
Pierre gravée trouvée dans le tumulus de Renongar (photographie de Paul du Chatellier)

Trois autres menhirs proches les uns des autres de quelques dizaines de mètres se trouvent près de Kergloglé (et du hameau de Morvé) dont l'un, situé sur la rive d'un ruisseau, est un menhir couché. Deux autres menhirs (l'un debout, l'autre couché) se trouvent à Lespurit-Ellen.

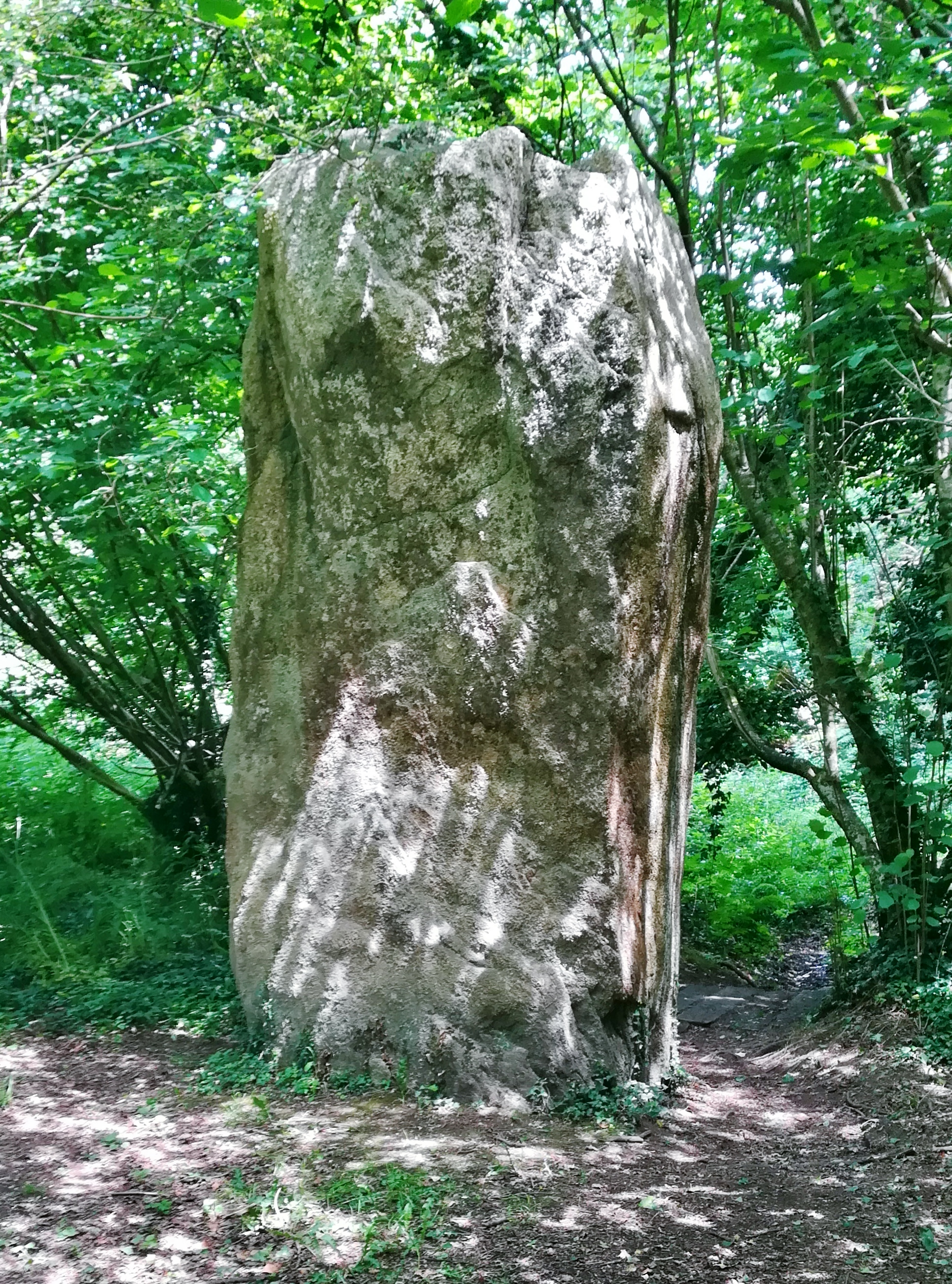
L'un des trois menhirs de Kergloglé (dit Kergloglé A) en Plovan.
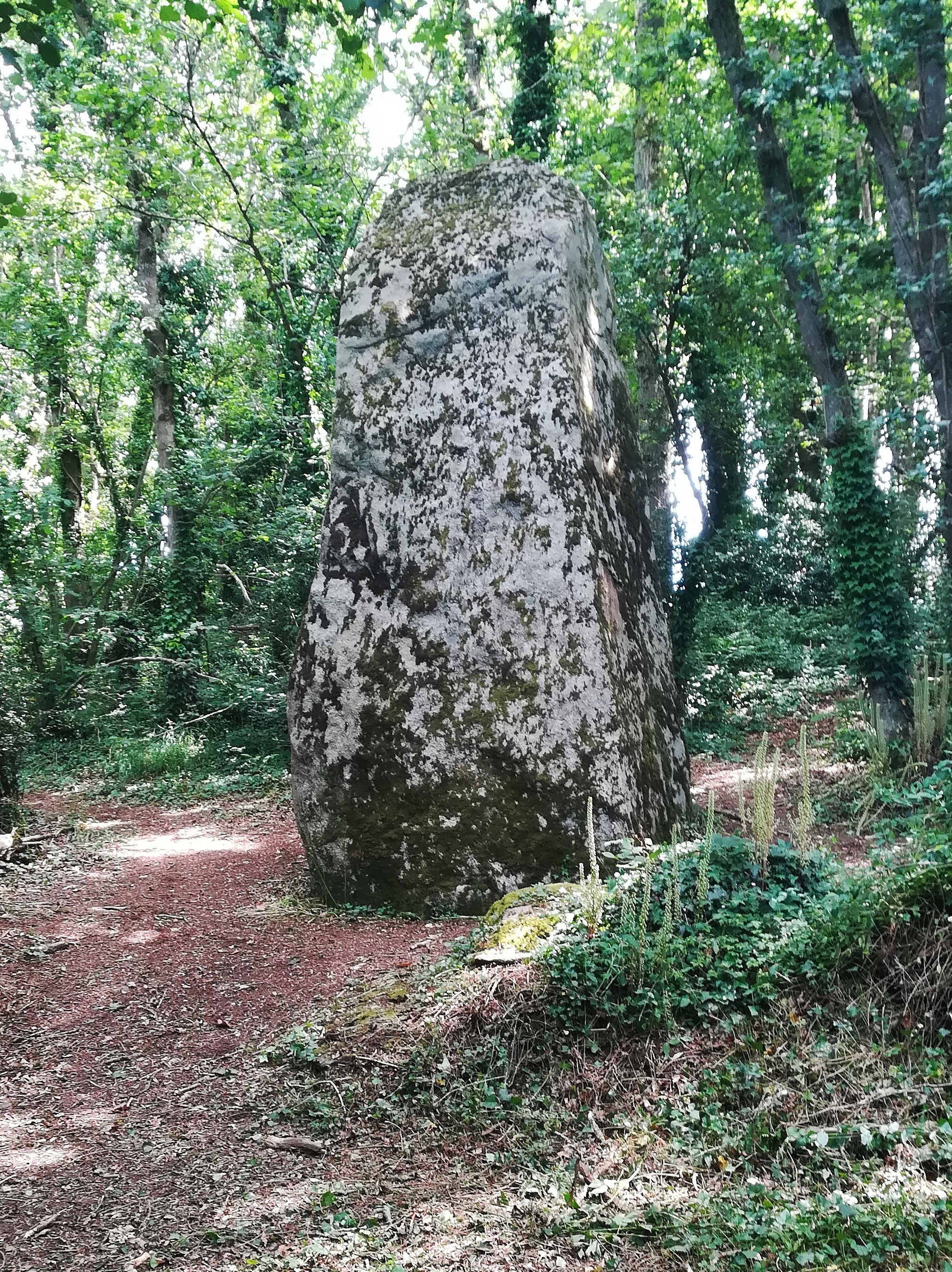
L'un des trois menhirs de Kergloglé (dit Kergloglé B) en Plovan.
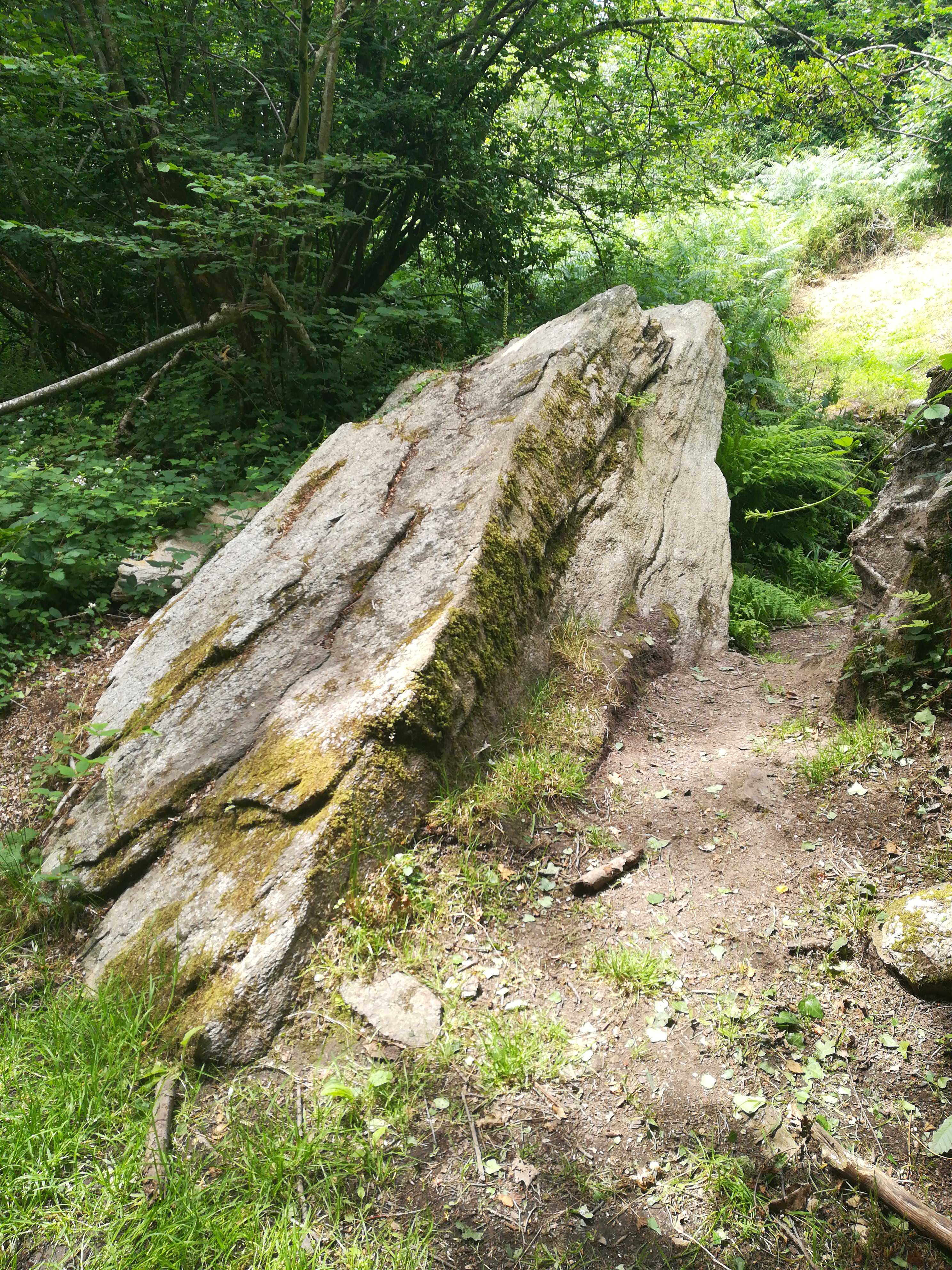
Le menhir couché Kerglogé C.
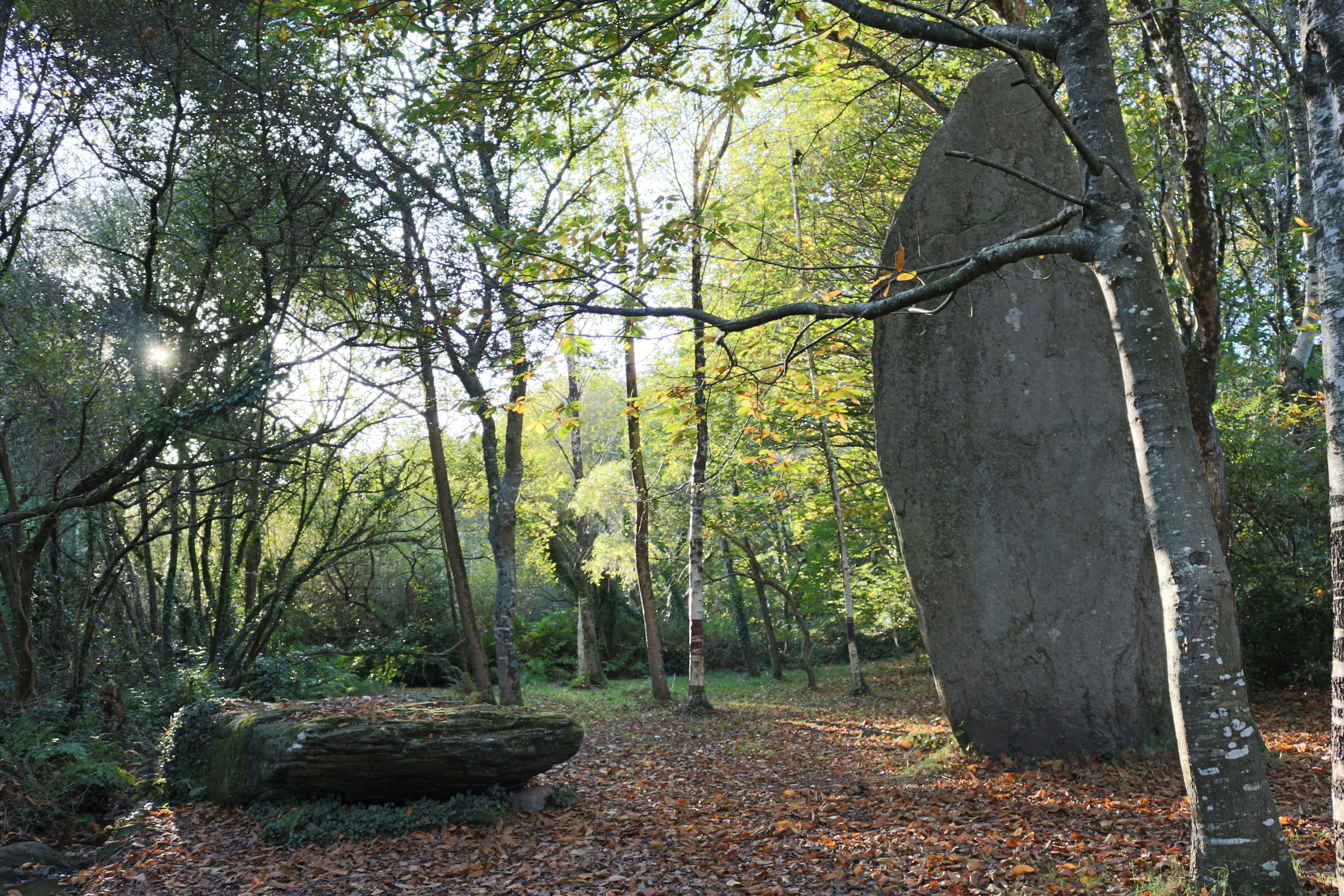
Les menhirs de Lespurit-Ellen (l'un est debout, l'autre est couché).
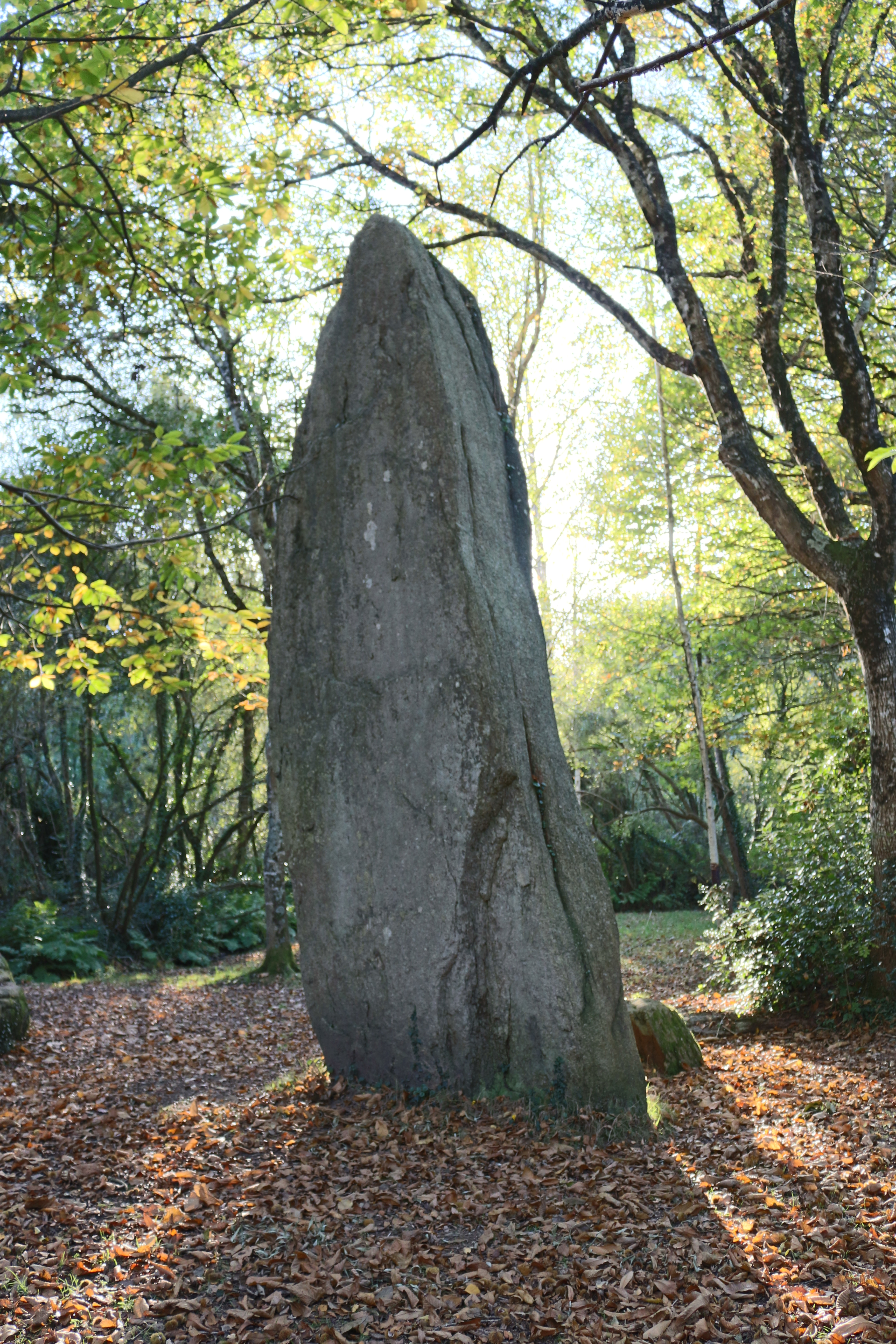
Le grand menhir de Lespurit-Ellen.
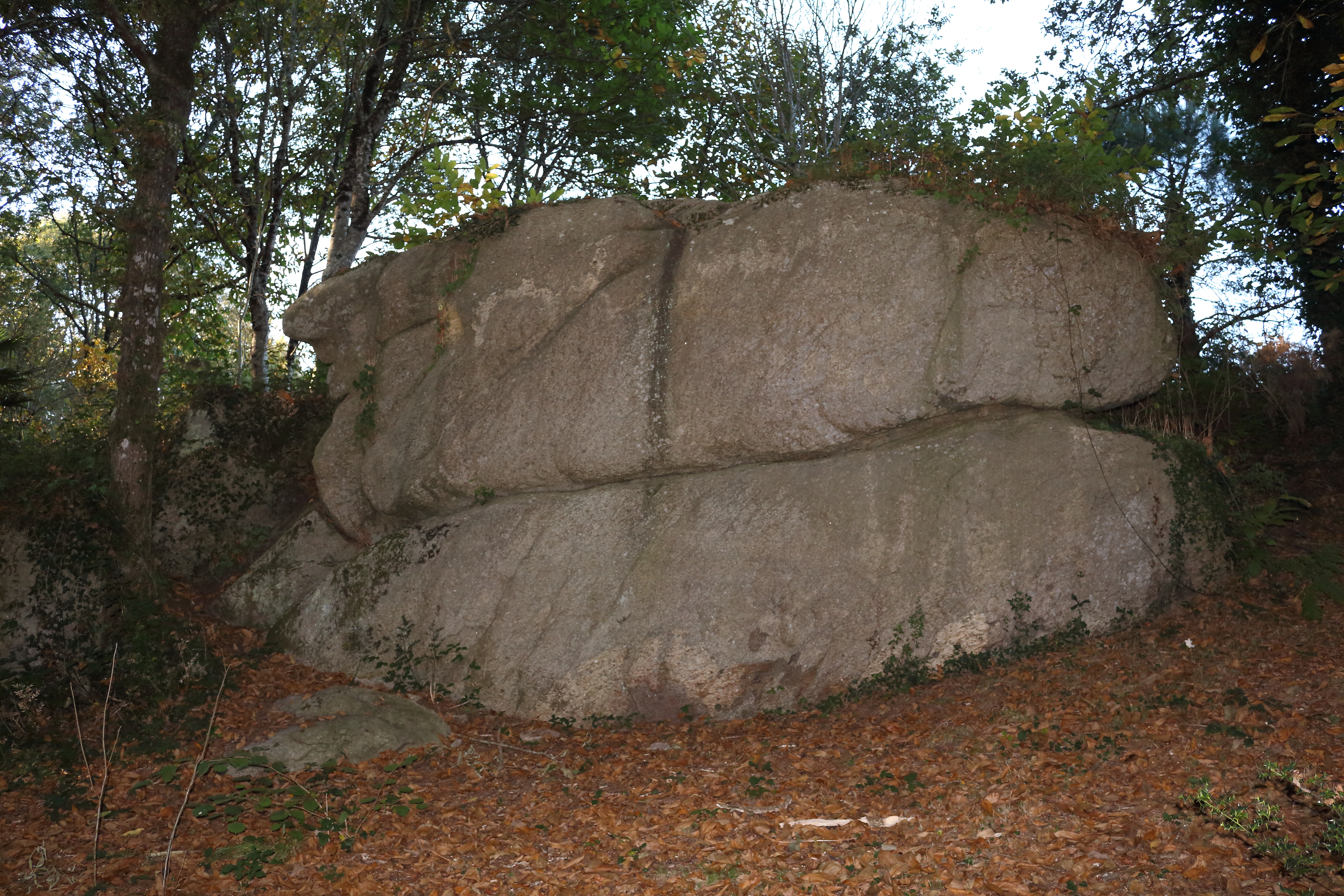
Ancien front de taille à proximité des menhirs de Lespurit-Ellen.

.

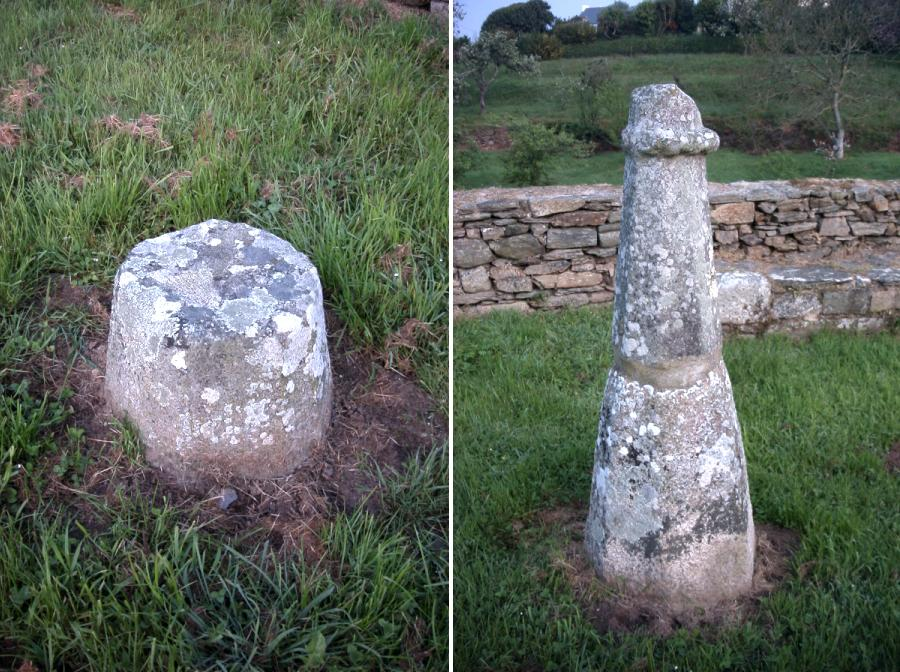
Les deux stèles protohistoriques situées dans le placître de la chapelle de Languidou.

En 1876, un tumulus, haut d'environ 3 mètres et d'un diamètre de 30 mètres, situé à environ 750 mètres de la mer à Renongar en Plovan, fut détruit dans le but d'en récupérer les pierres pour la construction d'un moulin ; selon Paul du Chatellier, il contenait une galerie de 13 mètres de long donnant sur deux chambres, l'une close par des monolithes verticaux, en granite, et recouverte d'une table monolithique de 3,8 mètres de long sur 3 mètres de large, d'environ 80 cm d'épaisseur. Une des pierres verticales de la paroi, haute de 2,95 mètres et large de 1,50 mètre, était gravée, comptant notamment 158 cupules et de nombreux signes de toutes formes. Un autre tumulus, de 45 mètres de diamètre et haut de trois mètres, fut aussi fouillé, également par Paul du Chatellier, à Crugon en Plovan : des poteries et plusieurs vases dont trois caliciformes, recouverts d'un enduit rouge, y furent trouvés, ainsi qu'un tesson d'un vase de très grande dimension, une écuelle et de nombreux autres débris, ainsi que du charbon et des coquillages.
D'autres tumuli ont été signalés au Crugou et à Penker ; pour ce dernier « la terre végétale a été en partie enlevée et (...) [on aurait trouvé] des fragments de poterie grossière et un petit vase en verre de la forme d'une écuelle, avec deux petites mains ou anses en forme de suture sur les parois extérieures » en 1862. Les deux menhirs de Lespurit Ellen [ou Lespurit Quelen] (l'un debout est haut de 7,60 mètres, l'autre est couché), en leucogranite de Pont-l'Abbé, sont situés dans la vallée qui sépare Plovan de Peumerit.
Une hache polie, trouvée à Kerjeré en Plovan, est recensée dans l'inventaire du musée de Cholet en 1886.

### Antiquité
Vindana portus, port cité sur la carte de Ptolémée, pourrait être situé dans l'étang de Kergalan, qui était alors une petite anse (l'ensablement était moindre que de nos jours), mais ce n'est là qu'une hypothèse (d'autres possibilités de localisation existent, comme Audierne, l'embouchure du Blavet, etc.). Toutefois, des traces d'un établissement  détruit avant le VIe siècle ont été découvertes près du hameau de Mauguérou.
Quelques monnaies romaines furent trouvées vers 1880 près du bourg.

### Moyen Âge
En 1380, les maisons nobles de Plovan étaient la Villeneuve, la Ville-Kernabas, Penancouët, Combout, Collousat et Kerseven. Par la suite, des manoirs ont existé, notamment ceux de Lesnarvor, Lesvez, Tréménec, Crugou et Trébannec.

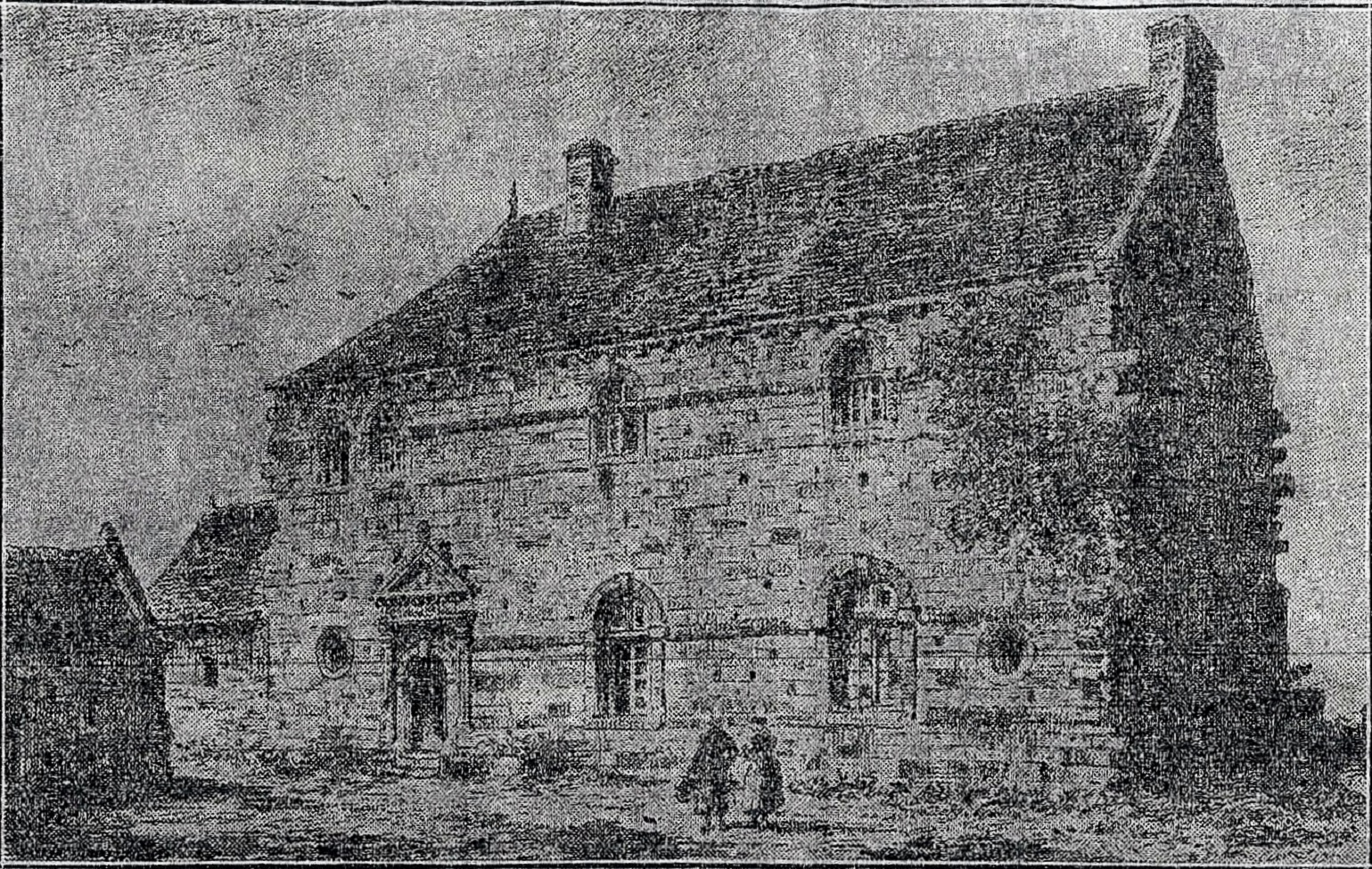
Le manoir de Tremenec (dessin de Louis Le Guennec)

Le manoir de Tréménec fut habité par la famille de Gourcuff, qui en était le seigneur du XVe siècle jusqu'à la Révolution française. Le membre le plus ancien connu de cette famille est Guillaume de Goucuff, qui participa, aux côtés du duc de Bretagne Pierre de Dreux, à la septième croisade en 1248. Cette famille participa aux montres et réformations de la noblesse de Bretagne entre 1426 et 1562 et fut reconnue d'ancienne extraction noble en 1669. Parmi ses membres connus, Jehan de Gourcuff, marié avec Aliette de Tyvarlen, présent à la montre de 1481 ; Guillaume de Gourcuff, fils du précédent, seigneur de Tromenec, marié en 1512 avec Jeanne Autret de Lezoualc'h ; Louis de Gourcuff, seigneur de Tromenec, gentilhomme à la Chambre du Roi, chevalier de Saint-Michel en 1646, marié en 1639 avec Mauricette de Plœuc ; Jean-François de Gourcuff, lieutenant du roi pour la ville de Quimper en 1705.
Les membres de la famille de Gourcuff disposaient du droit de prééminence dans l'église de Plovan, et leurs armes étaient gravées au-dessus du porche, mais habitent à Quimper et à Quimperlé dans le courant du XVIIIe siècle ; leurs fermiers, la famille Le Pape, jouent un rôle de premier plan à Plovan dans le courant de ce siècle (Michel Le Pape est lieutenant de la paroisse de Plovan entre 1726 et 1754 et son fils Corentin lui succéda avec le grade de capitaine du guet ). Louis Le Guennec a décrit le manoir en 1933 : « (...) Le vieux manoir de Tréménec se dresse isolé et austère au milieu d'une plaine nue (...). Dans la cour, bordée de bâtiments anciens, est un puits à margelle ronde. Comme toutes les maisons nobles d'autrefois, Tréménec a dû posséder un portail extérieur, un colombier, peut-être une chapelle (...), mais (...) il n'en reste plus le moindre vestige, et le vieux logis de granit et de grès gît désorienté au milieu des labours (...) ». Du manoir, il ne reste que quelques ruines, le bâtiment et ses terres ayant été achetées dans la décennie 1930 par la famille Le Bec de Kerstéphan et revendus par la suite, la façade du manoir, démontée, a été reconstruite à Audierne par un fabricant de dentelles, Marzin.

« La légende rapporte que les anciens seigneurs de Tréménec avaient fait creuser un souterrain qui conduisait de leur manoir à l'église paroissiale. Un dimanche matin, le châtelain y lâcha le plus crâne des coqs de sa basse-cour. Dans l'église, le recteur de Plovan chantait la grand'messe et en était rendu à la préface, lorsqu'il se trouva interrompu par un cocorico insolite qui semblait sortir de dessous le maître-autel. Sa surprise fut telle qu"il interrompit le service divin, fit soulever l'une des dalles et descendre dans l"ouverture ainsi révélée son enfant de chœur. Le marmot reparut, tenant un magnifique coq qui se pavana sans vergogne au milieu du chœur en continuant de pousser d'insolents cocoricos. (...). [Le curé] le planta sur la tige de fer qui surmontait la flèche du clocher. On l'y voit toujours, virant au souffle du large, mais devenu muet »

Au XIVe siècle, un copiste dénommé Henri Bossec, qui aurait notamment rédigé une phrase en bas-breton sur un manuscrit conservé à la bibliothèque Sainte-Geneviève, serait originaire du village de Trefranc en Plovan.

### Époque moderne

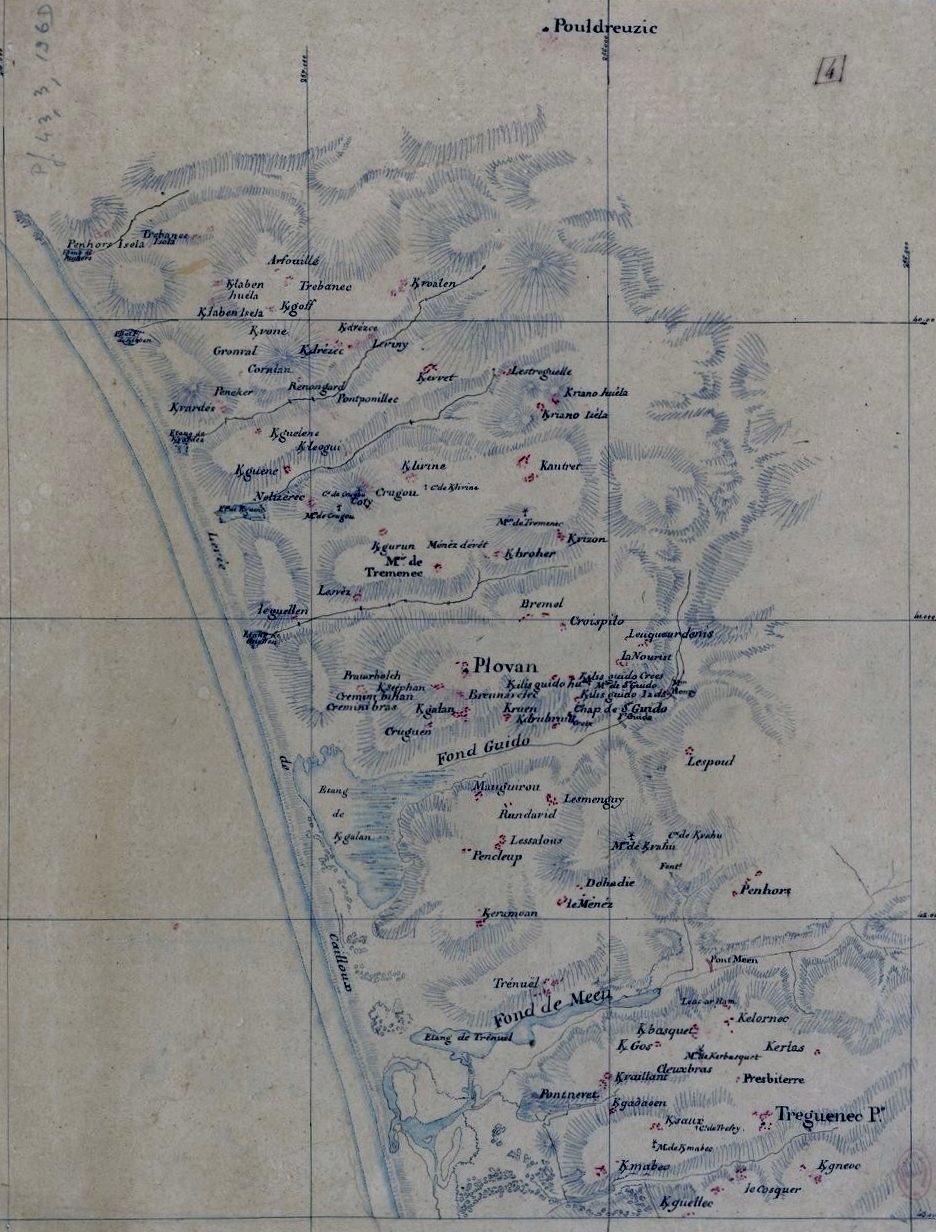
Carte de Plovan à la fin du XVIIIe siècle

En 1643 et en 1656, le prédicateur Julien Maunoir prêcha des missions à Plovan. Un miracle se serait produit lors de la mission de 1643 : l'apparition de Guillaume Le Prestre de Lézonnet, décédé depuis trois ans.
Sous l'Ancien Régime, les populations pauvres de la paroisse se livraient volontiers au pillage des épaves, quand un navire faisait naufrage sur la grève. Et les naufrages étaient fréquents dans ces parages de la baie d'Audierne. Les riverains sauvent néanmoins les hommes : par exemple en 1728 l'Anne Galey, de Londres, s'échoua à Plovan ; le capitaine raconta qu' « on lui fit du feu, et à ses compagnons, et on leur donna des hardes qu'ils portent actuellement et qu'ils ne sont pas en état de rendre, étant venus à terre tout nus ».
Le 17 septembre 1741 la Marie-Nicolas, de l'Aber-Ildut, s'échoua sur la côte de Plovan ; le 9 avril 1747 le Postillon, de Venise, fit naufrage devant Plovan. Si la plupart des naufrages ont été oubliés par le temps, des traces de deux naufrages de navires portugais, survenus l'un le 13 février 1750, l'autre le 30 novembre 1757 existent dans l'ancien presbytère, qui servit aussi de poste de douane.
En 1759, une ordonnance de Louis XV ordonne à la paroisse de Plovan de fournir 20 hommes et de payer 131 livres pour « la dépense annuelle de la garde-côte de Bretagne ».
Jean-Baptiste Ogée décrit ainsi Plovan en 1778 :

« Plovan, sur une hauteur, au bord de la mer ; à 4 lieues un quart à l'ouest-sud-ouest de Quimper, son évêché et son ressort et à deux lieues un tiers de Pont-l'Abbé, sa subdélégation. Cette paroisse relève du roi et compte 1100 communiants. La cure est à l'alternative. Le territoire est fertile et très exactement cultivé. »

Le 22 septembre 1783 une foire se tenait à Plovan ; elle avait attiré les habitants des paroisses avoisinantes, jusqu'à ceux d'Audierne. À la vue d'un navire en perdition, tous abandonnèrent la foire pour se précipiter à l'endroit de l'échouement.

### Révolution française
La paroisse de Plovan, qui comprenait alors 110 feux, élit deux délégués, Michel Queneudec et Michel Thomas, pour la représenter à l'assemblée du tiers-état de la sénéchaussée de Quimper au printemps 1789.
La loi du 12 septembre 1791 « relative à la circonscription des paroisses du district de Pont-Croix » donne à la paroisse de Plovan comme succursale Pouldreuzic.
L'abbé du Plessis-Mauduit, recteur de Plovan, refusa de prêter le serment de fidélité à la Constitution civile du clergé et fut chassé de sa paroisse par des révolutionnaires le 19 avril 1791. Un mandat d'arrêt ayant été délivré contre lui par le district de Pont-Croix, il se cacha, puis s'enfuit en Espagne. Rentré en France après le Concordat, il fut par la suite curé de Plogastel-Saint-Germain, puis de Crozon, avant de devenir vicaire général du diocèse de Quimper.
Le 19 thermidor an II (6 août 1794), la municipalité de Plovan obtint du district de Pont-Croix l'autorisation d'utiliser des pierres et des ardoises de la chapelle de Languidou afin de construire un corps de garde sur la côte.

### LeXIXesiècle

#### La sinistre réputation d'être des naufrageurs
Jacques Cambry évoque vers 1795 la tradition du droit de bris pratiquée par les habitants : « Cette année même, au moment d'un naufrage, les habitants de Plozévet et de Plouvan [Plovan] obligèrent la troupe à gagner ses casernes ; alors, ivres d'avidité, mus par le démon du pillage, ils s'élancèrent sur les débris du bâtiment avec une telle fureur qu'après s'être gorgés de vins, d'eau-de-vie, de liqueurs, ils avalèrent une caisse entière de médicamens [médicaments] qui donna la mort aux uns, et d'affreuses convulsions aux autres ».
Les habitants de Plovan et des environs souffraient même à l'époque de la réputation d'être des naufrageurs comme en témoigne aussi Jacques Cambry :

« L'impitoyable habitant de ces rives s'arme de crocs, de cordes, va se cacher dans les rochers pour y saisir ce que la mer transportera sur le rivage ; il attend sa proie, accroupi pour échapper à l'œil des surveillants. Jadis, il assommait le malheureux qui lui tendait les bras en échappant au courroux des flots ; il le dépouillait sans pitié et l'enterrait ; il est plus humain à présent ; il accorde la vie, ne tue que rarement, mais il vole. En vain la force armée tente de s'opposer à cet affreux désordre. Il est une digue de cailloux vis-à-vis Plovan ; les habitants furieux, unis avec leurs femmes, s'y rassemblent, bravent la mort, attaquent les gendarmes ; le feu, le sang, ne font qu'augmenter leur audace ; les femmes sont des mégères plus hardies, plus intrépides encore que les hommes. Le comble de l'injustice, de la cruauté, de la tyrannie militaire est, suivant eux, de leur disputer les dons que le ciel leur envoie »

Un extrait d'une nouvelle de Guillaume de La Landelle évoque, de manière romancée et probablement exagérée, le naufrage de la Minerve, un brick de Saint-Malo, en 1815 :

« (...) Dans la baie d'Audierne, les naufrageurs, bien que retenus par la crainte des douaniers et des gendarmes, exerçaient encore en 1835 leur cruelle industrie. Le point le plus mauvais a nom La Palue ou La Palud. Durant deux kilomètres environ, les dunes sont bordées de marécages presque inextricables, qu'habite une population aussi farouche que misérable. Là végète, entassée sous d'horribles huttes creusées dans le sol, loges immondes dont ne voudraient pas les cannibales de Nouvelle-Zélande, une foule d'être hâves, à peine vêtus, couchant sur des litières de jonc humide et dévorant avec avidité des aliments sans nom. (...) Dès qu'un navire est en péril en vue de leur côte, (...) hommes, femmes et enfants s'y précipitent pour piller. Sans pitié pour les naufragés, qu'ils n'osent plus massacrer comme jadis, ils les laissent froidement périr sous leurs yeux, puis les dépouillent et les enterrent précipitamment. Un naufrage amène parfois de vrais combats entre les pillards et les préposés des douanes ou la gendarmerie. »

« (...) Les malheureux ! (...) par cette brise d'ouest (...) ils seront brisés à la côte (...) par le travers de Plovan (...). En face de Plovan ! (...) Mais c'est La Palue ! Les pauvres gens n'ont aucune chance de s'en tirer ; les sauvages des marais les pilleront et les rejetteront à la mer. »

« - Est-ce possible ? Y a-t-il encore des naufrageurs dans notre pays ? »

« - Il n'y a pas autre chose entre Plovan et Tréguennec. Les paludiers, pires que des Bédouins, guettent déjà leur proie,. »

En fait le romancier évoque le naufrage et le pillage de la Minerve survenu le 5 juin 1817 : ce naufrage fit quatre morts, huit hommes furent sauvés, mais à peine ceux-ci à terre, « les marins n'eurent garde d'engager le combat pour s'opposer au pillage. (...). Les vins d'Espagne aidant, les paludiers devinrent indomptables. Quoique toutes les brigades de douanes des environs et quelques gendarmes fussent sur les lieux, on en vint point à bout » ; le 19 juillet 1817, le commissaire des classes du quartier de Quimper s'élève contre les pillages affreux qui s'exercent, sur les navires naufragés, par les habitants des communes littorales et notamment « ceux qui se sont exercés sur le naufrage du navire suédois la Jeanne Caroline, survenu le 5 mars 1916 à la côte de Tréogat, et sur celui du navire français la Minerve, arrivé le 5 juin 1817 à la côte de Plovan ». La commune de Plovan fut condamnée à payer une indemnité proportionnelle au dommage.
Cette ancienne tradition est expliquée ainsi par Albert Le Bail :

« On sauve les hommes, mais on garde des marchandises. Comment vivrait-on sans cela ? La dîme des gens d'église, les impôts du Roi et des seigneurs arrachent aux paysans le pain qui suffirait à peine à le nourrir. La récolte que donne la terre est si mauvaise dans les menez pierreux qu'un seigle maigre dispute à grand'peine à la lande.Ils mourraient tous de faim, sans la récolte qui vient de la mer, sous la forme de un à deux bâtiments qui se perdent chaque année sur les galets de Plovan, les sables de Canté ou les rochers de Poulhan »

#### Plovan décrit en 1845
A. Marteville et P. Varin, continuateurs d'Ogée décrivent ainsi Plovan en 1845 :

« Plovan (sous l'invocation de saint Gergon, martyr), commune formée par l'ancienne paroisse du même nom. (...) Principaux villages : Kerzouron, Pencleuziou, Keryonen, Kervoalen, Trébannec, Kerdaben, Kerguélen, Grugen, Pratabolloc'h, la Nourize. Superficie totale 161 ha dont (...) terres labourables 787 ha, prés et pâtures 175 ha, bois 34 ha,  canaux et étangs 29 ha, landes et incultes 542 ha (...). Moulins : 5 (de Henry, de Pontalan, à eau ; de Kerilis, du Crugueu, à vent). Plovan est un petit bourg situé sur la côte de la baie d'Audierne dans une position assez pittoresque. On prétend que la mer, qui en est aujourd'hui éloignée de quelques centaines de mètres, baignait autrefois cette localité, et la tradition fait de Plovan un ancien port. (...) La côte forme en Plovan quelques amoncellements de sables, au milieu desquels sont deux ou trois étangs à demi salés, à demi d'eaux douces, alimentés qu'ils sont tour à tour par ma mer et par de petits cours d'eau qui s'y jettent. Il y a foire à Plovan le troisième lundi de septembre. Géologie : constitution granitique. On parle le breton. »

L'association du patrimoine de Plovan a retrouvé les traces de neuf moulins ayant existé dans la commune : deux à eau (Pontalan et Moulin-Henri, dit en breton Meil Heri) et sept à vent (Ty Lan, Kerilis, Crugou, Tréménec, Trébannec, Meil ar Moan et Trusquennec), mais d'autres moulins à vent ont probablement existé.

#### La visite de Gustave Flaubert en 1847
Gustave Flaubert et Maxime Du Camp furent brièvement hébergés lors de leur visite en 1847 par le douanier et aubergiste Charles Pascal Bataille, qui tenait l'auberge Ti Filibert (laquelle devait son nom à Philibert Gentric, qui l'avait construite au début du XIXe siècle). Selon Maxime du Camp, Plovan se résume « à une église, quatre maisons et l'auberge de Charles Bataille, personnage haut en couleur », bavard et hâbleur.

#### Les naufrages et sauvetages pendant la seconde moitié duXIXesiècle
Un poste de porte-amarres est créé à Plovan en 1868. L'équipement eût l'occasion de servir, par exemple le 9 mai 1889, un préposé de la brigade des douanes sauva grâce à un bâton plombé deux hommes du bateau de pêche Notre-Dame-de-Lorette, victime de la tempête et échoué à Plovan après avoir été culbuté sur des brisants à environ 300 m de la côte ; les trois autres hommes de l'équipage étaient parvenus à gagner la côte par leurs propres moyens. Précédemment, en 1876, sept hommes du brick norvégien Henry avaient déjà été sauvés au large du lieu-dit Kervabac en Tréguennec grâce au même équipement : « Au premier coup, la flèche est arrivée à bord, le va-et-vient a été établi, et les huit naufragés sont descendus à terre sains et saufs ». Le 30 mars 1890, le bateau de pêche Tensina, de Douarnenez, qui se rendait au Guilvinec afin d'y pêcher le maquereau se perdit dans la nuit et fit naufrage, ses huit hommes d'équipage furent noyés. La carcasse du Tensina alla s'échouer face à Plovan. En décembre 1892, on recueille sur la côte de Plovan des barriques de vin blanc provenant probablement du vapeur Louvre, naufragé quelque temps avant à proximité. Le 11 février 1897, le vapeur Pasajes, de Rouen, s'échoue et brûle sur la côte de Plovan.

#### Les autres faits de la seconde moitié duXIXesiècle
Alain-Jean Lautredou, cultivateur à Plovan, devenu grenadier au 3e bataillon du 21e régiment d'infanterie de ligne, qui participait à la guerre de Crimée disparût le 8 septembre 1855 lors du siège de Sébastopol.
Un rapport du Conseil général du Finistère indique en août 1880 que Plovan fait partie des 27 communes de plus de 500 habitants du Finistère qui n'ont encore aucune école de filles. Plovan, jusqu'alors dépourvue d'école laïque de filles (une école congréganiste existait), s'en vit imposer la construction d'office d'une en 1887 par décision préfectorale en vertu de la loi sur la laïcisation de l'enseignement, afin de respecter la loi du 30 octobre 1886 sur les constructions d'office qui oblige les communes dépourvues d'école publique à en construire une.
Benjamin Girard décrit ainsi Plovan en 1889 :

« Traversé dans sa partie nord par le chemin de grande communication n° 2, la commune de Plovan borde le littoral de la Baie d'Audierne, dont les côtes sauvages et désertes offrent un aspect désolé. Aussi loin que la vue peut s'étendre, on n'aperçoit que des dunes de sable, qui séparent de la mer des étangs à demi salés. Deux beaux menhirs existent encore sur le territoire de cette commune, qui comptait jadis un grand nombre de monuments druidiques [en fait préhistoriques]. »

### LeXXesiècle

#### LaBelle Époque

##### Les naufrages
Le 19 octobre 1901, la goélette René, de Saint-Malo, qui venait des bancs de Terre-Neuve avec un chargement de 21 000 morues, s'échoue sur la côte de Tréguennec ; le naufrage fait huit noyés et treize survivants, dix sauvés par les douaniers de Plovan au moyen d'un va-et-vient que ceux-ci avaient organisé, les trois autres étant recueillis dans la mâture du René. Le 27 octobre 1903, le trois-mâts terre-neuvier Savoyard, de Saint-Malo, mais qui venait de La Rochelle avec un chargement de sel, fut jeté à la côte devant Plovan et s'y brisa ; la femme du capitaine et trois hommes d'équipage furent noyés. En mars 1907, le vapeur Colomba, victime d'un incendie qui fit deux victimes, s'échoue sur la côte de Plovan, réduit à l'état de carcasse fumante. En avril 1908, le sloop Sarcelle, de Camaret, qui pêchait la langouste, se brisa sur les rochers de Plovan ; l'équipage fut sauvé.

##### Une vie religieuse et politique agitée
En réponse à une enquête épiscopale organisée en 1902 par François-Virgile Dubillard, évêque de Quimper et de Léon en raison de la politique alors menée par le gouvernement d'Émile Combes contre l'utilisation du breton par les membres du clergé, le recteur de Plovan écrit : « Le catéchisme breton est, on peut le dire, le seul catéchisme ».
Le journal Le Matin indique dans son n° du 15 mars 1906 qu'« il a été impossible de procéder aux inventaires à Plovan, à Plomeur, à Tréogat et à Plozévet, des groupes compacts de femmes entourant les églises ».
En 1910, le maire de Plovan, Gentric, fut accusé d'avoir fait pression sur certains électeurs, notamment des domaniers qui exploitaient des terres appartenant à l'hospice d'Audierne dans la commune, leur rappelant leur promesse faite en 1909 au maire d'Audierne qui leur avait dit que « s'ils votaient bien [c'est-à-dire en faveur du candidat républicain Édouard Plouzané aux élections législatives de 1910], leur bail leur serait renouvelé ». Par exemple, le 22 avril 1910, le maire de Plovan écrivait à certains de ses administrés cette lettre : « Monsieur. Par ordre de M. le maire d'Audierne, je viens vous inviter à voter et à faire voter le plus possible d'électeurs pour M. Plouzané ».
En 1913, le journal La Croix écrit : « (...) À tous les scrutins dans les communes de Plogastel, Plozévet, Plovan, Peumerit, où règnent par la terreur et par la fraude  les partisans de M. Le Bail. Jets de poivre, coups de poing, coups de pied, coups de triques, tout est bon pour faire autour de l'urne un vide propice aux substitutions de bulletins ou pour en écarter l'électeur suspect de sympathie à l'égard du candidat adverse ».
Des incidents se produisirent aussi à Plovan lors du deuxième tour des élections législatives le 10 mai 1914 qui virent la victoire de Georges le Bail : son opposant vaincu, Derrien, déclara qu'à Plovan « un citoyen aurait été frappé par un cantonnier, que tout contrôle était rendu impossible par les incessantes bousculades qui se produisaient dans la salle de vote, que le passage des électeurs dans l'isoloir n'a pas été observé et qu'enfin il n'y avait pas de scrutateurs ».

#### La Première Guerre mondiale

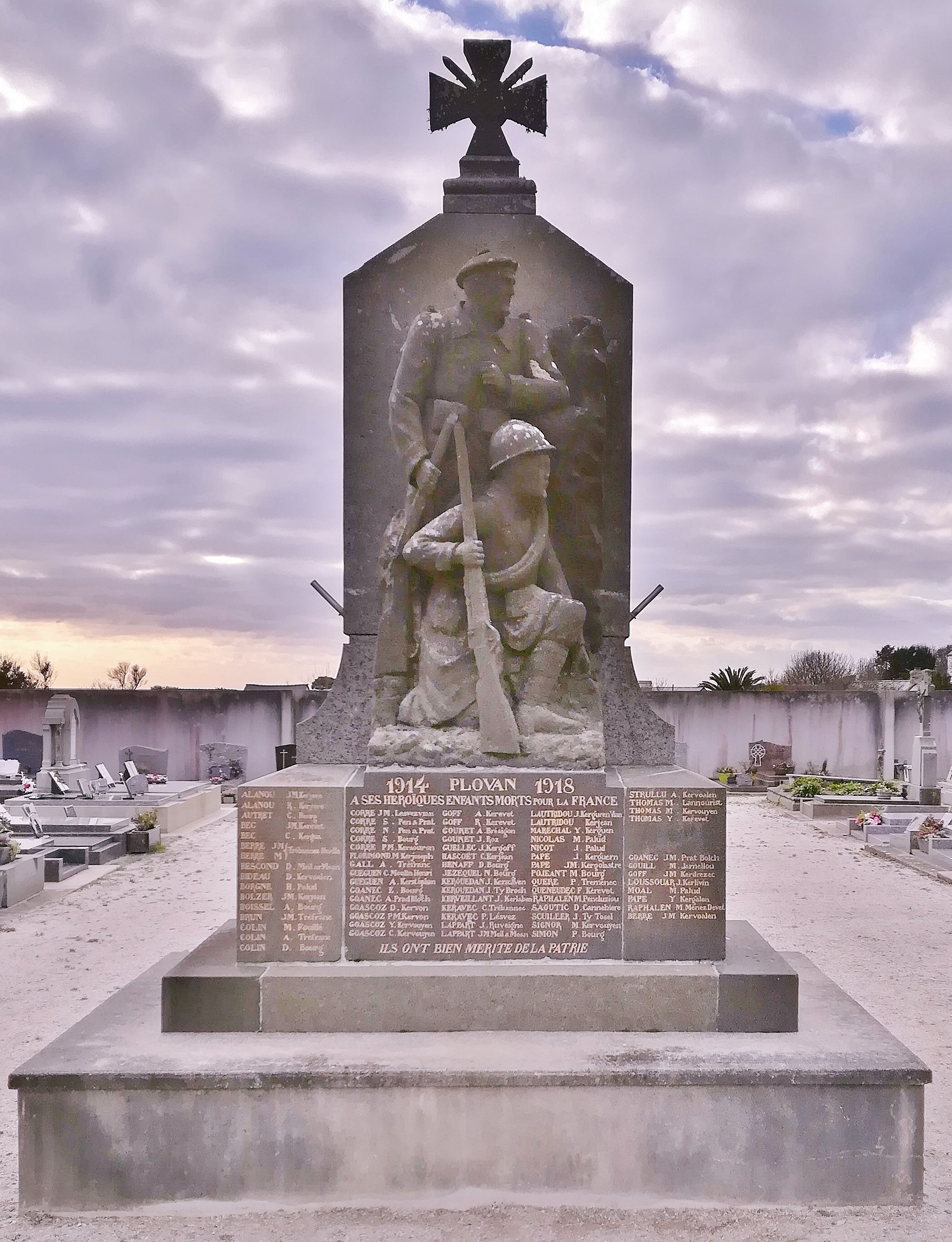
Le monument aux morts de Plovan.

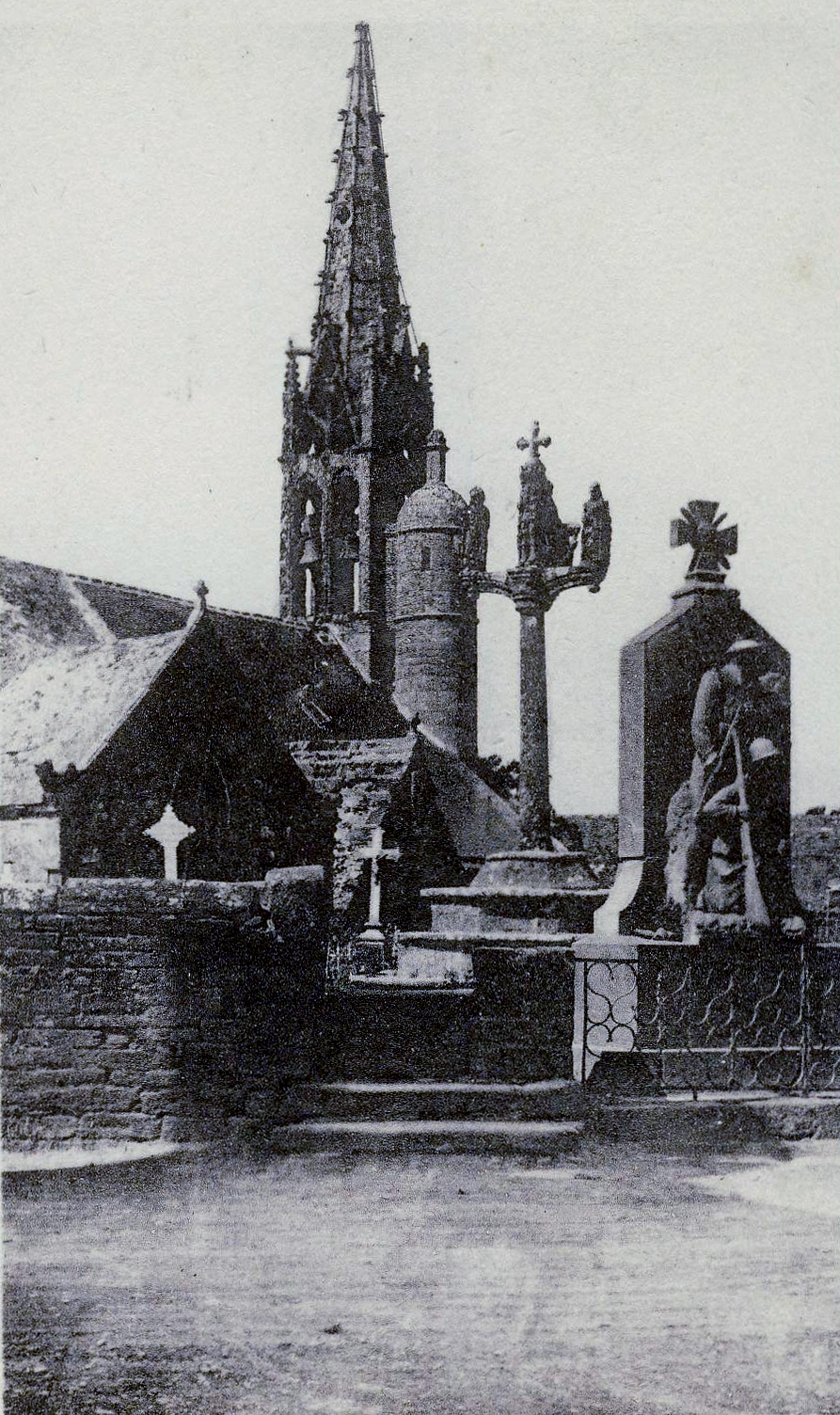
L'église paroissiale, le calvaire et le monument aux morts (alors à cet endroit) vers 1925.

Le monument aux morts de Plovan porte les noms de 74 soldats et marins morts pour la France pendant la Première Guerre mondiale ; parmi eux six sont morts sur le front belge dont cinq (Jean Corre, Sébastien Corre, Henri Le Borgne, François Queneudec, Yves Thomas) dès 1914 lors de la bataille de l'Yser, le sixième (Pierre Simon) étant décédé en 1916 ; deux sont décédés lors de l'expédition de Salonique, l'un (Michel Berre) en Serbie, l'autre (Constantin Keravec) en Grèce à Salonique ; deux (Alain Goff, Jean Pape) sont décédés alors qu'ils étaient prisonniers en Allemagne ; un marin (Corentin Autret) est disparu en mer le 26 novembre 1916 lors du naufrage du cuirassé Suffren ; tous les autres sont décédés sur le sol français, dont Noël Jézéquel, qui était vicaire à Plovan et qui fut décoré de la Médaille militaire.

#### L'Entre-deux-guerres
Un moulin à moteur, dit "moulin du bourg", a existé de la décennie 1920 jusqu'en 1945, dans la maison d'Auguste Raphalen.
La ligne ferroviaire à voie métrique surnommée "train carottes", exploitée initialement par les Chemins de fer armoricains, fut inaugurée le 1er octobre 1912 et ferma le 30 juin 1935, ne fonctionnant donc que 33 ans à peine. La voie ferrée partait de Pont-l'Abbé et desservait les gares de Plonéour-Lanvern, Tréogat, Pouldreuzic, Plozévet, Plouhinec, Pont-Croix, pour aboutir à Audierne ; la ligne desservait aussi des arrêts facultatifs supplémentaires comme celui de Plovan. « C'était un train mixte de marchandises et de voyageurs, qui a eu un impact important sur la vie économique et sociale en pays bigouden et dans le cap Sizun » a écrit l'historien Serge Duigou.
Plovan est ainsi décrit en 1928 :

« [À] la pointe minuscule de Plovan, quelques rares maisons sont perdues au milieu de terres arrachées à la dune : des hommes luttent là contre le vent, contre le sel, et vivent. Encore des marais plus bas que la mer où rien ne pousse que des roseaux. Et puis, le sol se relève, se morcelle entre les murs gris et les haies. C'est Plovan (...). Plovan, c'est, au bout du monde, un pays perdu entre tous. Point de route ; on n'y accède que par surprise. Mais aux curieux de la vraie Bretagne, il offre une image presque intacte : autour d'une église, ceinte de son cimetière aux dalles en déroute, quelques fermes, puis le bourg aux murs élevés qui lui donnent un air de forteresse. (...). »

L'intérieur d'une ferme est décrite par le même auteur : « [La salle], qui étincelle de clous d'or et de bois de châtaigniers rouges (...). Des rinceaux sculptés, des oiseaux, des Saints-Sacrements donnent aux bahuts, aux vaisseliers, aux lits-clos jointifs à la muraille, un grand air de noblesse paysanne ». Mais l'auteur précise que, pour l'honorer, on l'a d'abord fait entrer « dans la salle aux meubles neufs ».
En août 1936 un arrêté préfectoral entérine la création d'un syndicat en vue de l'électrification de la région, comprenant les communes de Landudec, Tréogat, Plonéis, Gourlizon, Plovan, Pouldergat, Peumerit, Guiler-sur-Goyen, Plogastel-Saint-Germain et Pouldreuzic ; « Nous espérons que désormais la création de ce syndicat ne tardera guère et souhaitons que 1937 nous apporte l'électricité tant attendue ».
Le Conseil d'État, sur requête de Paul Béziers, décida que le maire de Plovan avait excédé ses pouvoirs en autorisant le 16 mars 1937 le percement d'une brèche dans la dune séparant l'étang de Kergalan de la mer dans le but de limiter la montée des eaux du dit étang.
En 1938, un "Comité de défense paysanne" mena de nombreuses actions revendicatives pour protester contre le prix de vente très bas des petits pois (l'importance de la culture des petits pois à Plovan et dans les communes avoisinantes était déjà signalée en 1906) qu'ils livraient aux conserveries de la région : par exemple des membres de ce comité de défense renversèrent à Plovan une charrette remplie de petits pois qu'un agriculteur voulait livrer.

#### La Seconde Guerre mondiale
Le monument aux morts de Plovan porte les noms de 11 personnes mortes pour la France pendant la Seconde Guerre mondiale. ; parmi elles Joseph Berrou, né le 30 octobre 1919 à Plovan, domicilié à Crozon lors de son arrestation, déporté le 25 octobre 1943 vers Karlsruhe, tué lors d'un bombardement à Bochum le 26 mars 1945 ; un autre déporté originaire de Plovan a par contre survécu : Philibert le Guellec, né le 9 avril 1923 à Plovan, déporté le 4 juin 1944 depuis Compiègne vers le camp de concentration de Neuengamme, puis celui de Bergen-Belsen.
Louis Bars, né le 31 juillet 1914 à Plovan, artilleur rescapé des combats de la Poche de Dunkerque en juin 1940, s'engagea à partir de 1943 dans la Résistance (dans la compagnie FFI de Plogastel-Saint-Germain où il devint lieutenant). Il fut grièvement blessé à la tête lors des combats de Lezongar en septembre 1944. Il fit après la guerre une carrière militaire, devint colonel. Titulaire de nombreuses décorations, dont la Légion d'honneur, il est décédé le 15 juillet 2014 à Plogastel-Saint-Germain.
Louis Alie, né le 14 août 1907 à Plovan, inspecteur de police à Rouen, collabora avec l'occupant nazi entre 1940 et 1944 ; il fut responsable de l'emprisonnement de nombreux résistants normands.
Jeanne Plouzennec, ouvrière à Plovan, témoigne des combats du 24 août 1944 en Baie d'Audierne : « La nuit dernière, j'ai été réveillée par le facs d'un combat naval en Baie d'Audierne. On raconte que 7 navires de la Kriegsmarine ont été coulés. Ce matin le silence est revenu. En passant par un chemin au bord de l'eau, j'aperçois le corps d'un soldat allemand étendu sur la grève. Je m'approche et je suis troublée par ce spectacle. L'une de ses jambes a été presque arrachée par une explosion. Afin de la maintenir, il l'a attachée avec sa ceinture de cuir, et a réussi à nager jusque là. Pauvre homme. Il a du sentir qu'il allait mourir ici, et a sorti de son portefeuille les photos de sa femme et de ses enfants, pour les disposer autour de lui, face à son visage ».

#### L'après Seconde Guerre mondiale
Un soldat originaire de Plovan, Corentin Goyat, sergent au 1er régiment d'infanterie, est mort pour la France le 7 mai 1959 à Aumale pendant la Guerre d'Algérie.
L'école privée de la Sainte-Famille (Skol ar Seuzered), ouverte en 1916, a fermé en 1984.

### LeXXIesiècle
En 2012, une éolienne de modeste importance a été installée à Corn Goarem, fournissant localement du courant électrique.
Le 24 septembre 2016 a été inaugurée l'école publique intercommunale Per Jakez Hélias de Pouldreuzic-Plovan, implantée à Pouldreuzic.
Le permis de construire une porcherie de plus de 3 000 places dans la ferme-usine de la SARL de la Vallée a été annulé le 9 novembre 2020 par le tribunal administratif de Rennes.

## Démographie
L'évolution du nombre d'habitants est connue à travers les recensements de la population effectués dans la commune depuis 1793. Pour les communes de moins de 10 000 habitants, une enquête de recensement portant sur toute la population est réalisée tous les cinq ans, les populations de référence des années intermédiaires étant quant à elles estimées par interpolation ou extrapolation. Pour la commune, le premier recensement exhaustif entrant dans le cadre du nouveau dispositif a été réalisé en 2006.

En 2022, la commune comptait 682 habitants, en évolution de +0,29 % par rapport à 2016 (Finistère : +2,16 %, France hors Mayotte : +2,11 %).
| 1793 | 1800  | 1806  | 1821  | 1831  | 1836  | 1841  | 1846  | 1851  |
| ---- | ----- | ----- | ----- | ----- | ----- | ----- | ----- | ----- |
| 988  | 1 035 | 1 022 | 1 059 | 1 282 | 1 360 | 1 322 | 1 401 | 1 404 |

| 1856  | 1861  | 1866  | 1872  | 1876  | 1881  | 1886  | 1891  | 1896  |
| ----- | ----- | ----- | ----- | ----- | ----- | ----- | ----- | ----- |
| 1 351 | 1 403 | 1 389 | 1 349 | 1 349 | 1 458 | 1 514 | 1 649 | 1 635 |

| 1901  | 1906  | 1911  | 1921  | 1926  | 1931  | 1936  | 1946  | 1954  |
| ----- | ----- | ----- | ----- | ----- | ----- | ----- | ----- | ----- |
| 1 557 | 1 556 | 1 587 | 1 571 | 1 556 | 1 554 | 1 462 | 1 364 | 1 175 |

| 1962  | 1968 | 1975 | 1982 | 1990 | 1999 | 2006 | 2011 | 2016 |
| ----- | ---- | ---- | ---- | ---- | ---- | ---- | ---- | ---- |
| 1 020 | 893  | 783  | 720  | 648  | 607  | 667  | 665  | 680  |

| 2021 | 2022 | - | - | - | - | - | - | - |
| ---- | ---- | - | - | - | - | - | - | - |
| 682  | 682  | - | - | - | - | - | - | - |

## Monuments et sites
- Ménage de saint Kodelig : chaos géologique contenant certaines pierres qui, selon la légende, auraient constituées les meubles de Kodelig, un saint évangélisateur breton probablement imaginaire.

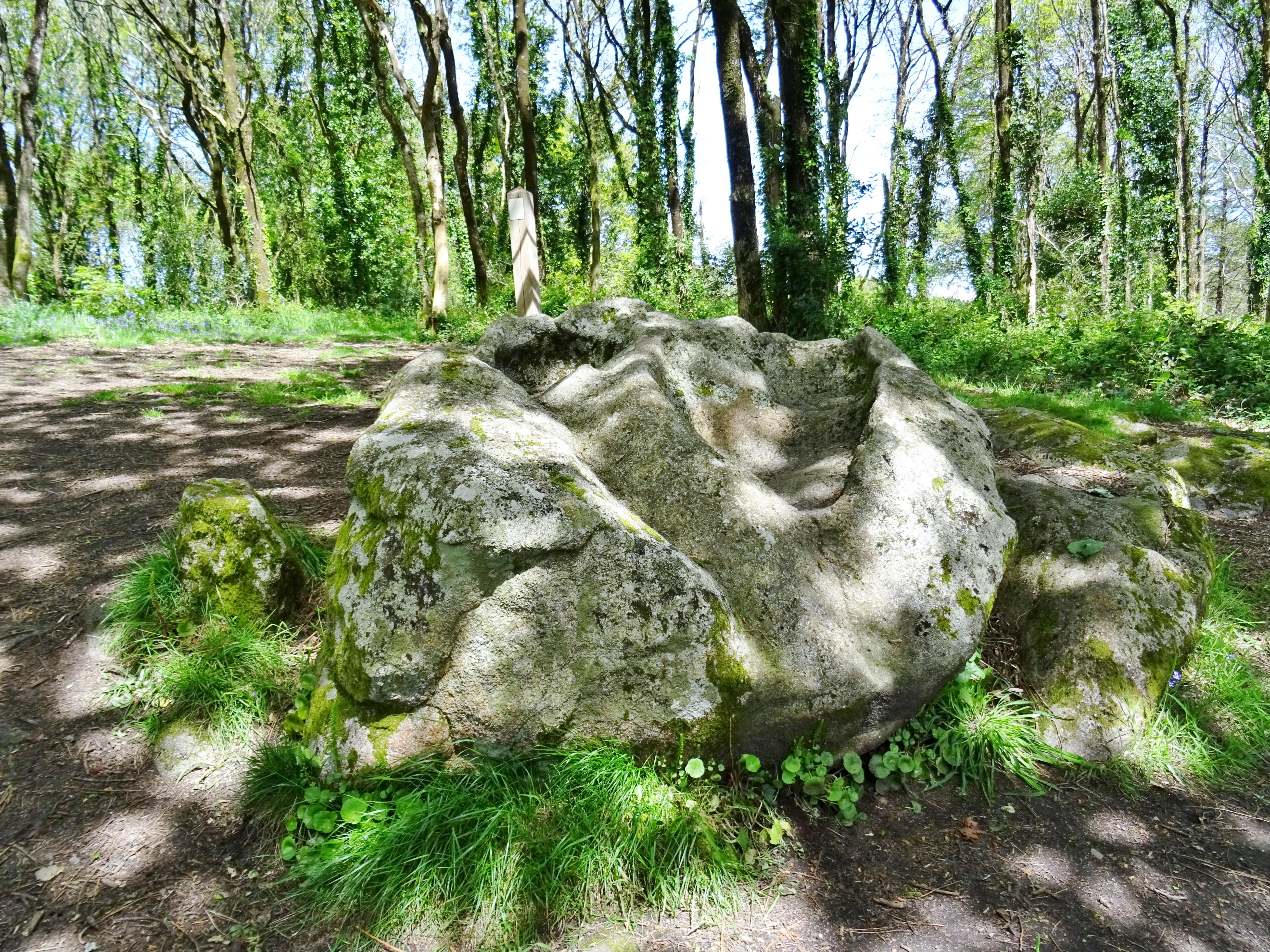
Plovan : le rocher dit « Lit de Saint-Kodelig ».
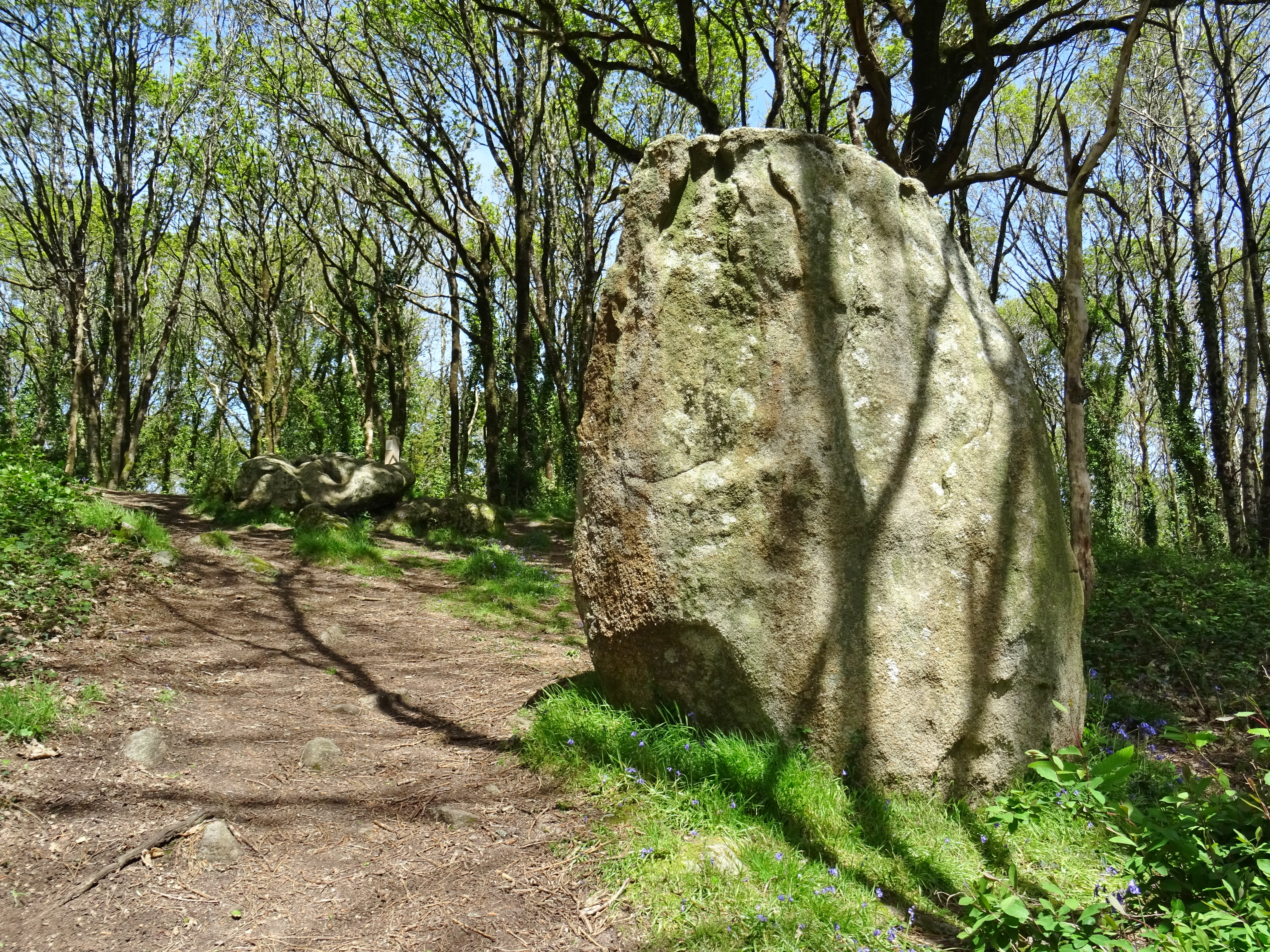
Plovan : l' « armoire de Saint-Kodelig » (en fait un menhir) ; à l'arrière-plan la roche dite « lit de Saint-Kodelig »).
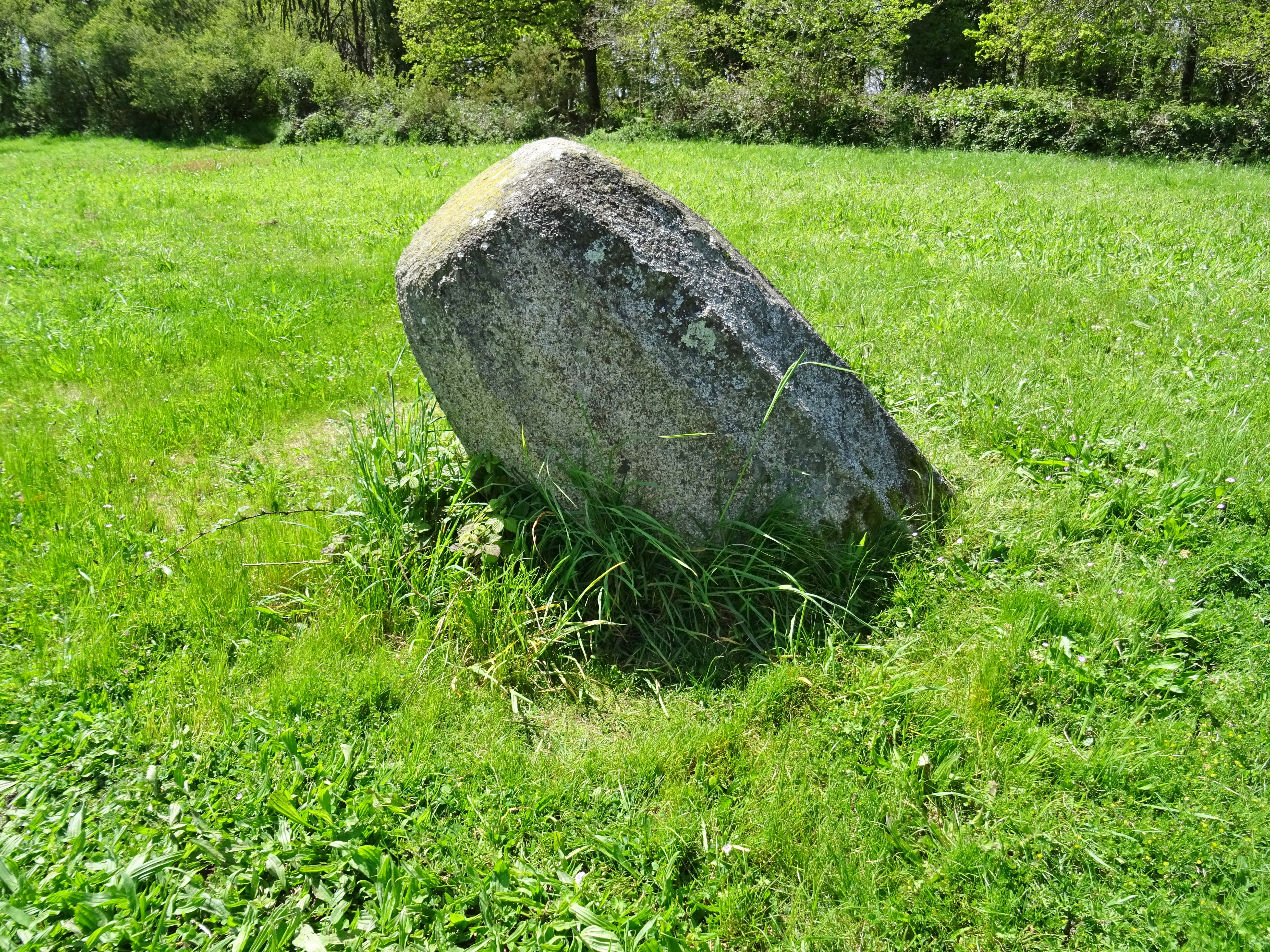
Plovan : la stèle protohistorique de Saint-Kodelig, dite « la motte de beurre ».

- Menhirs de Lespurit Ellen : trois menhirs, dont deux couchés, classés au titre des monuments historiques par arrêté du 6 mars 1923[133], à la limite avec la commune de Peumerit.
- L'église paroissiale Saint-Gorgon, dédiée à saint Gorgon, classée monument historique par arrêté du 11 septembre 1915[134], est représentative du style de Pont-Croix et remonte pour partie au XIIIe siècle, mais l'église a subi de nombreuses transformations depuis, notamment en 1660 et 1791 ; son clocher, de style gothique, date probablement de 1520 ; l'église possède des statues de saint Herbot, saint Gorgon, saint Éloi [assimilé à saint Alor] et saint Guy [assimilé à saint Kido ou Kidou][135].

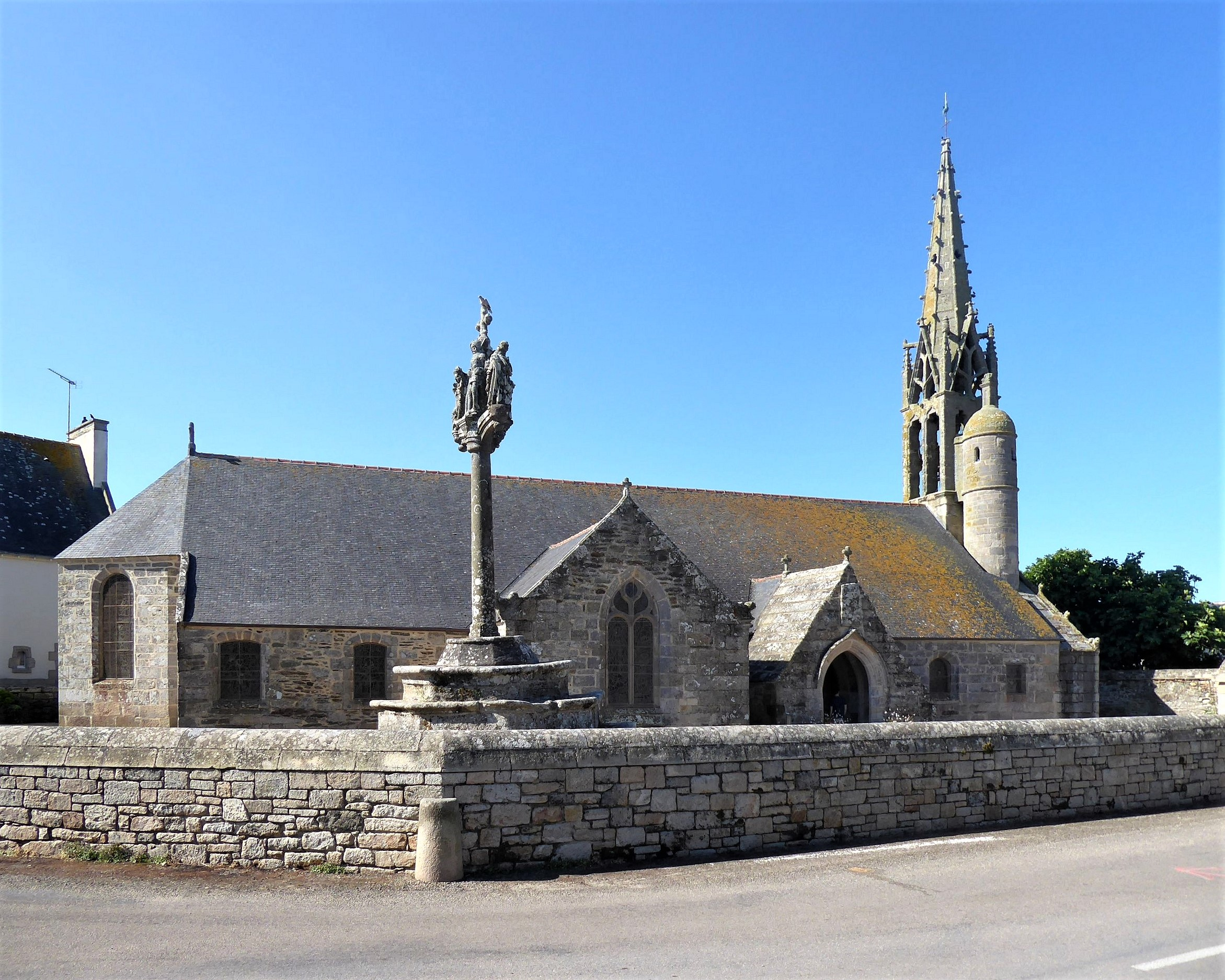
Église paroissiale Saint-Gorgon : vue extérieure d'ensemble.
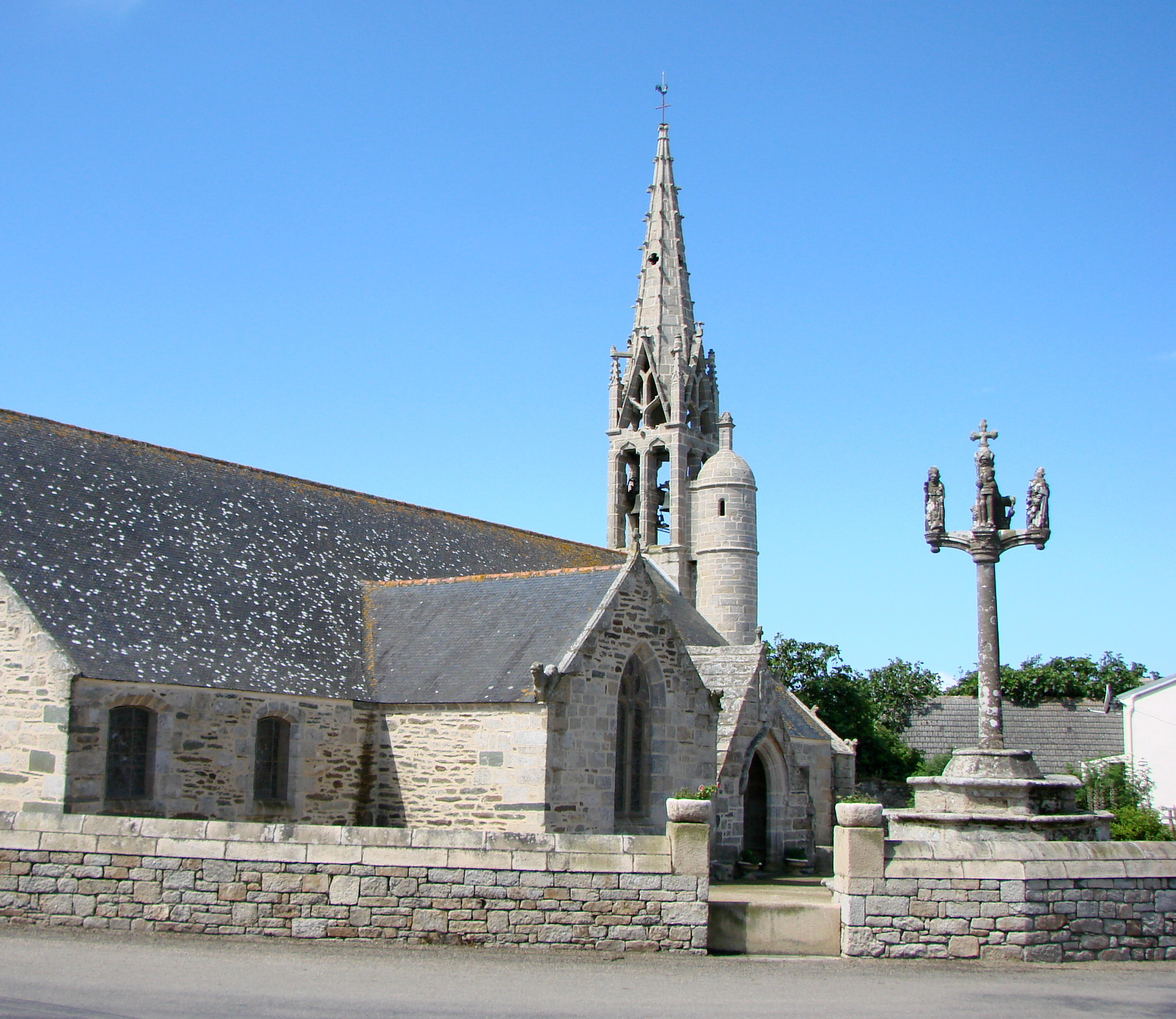
Église paroissiale Saint-Gorgon : vue extérieure partielle.
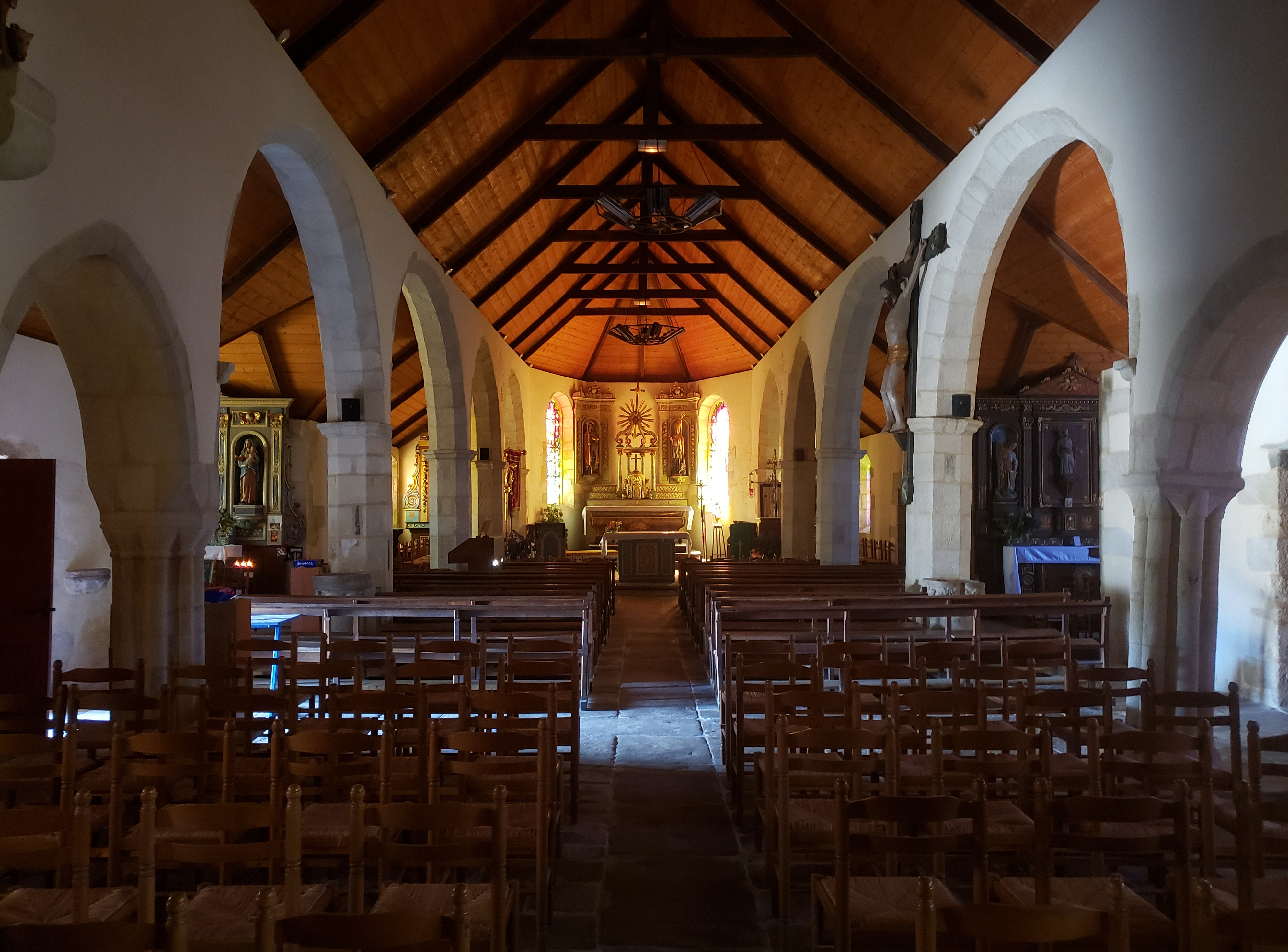
Église paroissiale Saint-Gorgon : vue intérieure d'ensemble.
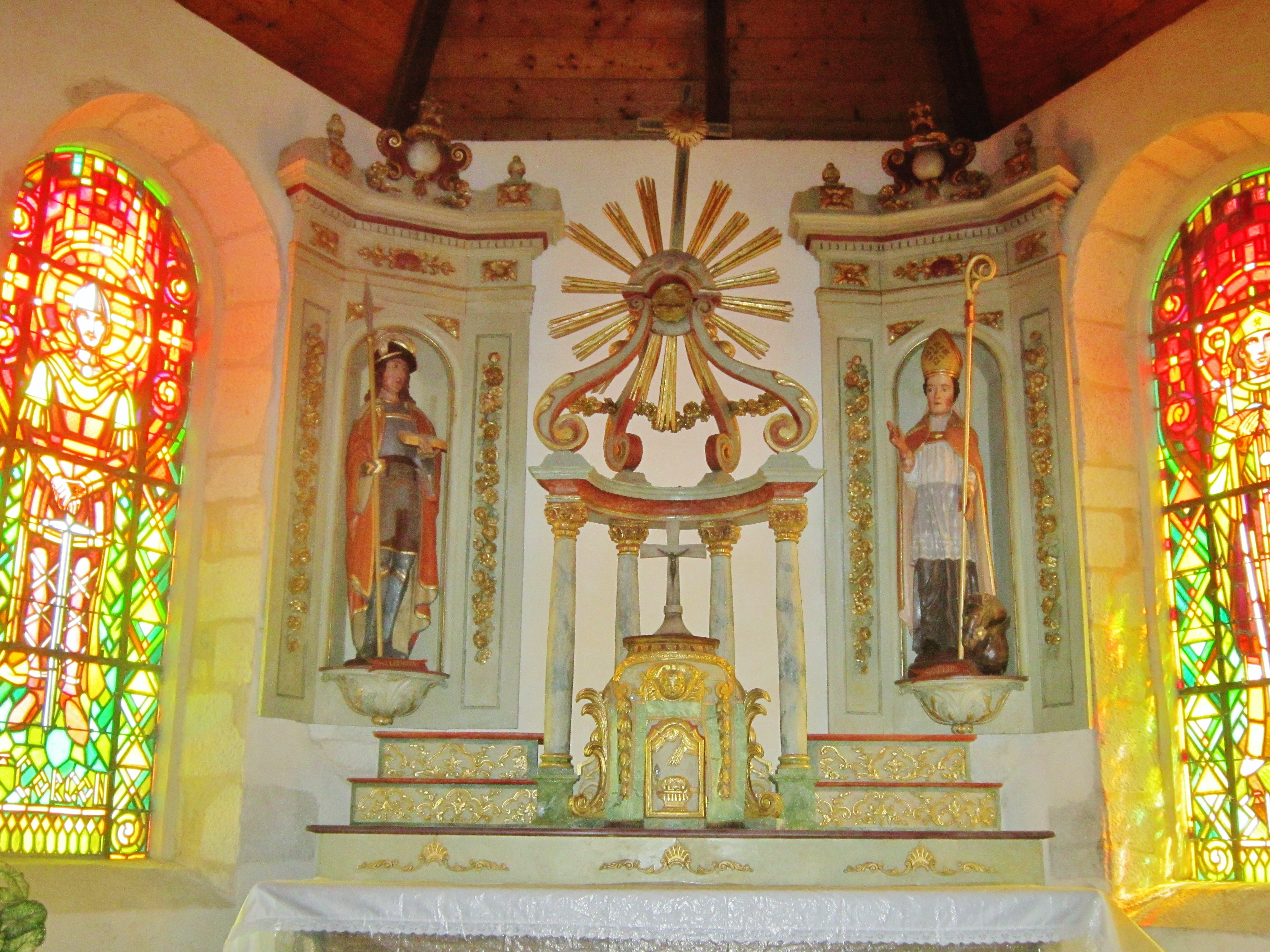
Église paroissiale Saint-Gorgon : le chœur.
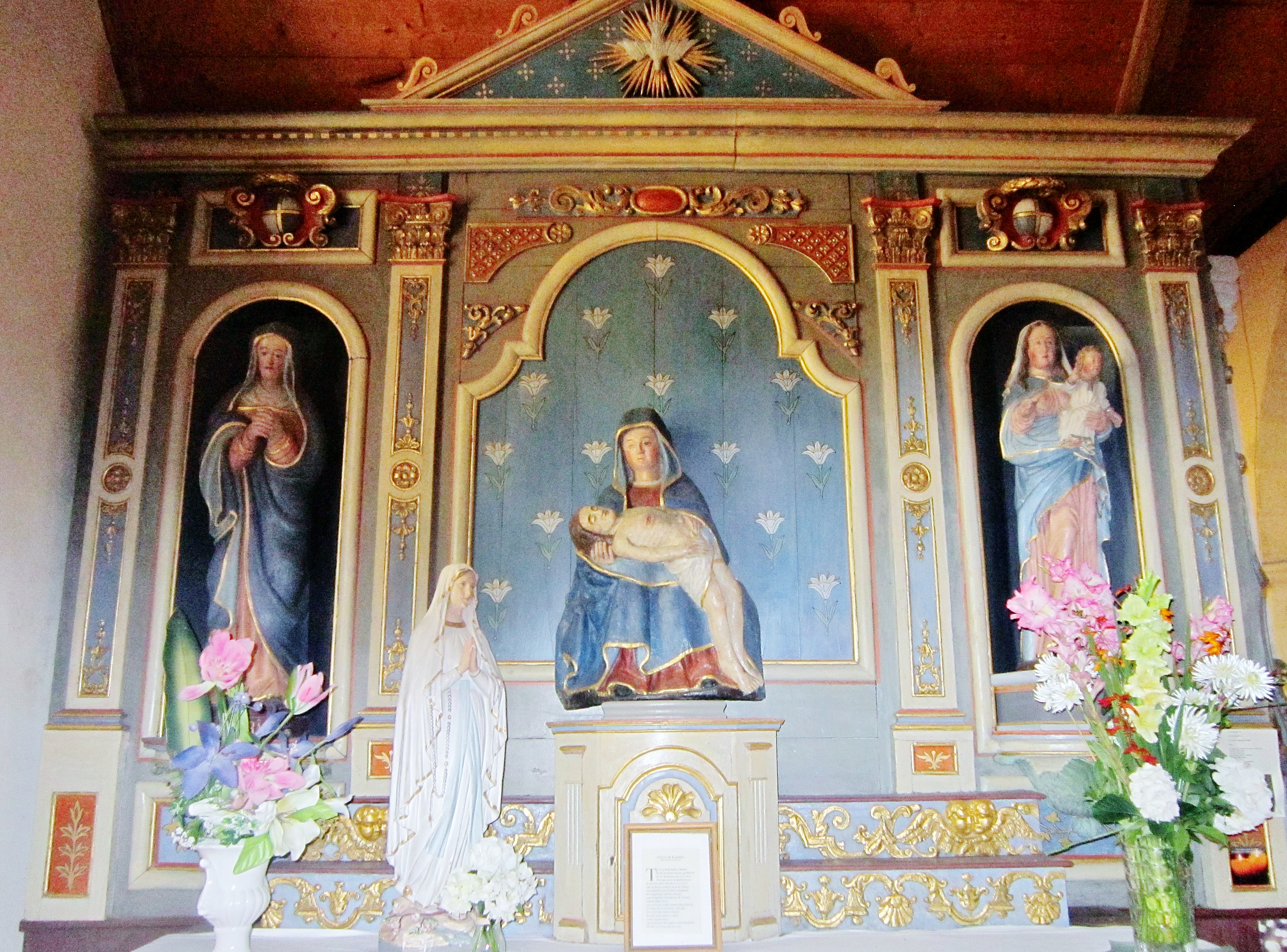
Église paroissiale Saint-Gorgon : autel de la Vierge.
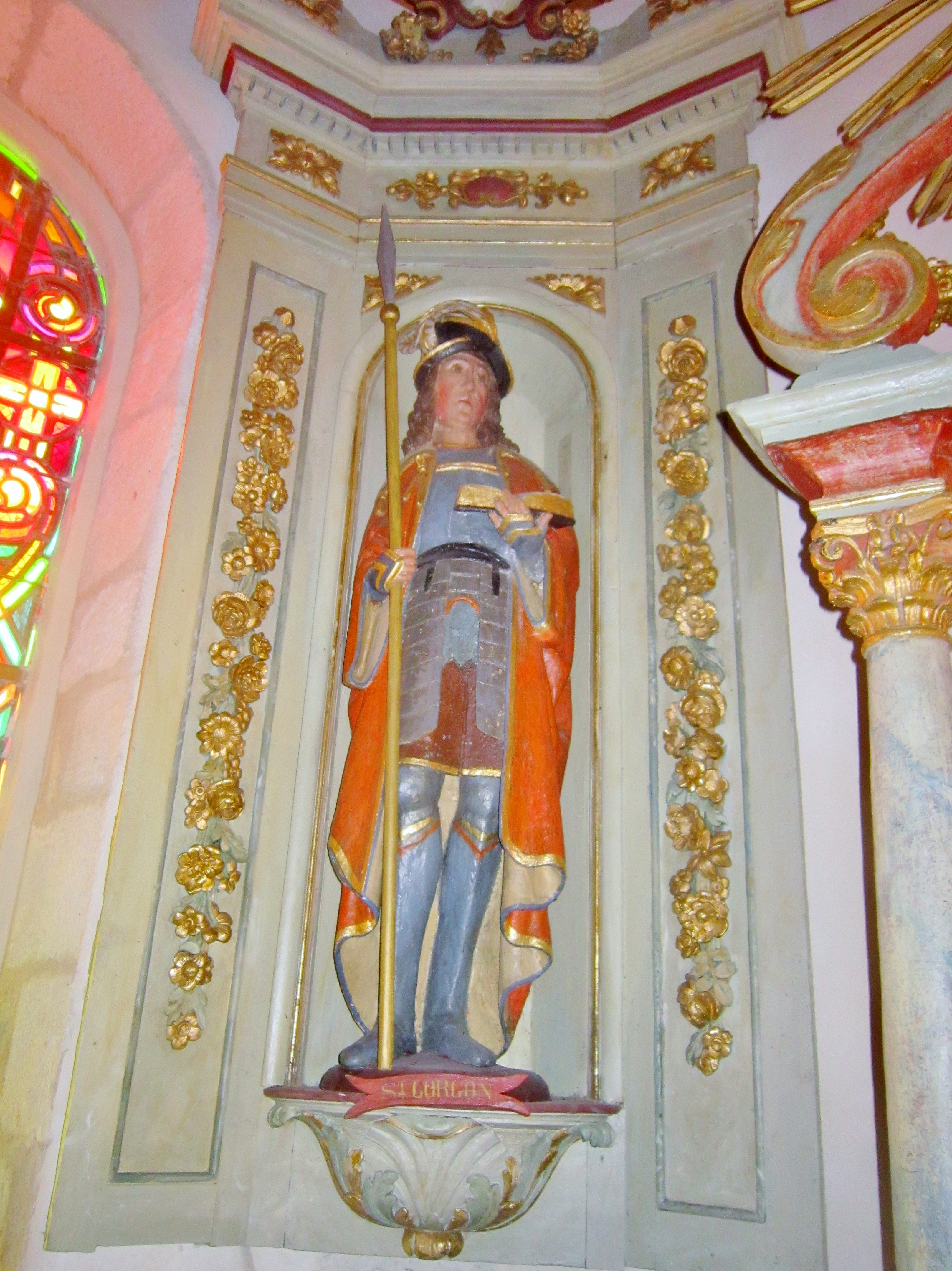
Église paroissiale Saint-Gorgon : statue de saint Gorgon.
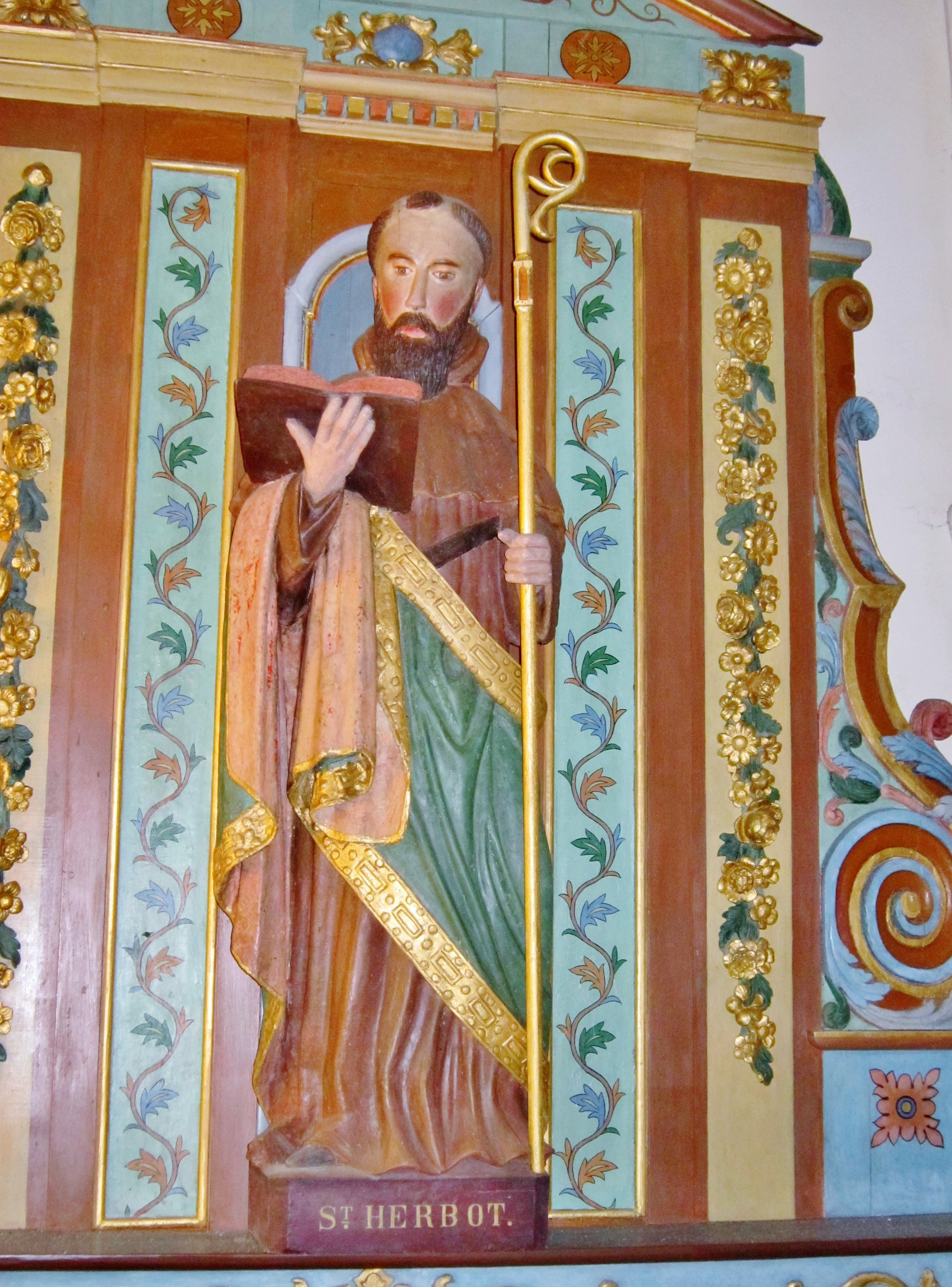
Église paroissiale Saint-Gorgon : statue de saint Herbot.
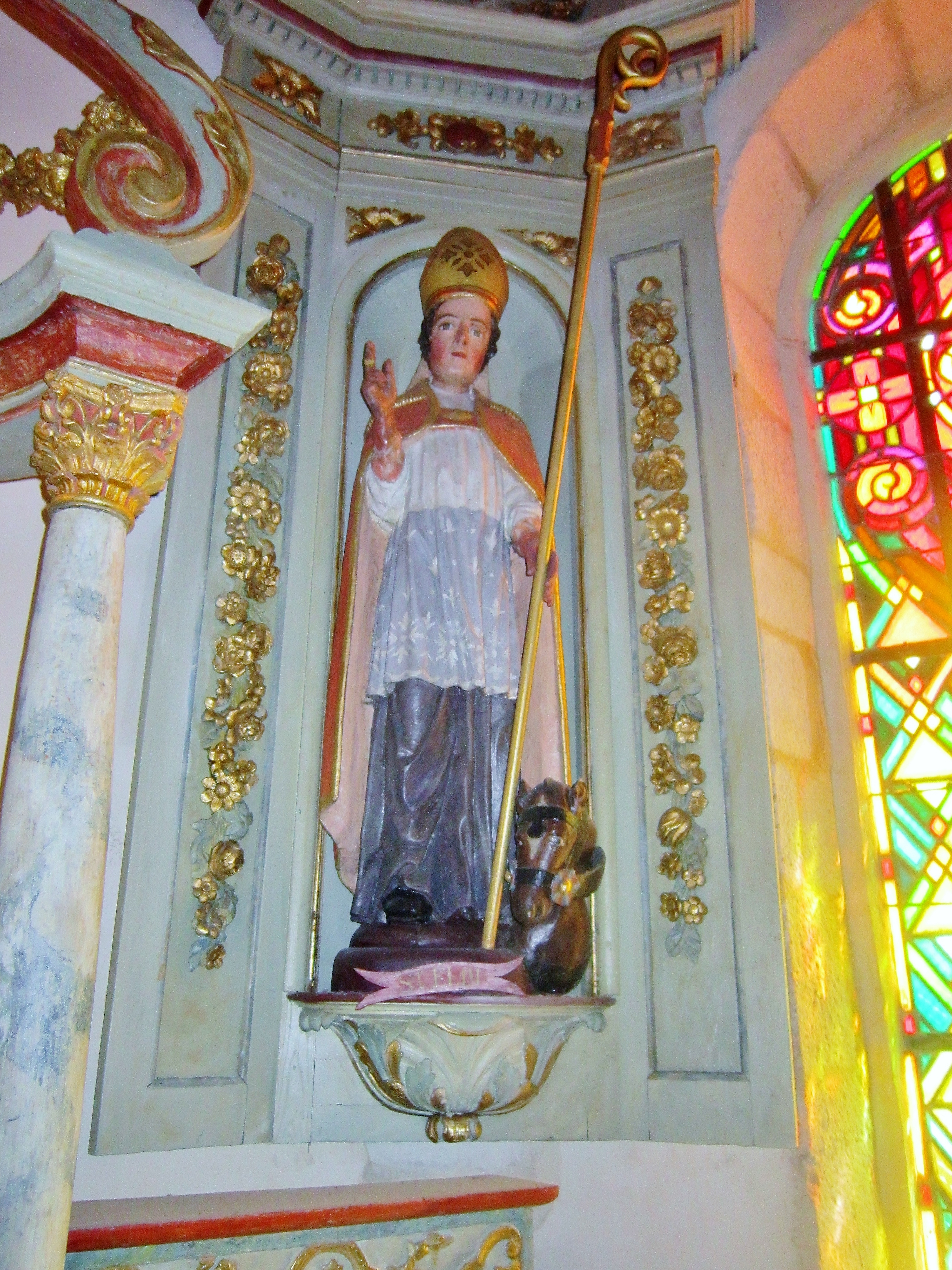
Église paroissiale Saint-Gorgon : statue de saint Kido (francisé en saint Guy).
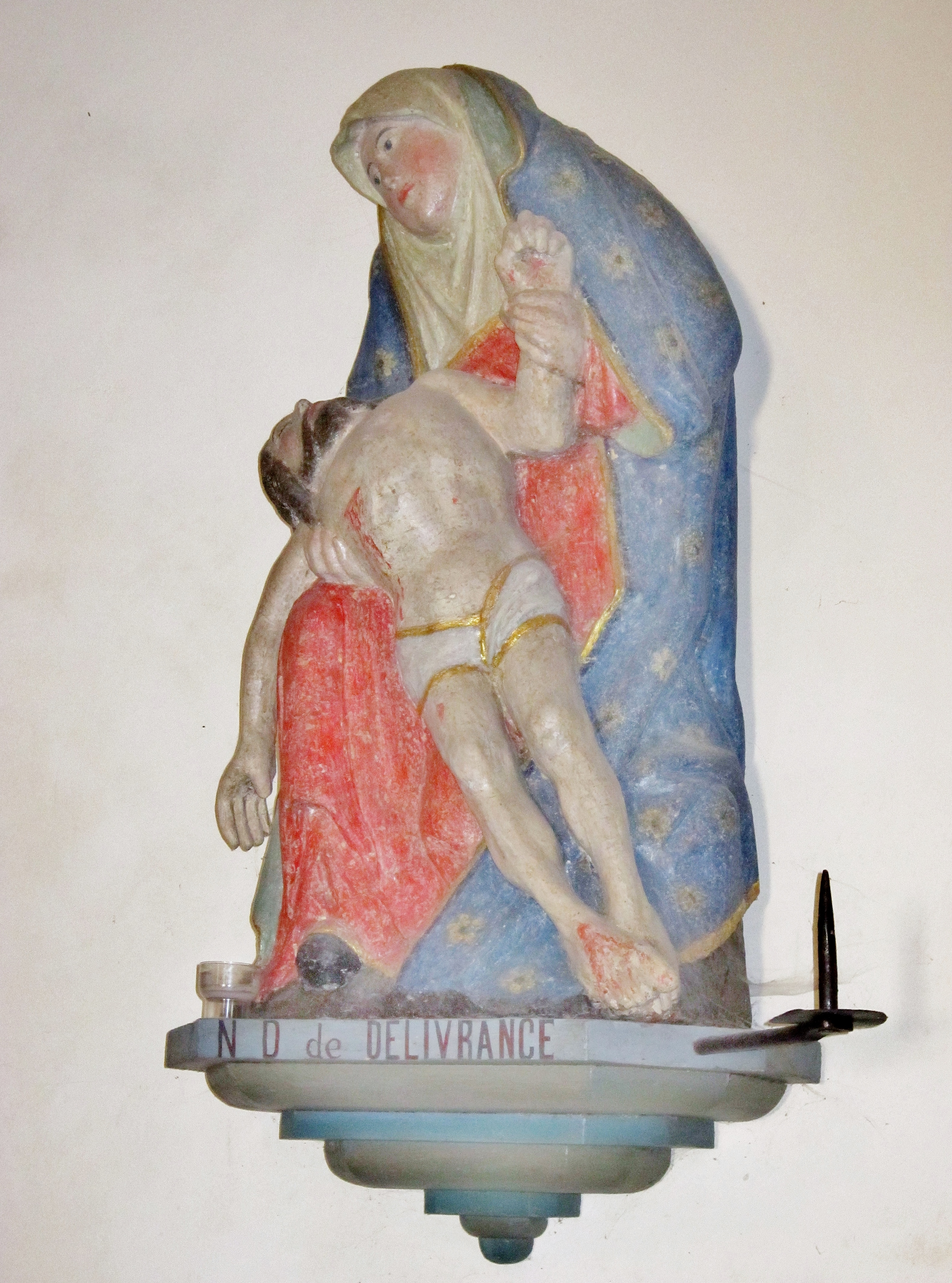
Église paroissiale Saint-Gorgon : piétà (Notre-Dame-de-Délivrance).
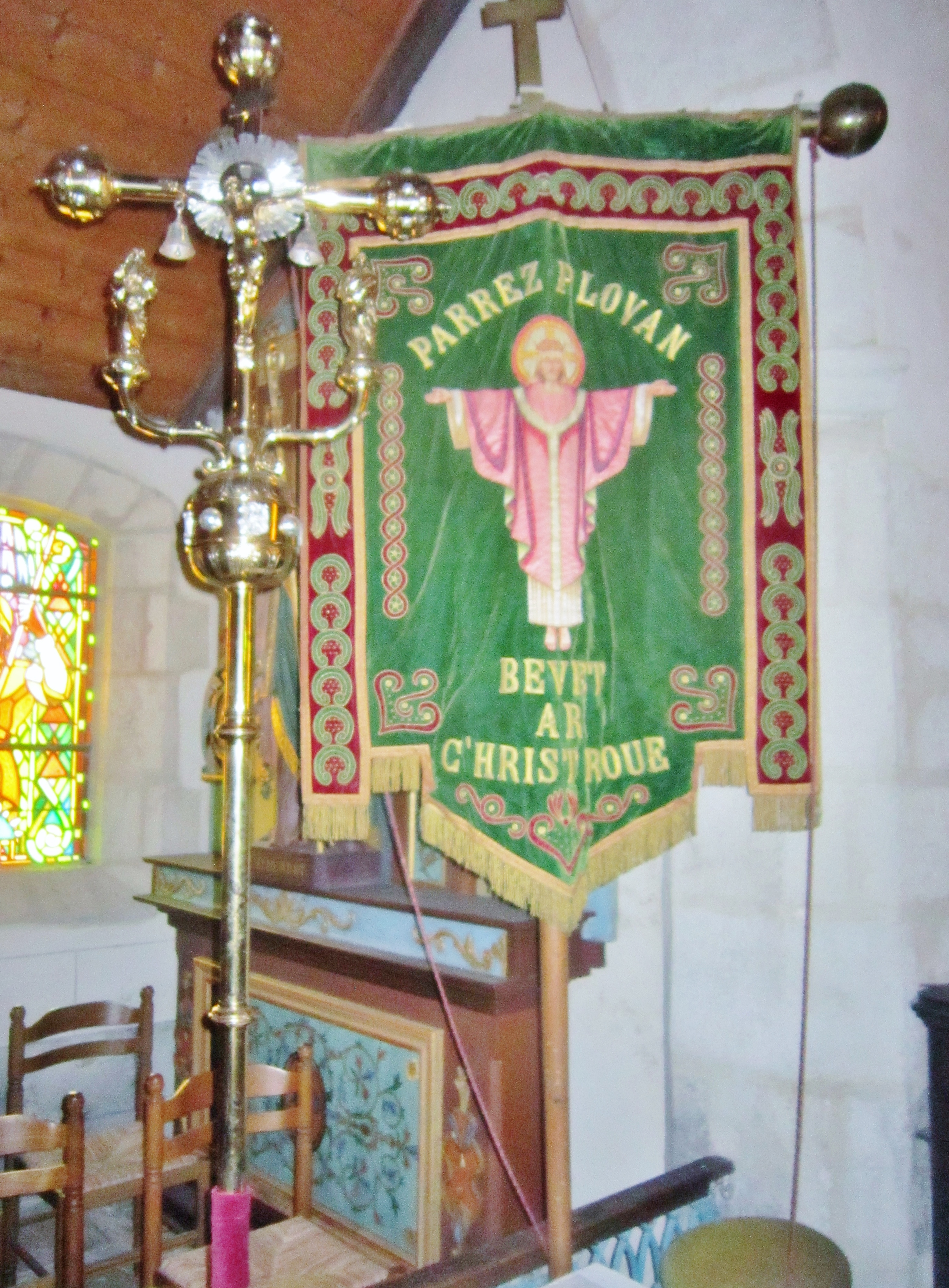
Église paroissiale Saint-Gorgon : croix en argent et bannière de procession du Christ-Roi.

- Les ruines de Languidou, une vieille église (XIIIe – XVe siècle) dans un site sauvage, détruite pendant la Révolution française, en 1793, pour construire un corps de garde sur le littoral. Il en reste une magnifique rosace. La chapelle a été classée monument historique par arrêté du 22 octobre 1908[136]. Elle était initialement dédiée à saint Kido, un ermite breton depuis oublié qui vécut en pays bigouden, où il reste le saint patron de plusieurs chapelles. Les ruines de la chapelle de Languidou abritent la mémoire de Saint-Kido, francisé au XVIIIe siècle en saint Guy.

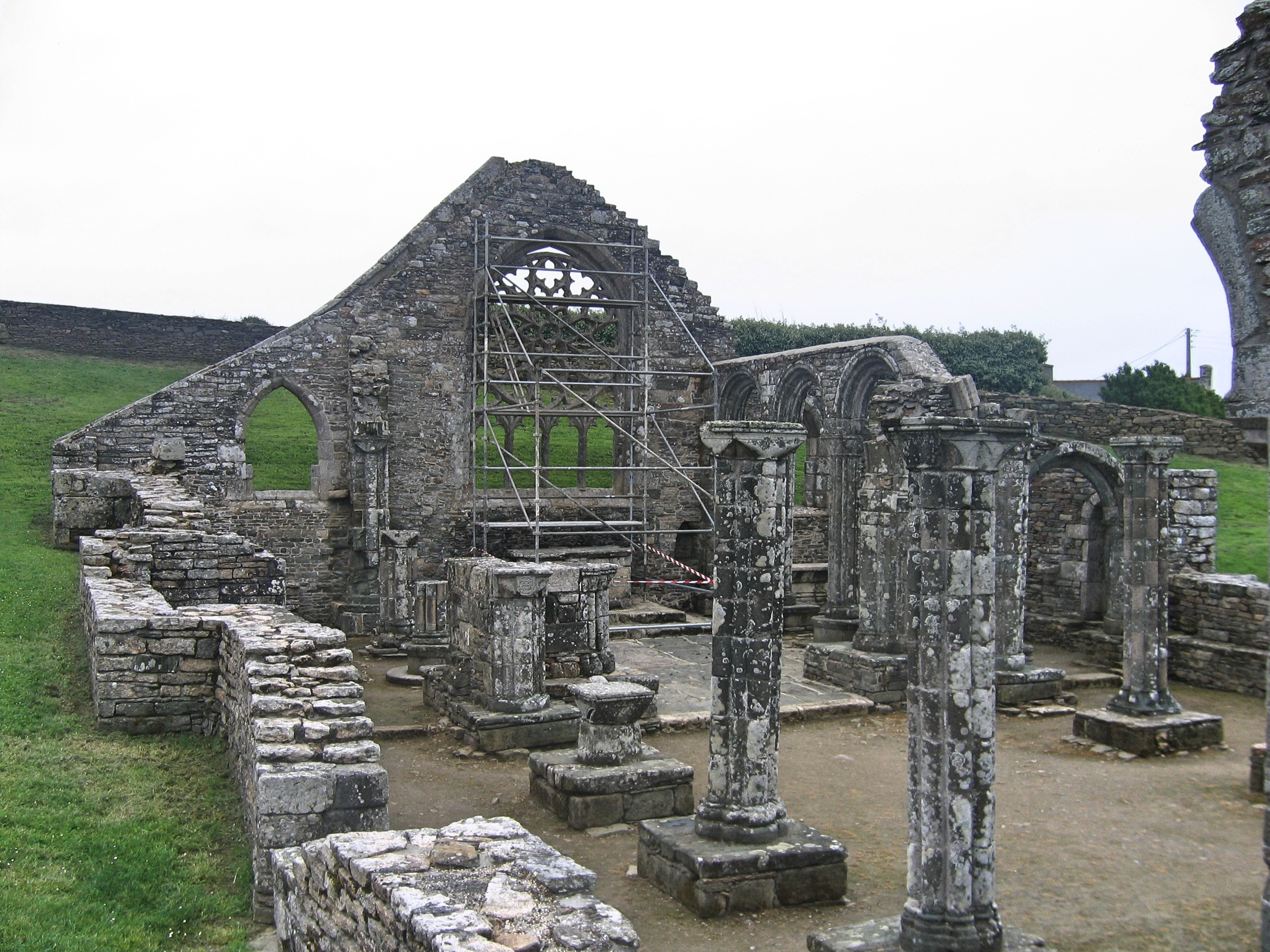
Façade nord de la Chapelle de Languidou, (à droite fragment d'arc des grandes arcades de la nef).
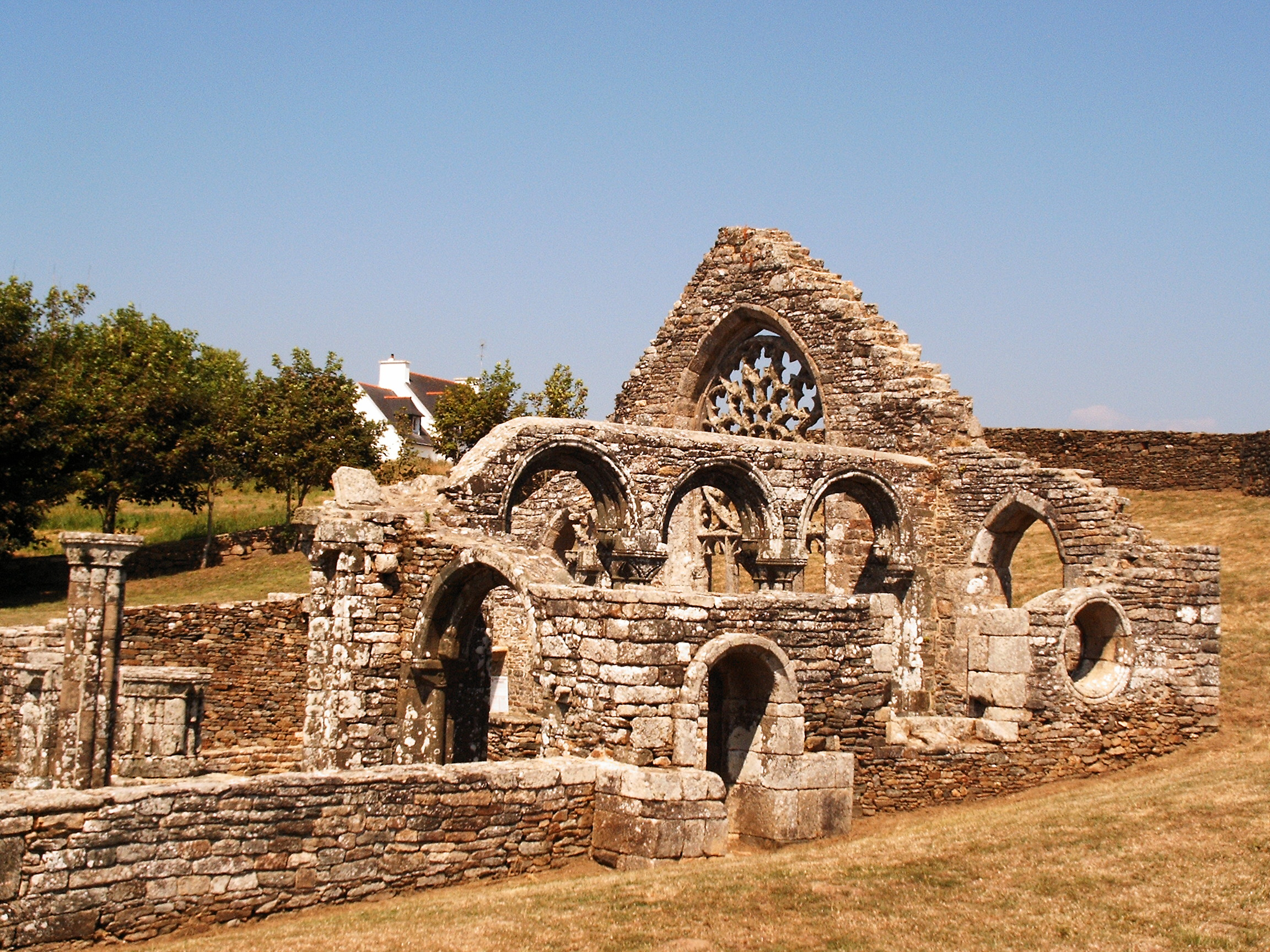
Ruines de la chapelle de Languidou.
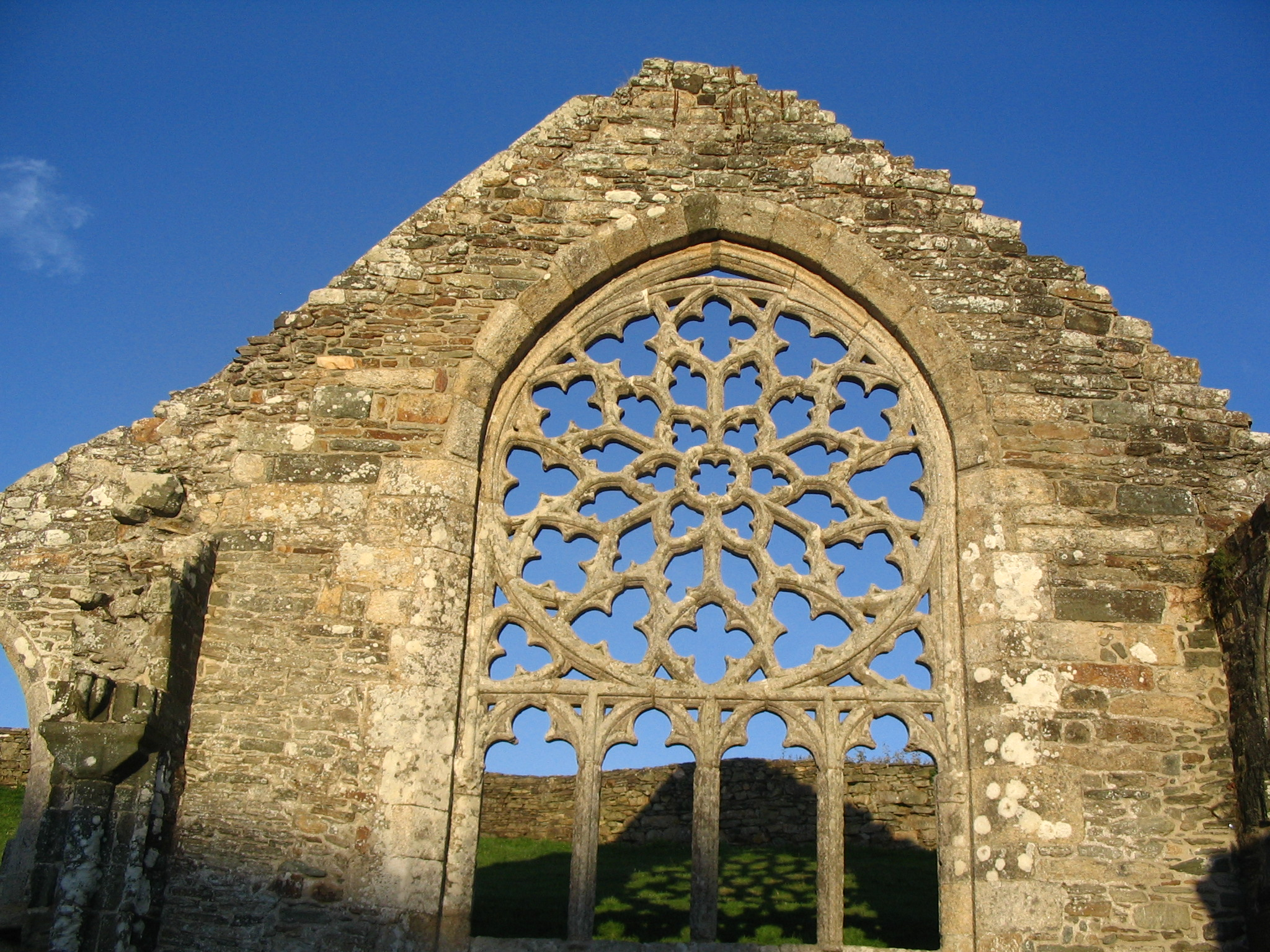
Rosace de la chapelle de Languidou.
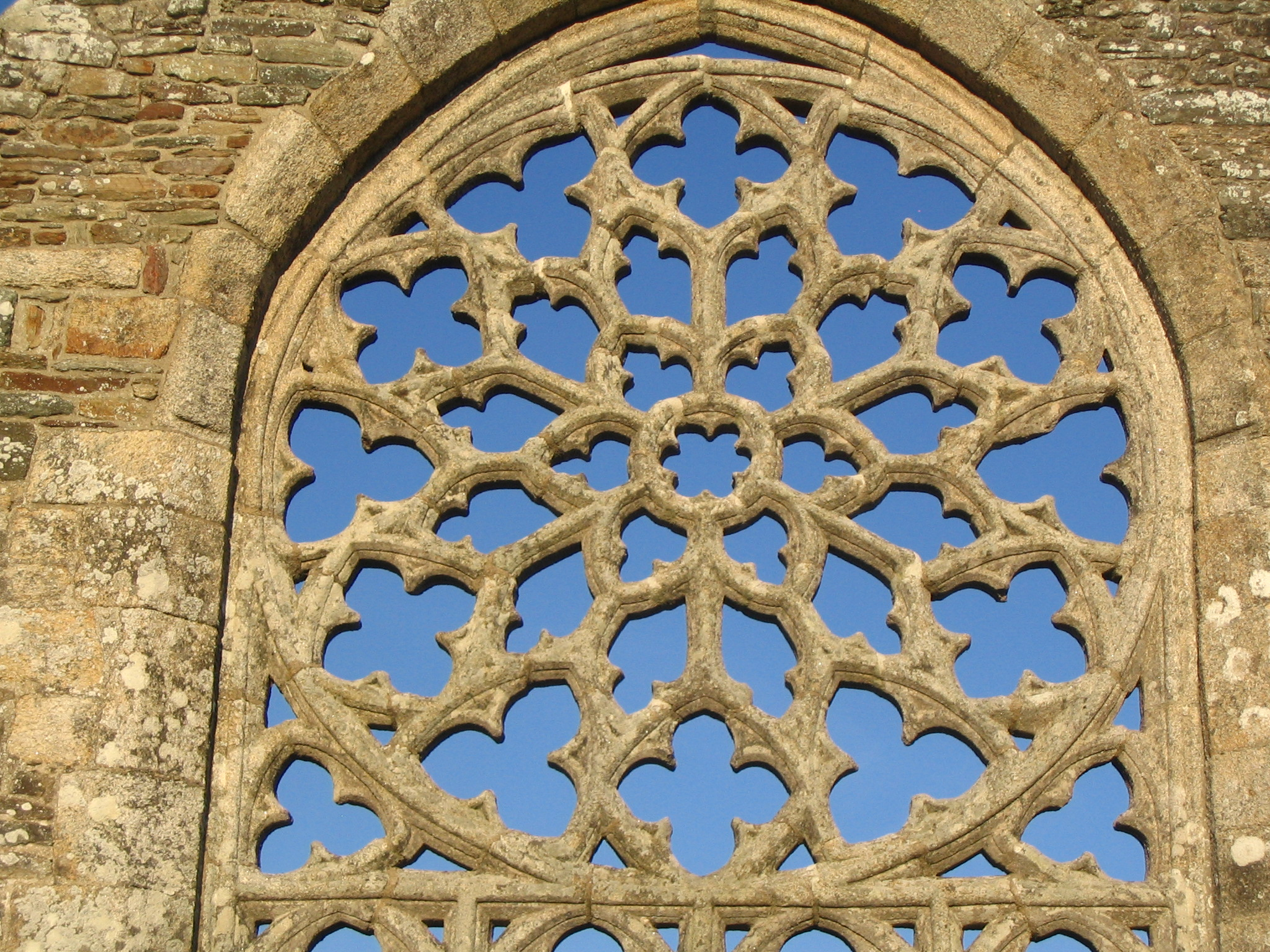
Détail de la rosace.

- Croix et calvaires : la commune en contient cinq[137] : le Calvaire de Languidou (date du XVIe siècle, la croix de Croas-Pilo (une croix monolithe, probablement un menhir christianisé, datant du haut Moyen Âge ; une croix inscrite dans un cercle y est gravée)[138], celle de Kerlivin (1614), de Pencluziou (dit aussi de Créhen, 1553)[139] et de l'enclos paroissial (1703, dans l'ancien cimetière,statues géminées) ;  son fût est haut de 2 mètres et le calvaire porte à son sommet deux statues, sur une face le Christ, sur l'autre face une piétà[140].

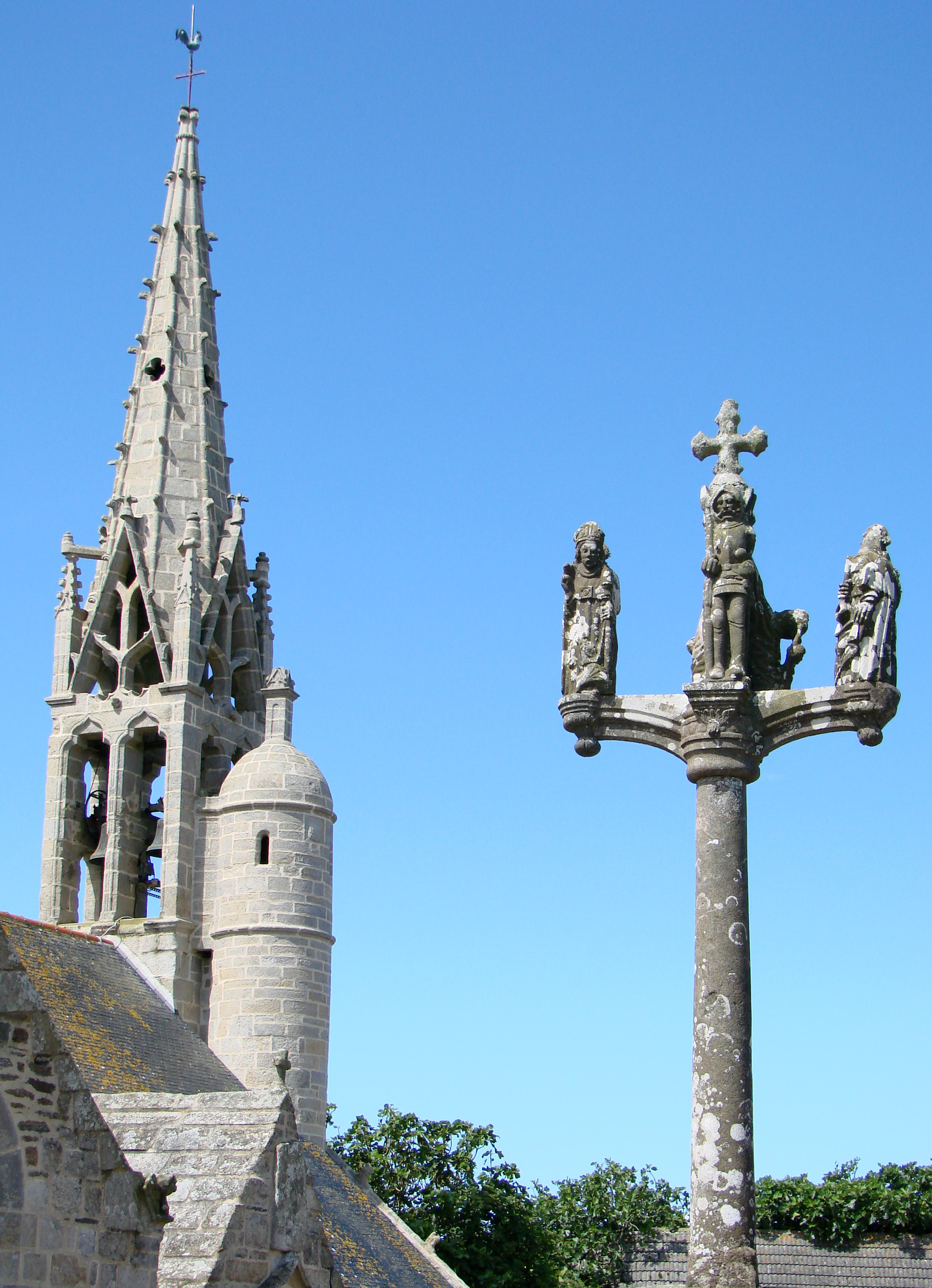
Calvaire de l'enclos paroissial de Plovan.
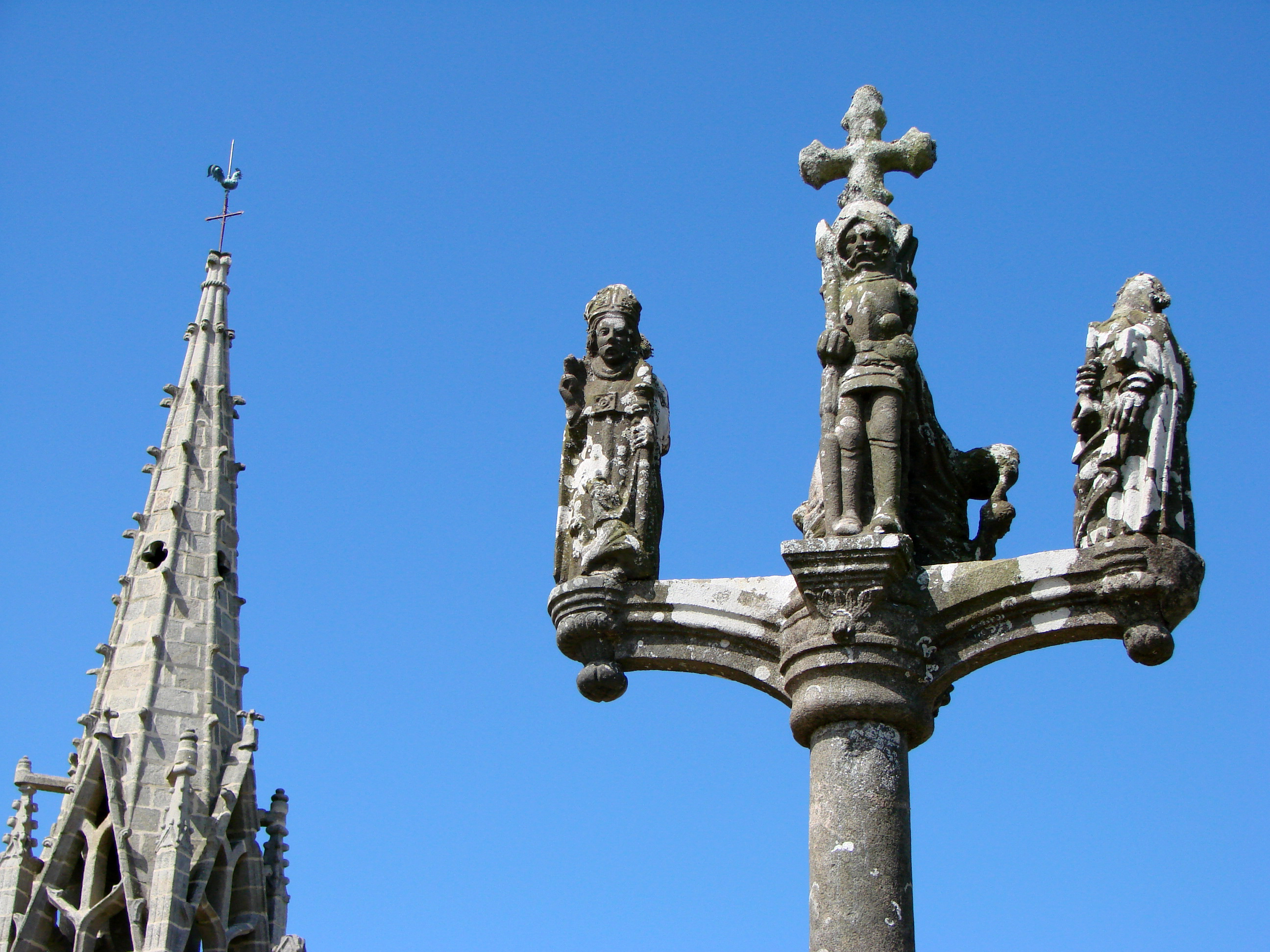
Détail du calvaire de l'enclos paroissial.
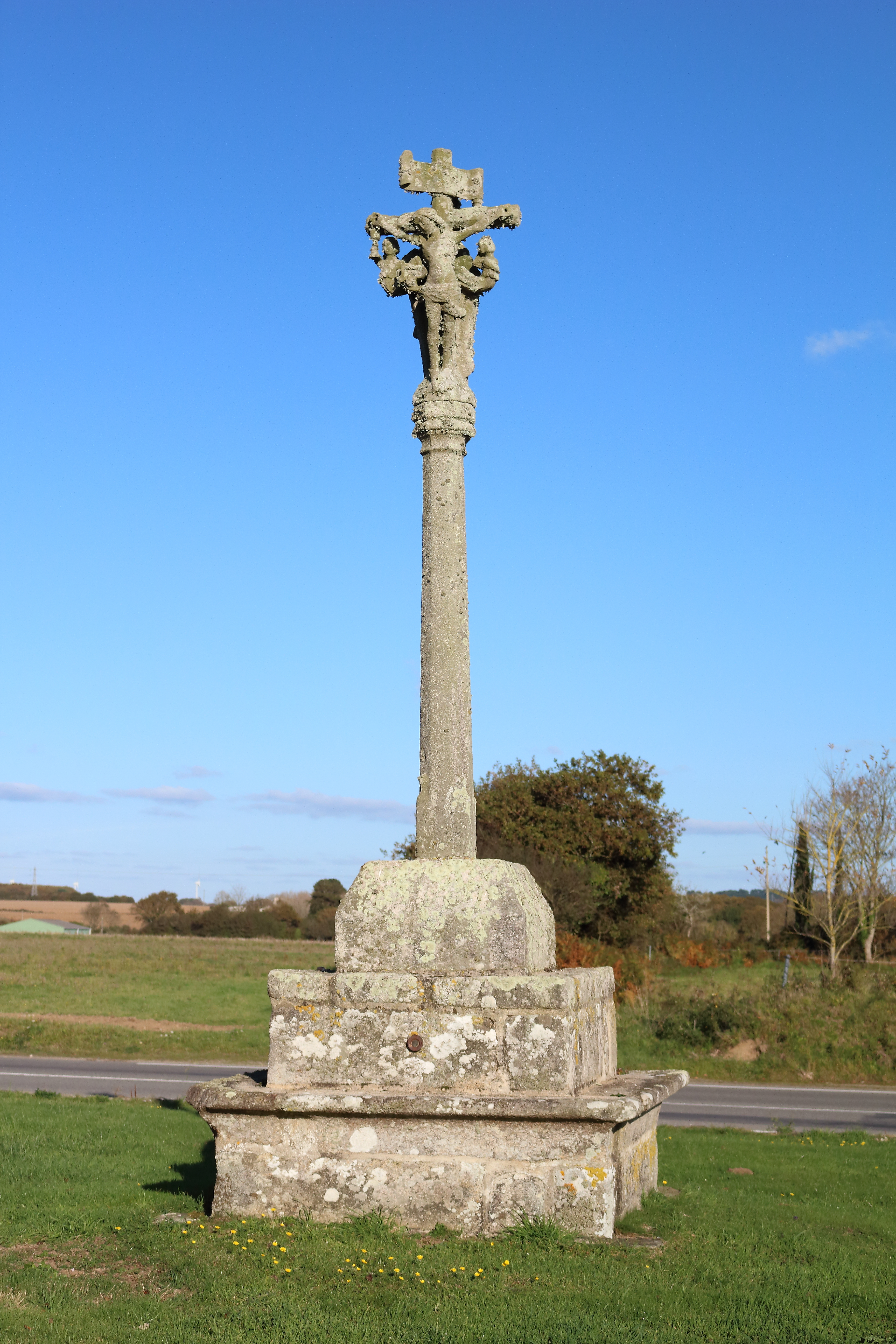
Le calvaire de Pencluziou (dit aussi de Créhen) : vue d'ensemble.
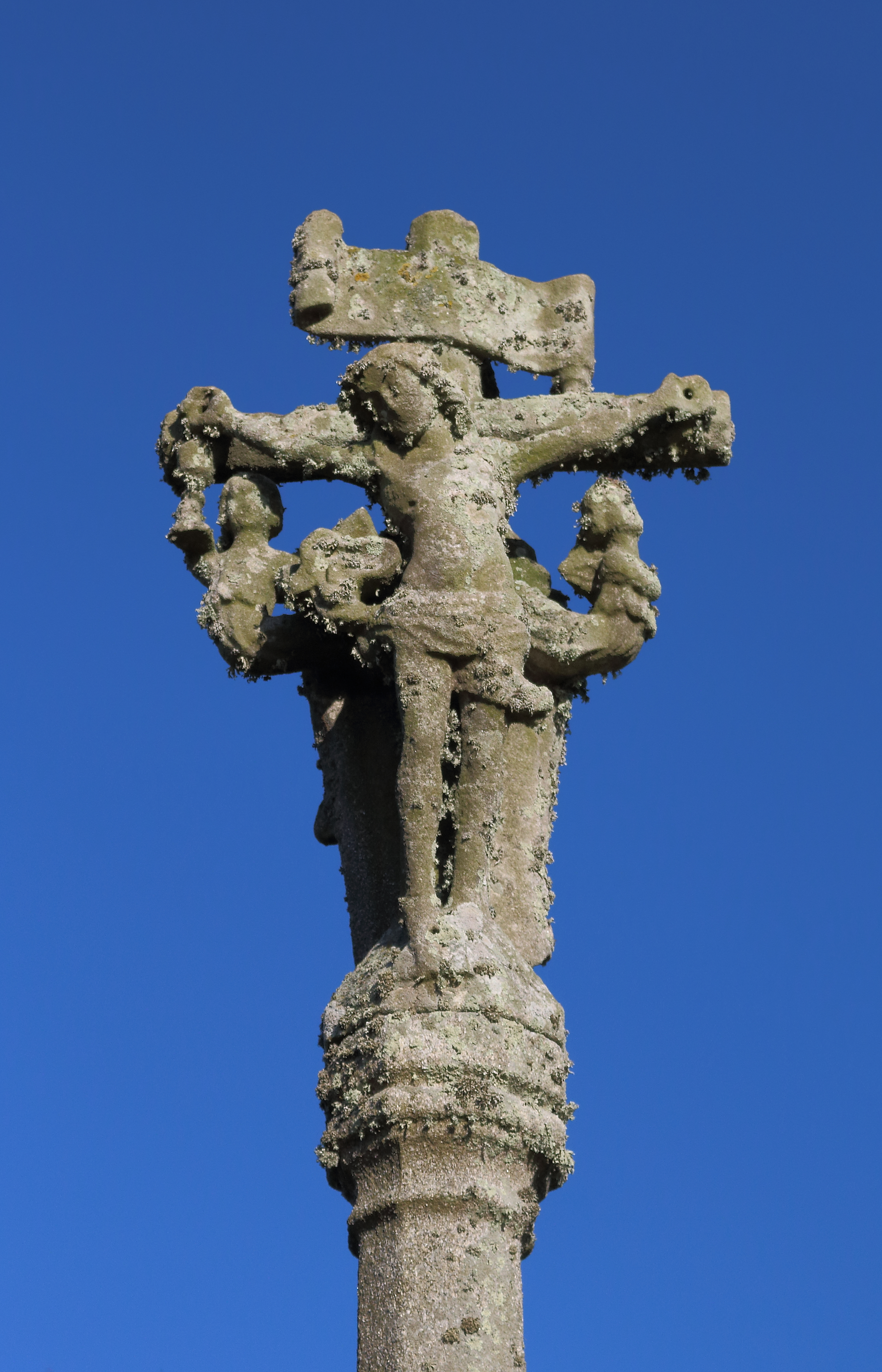
Le calvaire de Pencluziou (dit aussi de Créhen) : partie sommitale (Christ en croix).

- L'ancien presbytère : il date de 1628 et est désormais propriété privée[141].
- Le manoir de Lesnarvor (il possède un colombier)[142]. Une toile de Lucien Simon, qui se trouve au Musée départemental breton, représente l'intérieur du manoir de Lesnarvor.
- Plusieurs corps de ferme présentent un intérêt architectural[143] dont la ferme de Kerlaben (XVIIIe siècle)[144].
- Le figuier de Plovan, situé dans le bourg Place du Figuier.

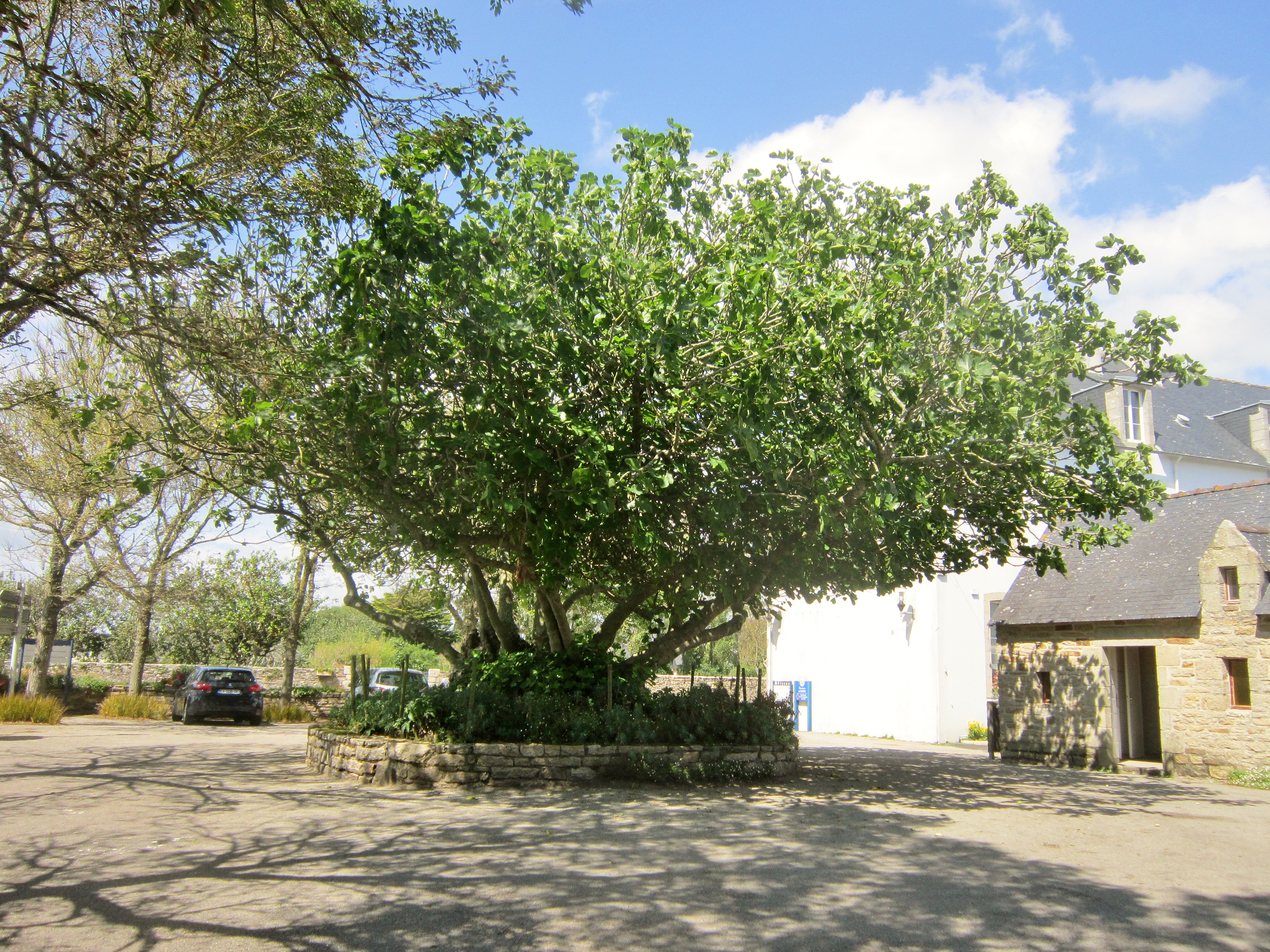
Le figuier de Plovan.

- Le gué (aménagé en lavoir) situé sur un ruisseau à l'est du hameau de Scuër.

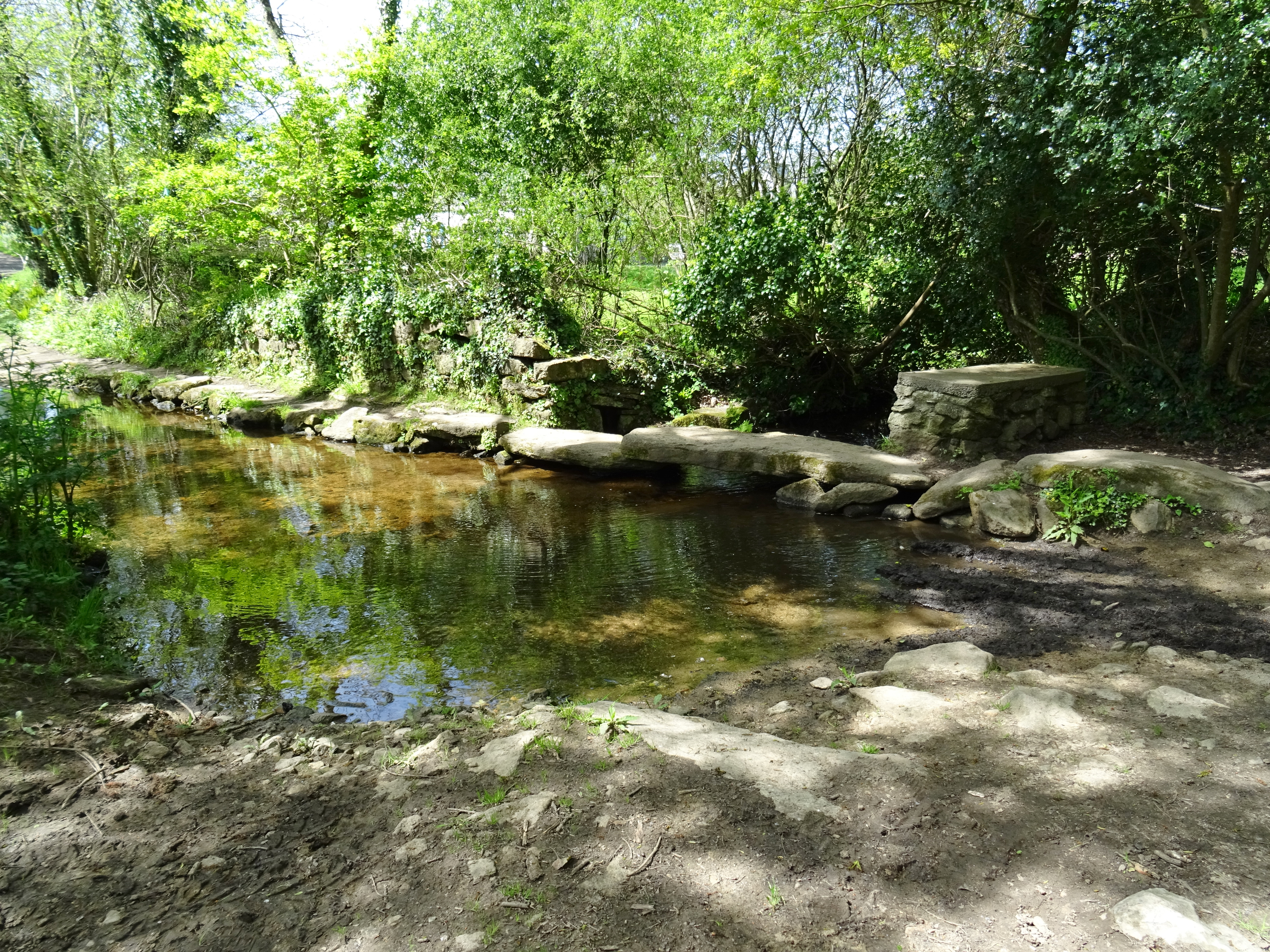
Le gué (aménagé en lavoir) situé sur un ruisseau à l'est du hameau de Scuër.
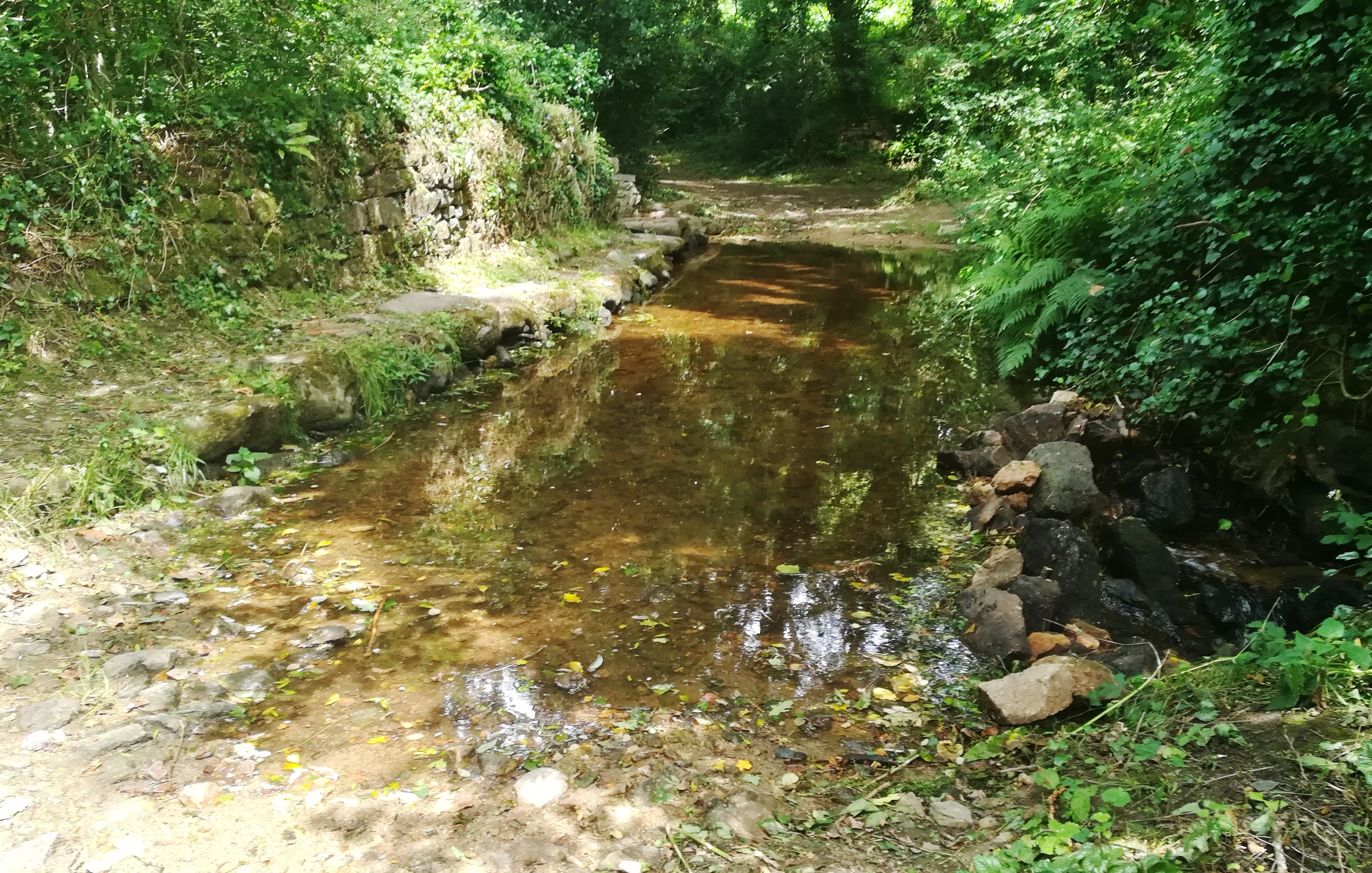
Le gué (aménagé en lavoir) situé sur un ruisseau à l'est du hameau de Scuër.

Ce lavoir est ainsi décrit par Pierre-Jakez Hélias :

« Ce lavoir est le plus constant de nos soucis. C'est là que es femmes ont leur conseil général et qu'il est souvent question de nous, quelquefois de nos mérites, mais le plus souvent de nos turpitudes. Son nom est le pré (ar prad) et le verbe prada signifie à la fois battre le linge et donner la fessée. Si vus ne voyez pas le rapport, tant pis pour vous ! Le pré est un trou d'eau entouré d'un bouquet de saules. À longueur de journée, ce lieu retentit des coups de battoir, du dégoulinement de l'eau, du choc de la pirre sur les draps mouillés. Dominant le tout, on entend le journal parlé de la paroisse, débité à la cantonade, et sur le mode aigu par de nombreuses voix. (...). Le lavoir est le domaine réservé aux femmes. Jamais un homme n'oserait s'y montrer de peur d'y entendre ses quatre vérités ou, du moins, d'alimenter la langue des commères derrière son dos.Il est si difficile de chanter les louanges de quelqu'un dans un lavoir. Frappaer à grands coups sur le linge sale incite à défaire la robe d'innocence du prochain. Les anges eux-mêmes n'y sauveraient pas leur auréole. Il arrive que les propos tournent à l'aigre entre deux commères qui se disputent le dé, de vieux griefs surgissent et l'aubade ne peut se terminer que par une ou deux coiffes arrachées. Et voilà le bourg divisé en deux clans et les regars bleu-bigouden qui virent, pour un temps, à la suie de cheminée. »

## Tableaux
- Ernest Guérin : Plovan, Bretagne, entre 1930 et 1943 (aquarelle et gouache sur papier, non daté).

## Personnalités liées à la commune
- Alexis Gloaguen (1950-), écrivain français, né à Plovan.
- Léon Goraguer (1901-1980), homme politique, né à Plovan.